# Sant Pere
|  | Per a altres significats, vegeu «Sant Pere (desambiguació)». |

Sant Pere (Betsaida, Galilea, ? – Roma, entre 64 i 68 dC) també conegut com a Simó Pere, Simeó, Simó, Cefes, o Pere Apòstol, va ser un dels Dotze Apòstols de Jesucrist, un dels primers líders de l'Església primitiva i va ser considerat per la hagiografia posterior com el primer Cap del Cristianisme.
Segons la tradició cristiana, Pere va ser crucificat a Roma sota l'emperador Neró. Tradicionalment se'l considera el primer bisbe de Roma —o papa— i també per la tradició cristiana oriental com el primer patriarca d'Antioquia. Totes les antigues esglésies cristianes veneren Pere com un sant major i com a fundador de l'Església d'Antioquia i de la Diòcesi de Roma, però difereixen en les seves actituds respecte a l'autoritat dels seus successors. Segons l'ensenyament catòlic, Jesús va prometre a Pere una posició especial a l'Església.
Al Nou Testament, Pere apareix de manera reiterada i destacada en els quatre evangelis, així com en els Fets dels Apòstols. Es creia tradicionalment que l'Evangeli de Marc mostrava la influència de la predicació de Pere i dels records de testimonis presencials. També s'esmenta, amb el nom de Pere o Cefas, a la Primera Carta de Pau als Corintis i a l'Epístola als Gàlates. El Nou Testament també inclou dues epístoles generals, la Primera i la Segona carta de Pere, que tradicionalment se li atribueixen, però ara generalment es rebutja l'autoria petrina d'ambdues.
Fora del Nou Testament, se li van atribuir diversos llibres apòcrifs, en particular els Fets de Pere, l'Evangeli de Pere, la Predicació de Pere, l'Apocalipsi de Pere i el Judici de Pere.

## Noms i etimologies

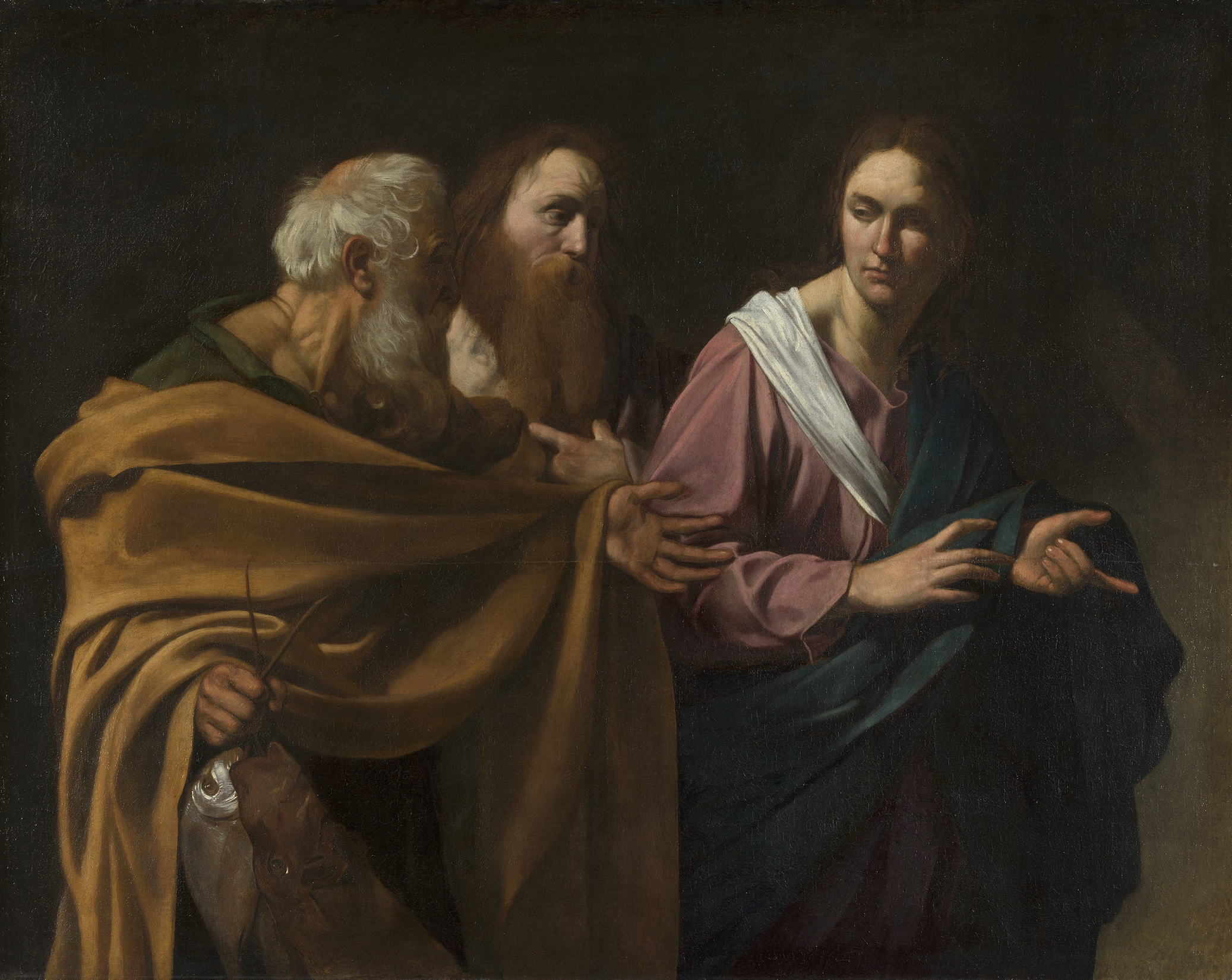
La crida dels sants Pere i Andreu, 1603/1606, Caravaggio

El nom jueu original de Pere, tal com s'indica al Nou Testament, era «Simó» (Σίμων Simōn en grec) o (només a Ft 15:14 i 2Pe 1:1) «Simeó» (Συμεών en grec). S'ha explicat que la variació Simó/Simeó reflecteix «el conegut costum entre els jueus de l'època de donar el nom d'un famós patriarca o personatge de l'Antic Testament [Simeó] a un nen (no pas a les nenes) juntament amb un nom grec / romà semblant [Simó]».
Més tard se li va donar el nom כֵּיפָא (Kefa) en arameu, que es va fer en grec (per transliteració i l'addició d'una final de sigma perquè sigui una paraula masculina) com Κηφᾶς, en llatí Cefas (9 aparicions en el Nou Testament); o (per traducció amb terminació masculina) com a Πέτρος, del llatí Petrus i en català Pere (156 aparicions al Nou Testament).
Es discuteix el significat precís de la paraula arameu, alguns diuen que el seu significat habitual és «roca» o «penya-segat», altres diuen que significa més aviat «pedra» i, particularment en la seva aplicació de Jesús a Simó, com una «joia», però la majoria dels estudiosos coincideixen que com a nom propi denota un caràcter aspre o dur. Ambdós significats, «pedra» (joia o pedra tallada) i «roca», s'indiquen en els diccionaris d'arameu i siríac. El teòleg catòlic Rudolf Pesch argumenta que el cefa arameu significa «pedra, bola, aglomeració, clavada» i que «roca» és només una connotació; que al grec àtic la petra denota «roca conreada, àrea rocosa, significa «pedra petita, pedra de pedra, pedra de fona, roca mòbil».
El nom combinat Σίμων Πέτρος (Simó Pere) apareix dinou vegades al Nou Testament. En alguns documents siríacs es diu, en traducció al català, Simó Cephas.
En els diferents evangelis ens troben diversos noms semblants que comencen per Simó:
- Simó Kêpha (la Pedra) (Pere) Mt 4:18
- Simó el Zelota Lc 6:15 i Ac 1:13
- Simó el Cananeu Mc 3:18
- Simó barjonna (fill de Jonàs) Jo 21:15
- Simó Iscariot Mt 6:70

Segons Robert Ambelain tots són una sola i única persona Simó Pere.

## Informació biogràfica

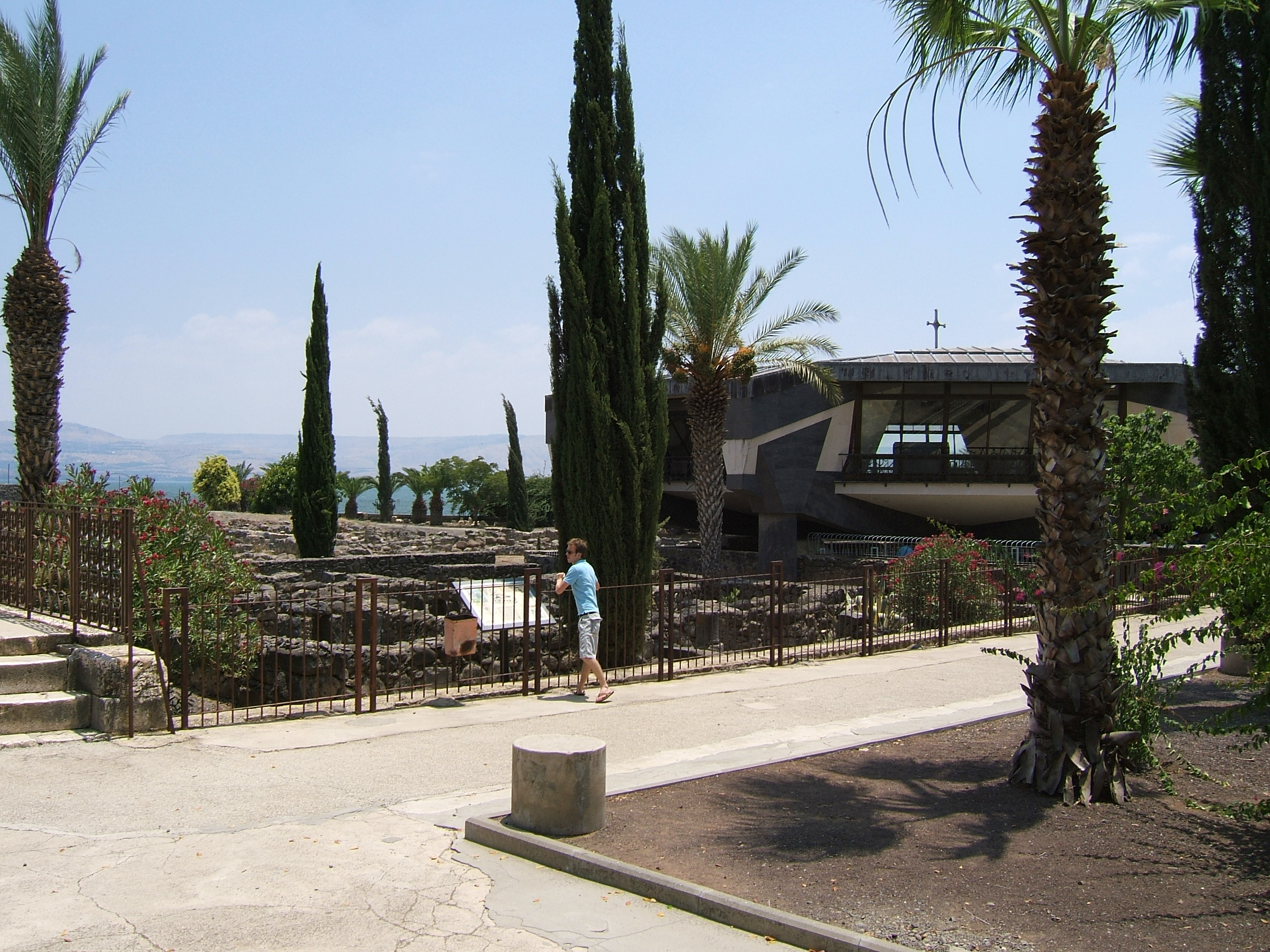
Ruïnes de l'antiga ciutat de Cafarnaüm a la riba nord del mar de Galilea

### Narracions
Pere era un pescador jueu a Betsaida (Jo 1:44). Va ser nomenat Simó, fill de Jonàs o Joan.
Els tres evangelis sinòptics expliquen com Jesús va curar la sogra de Pere a casa seva a Cafarnaüm (Mt 8:14–17, Mc 1:29–31, Lc 4:38); aquest passatge representa clarament a Pere com a casat. 1Co 9:5 també s'ha pres per implicar que estava casat i que la dona de Pere va acompanyar el seu marit en alguns dels seus viatges missioners. Climent d'Alexandria va escriure: «Quan el beneït Pere va veure com la seva pròpia esposa havia sortit de la mort, es va alegrar a causa de la seva convocatòria i de la seva tornada a casa, i la va cridar molt encoratjadora i reconfortant, adreçant-se pel seu nom i dient: "Recordeu el Senyor". Tal va ser el matrimoni dels beneïts i la seva perfecta disposició cap als que més estimaven.» També va afirmar que Pere tenia fills. Les llegendes posteriors, que daten del segle vi en endavant, van suggerir que Pere tenia una filla identificada com a santa Peronella. Això, però, probablement és el resultat de la semblança dels seus noms.

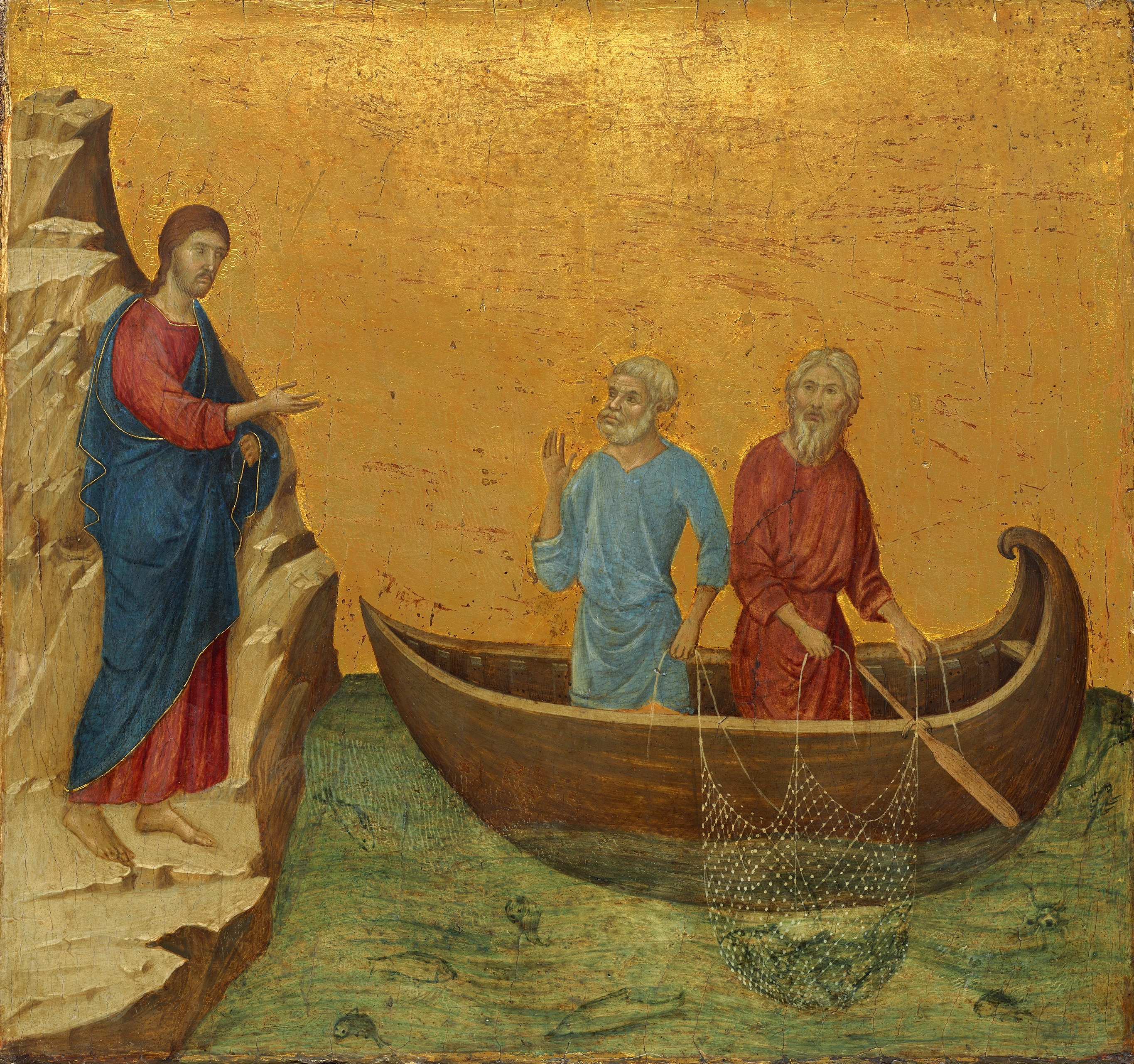
La crida dels apòstols Pere i Andreu (del Maestà), c. 1308–1311

En els evangelis sinòptics, Pere (llavors Simó) era pescador juntament amb el seu germà, Andreu, i els fills de Zebedeu, Jaume i Joan. L'evangeli de Joan també representa a Pere pescant, fins i tot després de la resurrecció de Jesús, a la història de la captura de 153 peixos. A Mateu i Marc, Jesús va anomenar Simó i el seu germà Andreu perquè fossin «pescadors d'homes» (Mt 4:18–Mt 4:19, Mc 1:16–17).
Una església franciscana està construïda sobre el lloc tradicional de la casa de l'apòstol Pere.A Lluc, Simó Pere és propietari del vaixell que Jesús utilitza per predicar a les multituds que el pressionaven a la vora del llac de Genesaret (Lc 5:3). Aleshores, Jesús sorprèn a Simó i als seus companys Jaume i Joan (Andreu no hi és esmentat) dient-los que baixin les xarxes, amb la qual cosa capturen un gran nombre de peixos. Immediatament després d'això, el segueixen (Lc 5:4–11). L'Evangeli de Joan dona un relat comparable de «Els primers deixebles» (Jn 1:35–42). A Joan, es diu als lectors que es tractava de dos deixebles de Joan Baptista (Andreu i un deixeble sense nom) que va escoltar Joan Baptista anunciar Jesús com l'«Anyell de Déu» i després va seguir Jesús. Després, Andreu es va dirigir al seu germà Simó, dient: «Hem trobat el Messies», i després va portar Simó a Jesús.

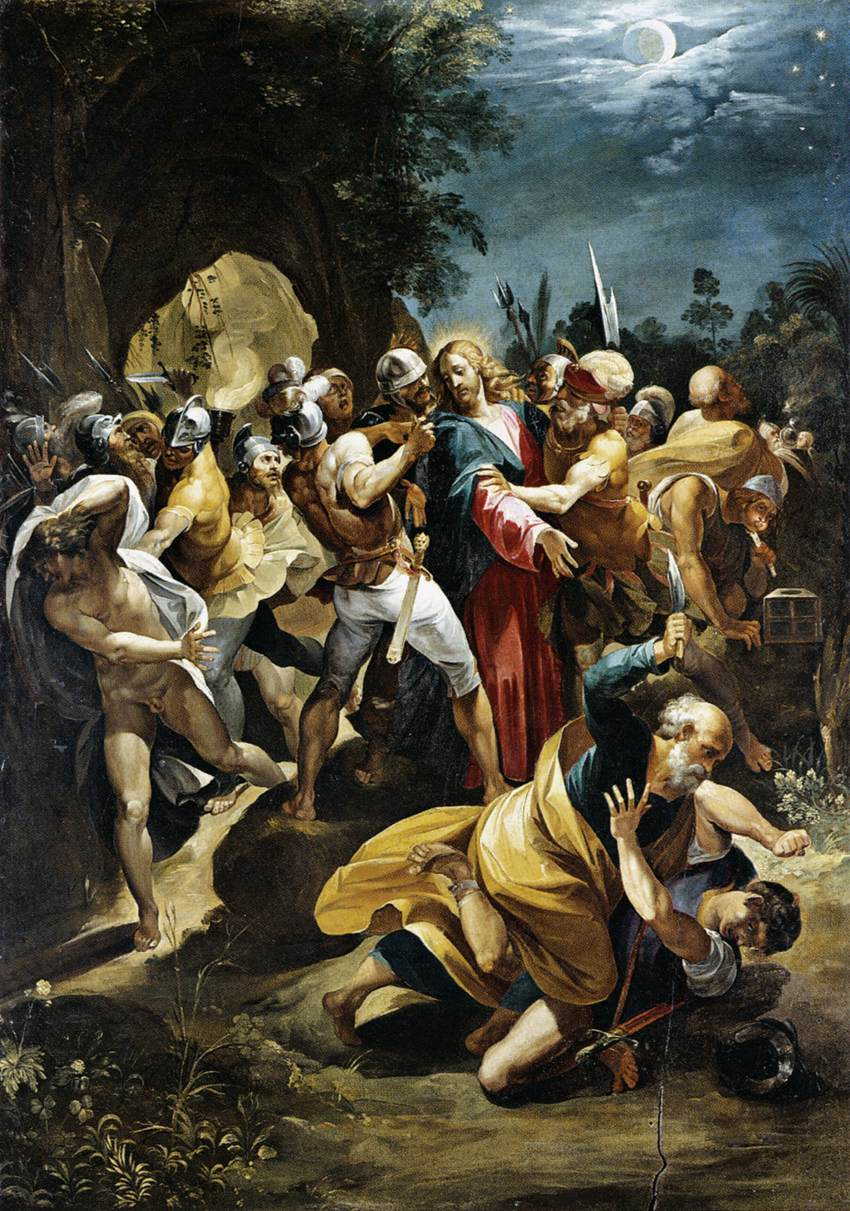
L'apòstol Pere atacant Malc, el servent dels Gran Sacerdot amb una espasa a l'hort de Getsemaní, de Giuseppe Cesari c. 1597

Tres dels quatre evangelis, Mateu, Marc i Joan, relaten la història de Jesús caminant sobre l'aigua. Mateu també descriu Pere caminant sobre l'aigua per un moment, però començant a enfonsar-se quan la seva fe dubta (Mt 14:28–31).
Al començament del Darrer Sopar, Jesús va rentar els peus als deixebles. Pere es va negar inicialment a deixar que Jesús li rentés els peus, però quan Jesús li va dir: «Si no et rento, tu no tens cap part amb mi», Pere va respondre: «Senyor, no només els meus peus, sinó també les mans i el cap» (Jn 13:2-11). El rentat de peus es repeteix sovint al servei del culte el dijous sant per algunes confessions cristianes.
Els tres evangelis sinòptics esmenten que, quan Jesús va ser arrestat, un dels seus companys va tallar l'orella a un criat del gran sacerdot d'Israel (Mt 26:51, Mc 14:47, Lc 22:50). L'Evangeli de Joan també inclou aquest esdeveniment i nomena Pere com a espadat i Malc com a víctima (Jn 18:10). Lluc afegeix que Jesús va tocar l'orella i la va curar miraculosament (Lc 22:49–51). Aquesta curació de l'orella del criat és l'últim dels 37 miracles atribuïts a Jesús a la Bíblia.
Simó Pere va ser processat dues vegades, amb Joan, davant el Sanedrí i els va desafiar directament (Ac 4:7–22, Ac 5:18–42). Després de rebre una visió de Déu que permetia menjar animals abans impurs, Pere fa un viatge missioner a Lidda, Joppa i Cesarea (Ac 9:32–Ac 10:2), esdevenint fonamental en la decisió d'evangelitzar els gentils (Ac 10). Simó Pere va aplicar el missatge de la visió als animals nets als gentils i va seguir la seva reunió amb Corneli el Centurió afirmant que «Déu no mostra parcialitat» (Ac 10).
Segons els Fets dels Apòstols, Pere i Joan van ser enviats de Jerusalem a Samaria (Ac 8:14). Pere/Cefàs s'esmenta breument al capítol inicial d'una de les epístoles paulines, l'Epístola als Gàlates, que esmenta un viatge de l'apòstol Pau a Jerusalem on es troba amb Pere (Ga 1:18). Pere apareix de nou a Gàlates, catorze anys després, quan Pau (ara amb Bernabé i Titus) va tornar a Jerusalem (Ga 1:18). Quan Pere va arribar a Antioquia, Pau es va oposar a Pere amb la seva cara «perquè ell [Pere] estava equivocat» (Ga 2:11).

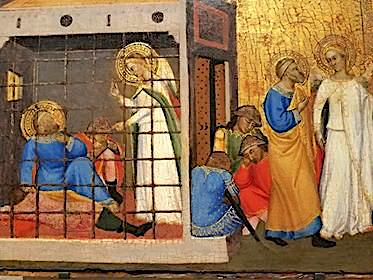
L'apòstol Pere alliberat de la presó, Jacopo di Cione, 1370–1371 (Philadelphia Museum of Art)

Ac 12 narra com Pere, que es trobava a Jerusalem, va ser empresonat per Agripa I (42–44 dC), però va ser rescatat per un àngel. Després del seu alliberament, Pere va deixar Jerusalem per anar a «un altre lloc» (Ac 12:1–18). Pel que fa a l'activitat posterior de Peter, no hi ha més informació relacionada de les fonts existents, tot i que hi ha breus notificacions de certs episodis individuals de la seva vida posterior.

## Primer cap de l'Església primitiva
Els Evangelis i els Fets dels apòstols retraten Pere com l'apòstol més destacat, tot i que va negar Jesús tres vegades durant els fets de la crucifixió. Segons la tradició cristiana, Pere va ser el primer deixeble a qui es va presentar Jesús, equilibrant la negació de Pere i restablint la seva posició. Pere és considerat el primer líder de l'Església primitiva, encara que aviat va ser eclipsat en aquest lideratge per Jaume el Just, «el Germà del Senyor». Com que Pere va ser el primer a qui es va presentar Jesús, el lideratge de Pere constitueix la base de la successió apostòlica i del poder institucional de l'ortodòxia, com a hereus de Pere, i se'l descriu com «el roca» sobre la qual es construirà l'Església.

### Posició entre els apòstols

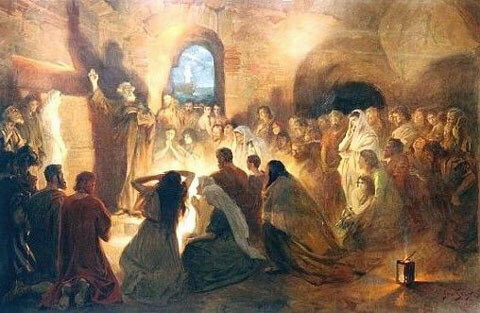
Sant Pere predicant l'evangeli a les catacumbes de Jan Styka

Pere sempre figura al primer lloc entre els Dotze Apòstols als evangelis i al Llibre dels Fets. També se l'esmenta amb freqüència als evangelis perquè forma amb Jaume el Major i Joan un grup especial dins dels Dotze Apòstols, present en incidents en què els altres no eren presents, com a la transfiguració de Jesús, a la resurrecció de la filla de Jaire i a l'oració a l'hortí de Getsemaní. Pere sovint confessa la seva fe en Jesús com el Messies.
Sovint es representa Pere als evangelis com a portaveu de tots els apòstols. John Vidmar, un erudit catòlic, escriu: «Els erudits catòlics coincideixen que Pere tenia una autoritat que va substituir a la dels altres apòstols. Pere és el seu portaveu en diversos esdeveniments, dirigeix l'elecció de Maties, la seva opinió en el debat sobre convertir els gentils era crucial, etc.»
L'autor dels Fets dels Apòstols retrata Pere com la figura central de la primera comunitat cristiana.
L'autoritat de Pere va prestar-li el seu paper d'adjudicatari en conflictes i assumptes morals. Assumeix aquest paper en el cas d'Anianies i Safira i els fa responsables de mentir sobre la seva almoina. Peter els jutja i són assassinats individualment per la infracció.
El paper de Pere no sempre es basava en el seu lideratge, sinó en els seus dots per tenir cura dels que ho necessitaven. Veiem que Pere estableix aquestes tendències arribant als malalts i coixos. Pere guareix a dos individus que no poden caminar o estan paralitzats a més de ressuscitar a Tabita de la mort. Tot i que aquests actes eren miracles de compassió, també van contribuir al nombre de creients de l'Església primitiva.

### Negació de Jesús per Pere

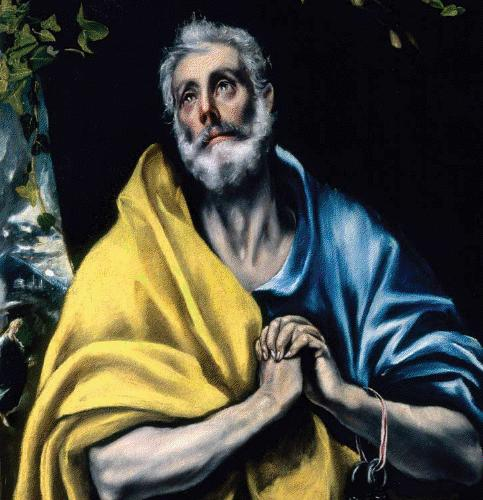
Les llàgrimes de Sant Pere, del Greco, finals del

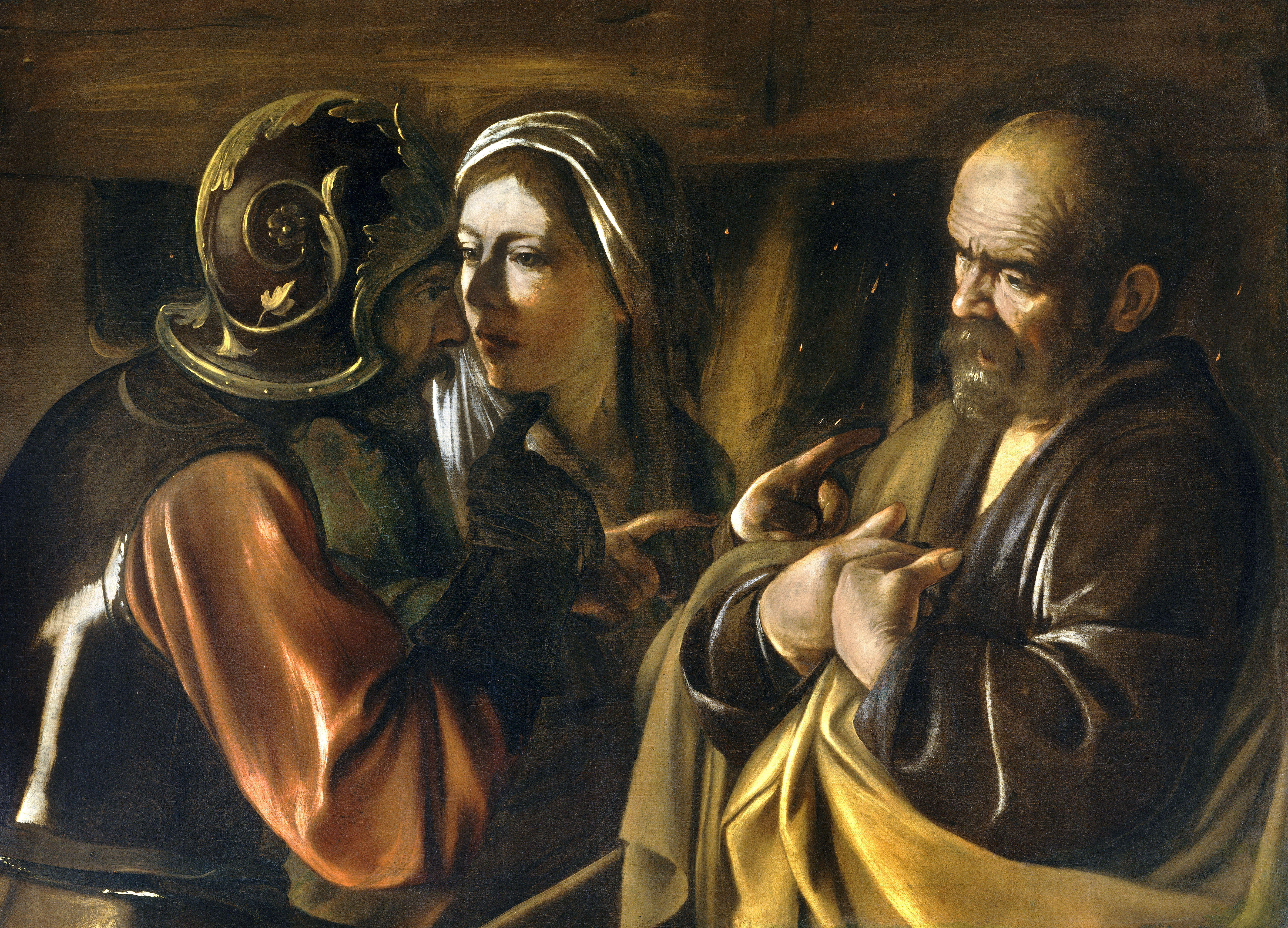
La negació de Sant Pere, de Caravaggio, c. 1610

Els quatre evangelis canònics relaten que, durant el Darrer Sopar, Jesús va predir que Pere li negaria tres vegades abans del següent cant del gall («abans que el gall canti dues vegades» al relat de Marc). Els tres sinòptics i Joan descriuen les tres negacions de la següent manera:
1. Una negació quan una serventa del gran sacerdot detecta Simó Pere, dient que havia estat amb Jesús. Segons Marc (però no en tots els manuscrits), «el gall cantava». Només Lluc i Joan esmenten un foc pel qual Pere s'escalfava entre altres persones: segons Lluc, Pere estava «assegut»; segons Joan, ell estava «de peu».
2. Una negació quan Simó Pere havia sortit a la porta d'entrada, lluny del foc, però la mateixa criada (Marc) o una altra criada (Mateu) o un home (Lluc i també Joan, per a qui, però, aquest és el tercer negació) va dir als espectadors que era seguidor de Jesús. Segons Joan, «el gall cantava». L'Evangeli de Joan posa la segona negació mentre Pere encara s'escalfava al foc i dona com a ocasió de la tercera negació una afirmació d'algú d'haver-lo vist al jardí de Getsemaní quan Jesús va ser arrestat.
3. Una negació es va produir quan es va prendre l'accent galileu de Pere com a prova que de fet era deixeble de Jesús. Segons Mateu, Marc i Lluc, «el gall cantava». Mateu afegeix que va ser el seu accent el que el va deixar apartar de la procedència de Galilea. Lluc se'n desvia lleugerament en afirmar que, en lloc d'una multitud que acusava Simó Pere, era un tercer individu. Joan no esmenta l'accent galileu.

A l'Evangeli de Lluc hi ha un registre de Crist que va dir a Pere: «Simó, Simó, heus aquí, Satanàs ha desitjat tenir-vos perquè us pugui tamisar com a blat; però he pregat per vosaltres, perquè la vostra fe no falli. ets convertit, enforteix els teus germans». En una escena reminiscent de l'epíleg de Joan, Pere afirma tres vegades que estima Jesús.

### Aparicions després de la resurrecció

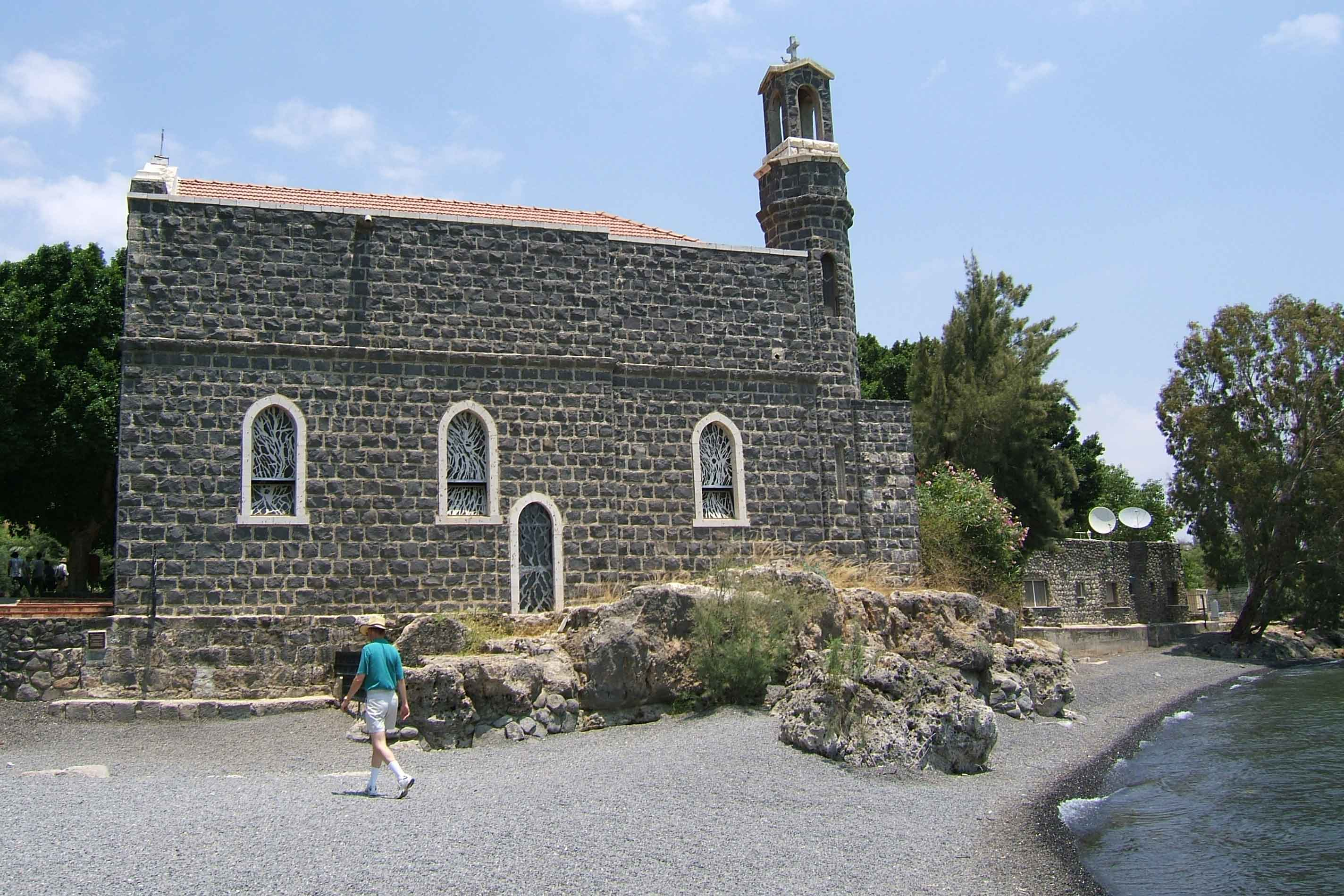
Església de la primacia de Sant Pere al mar de Galilea

La primera epístola de Pau als corintis conté una llista de les aparicions de Jesús resucitat, la primera de les quals és una aparició a Pere. Aquí, aparentment, Pau segueix una tradició primerenca segons la qual Pere va ser el primer a veure el Crist ressuscitat, que, però, no semblava haver sobreviscut fins al moment en què es van escriure els evangelis.
En l'evangeli de Joan, Pere és la primera persona que entra a la tomba buida, tot i que les dones i el deixeble estimat ho veuen davant seu. En el relat de Lluc, els apòstols rebutgen la notícia informe de les dones sobre la tomba buida i Pere és l'únic que va a comprovar-ho per ell mateix i marxa corrent cap a la tomba. Després de veure els vestits de lli, se'n va cap a casa, aparentment sense informar els altres deixebles.
En el capítol final de l'Evangeli de Joan, Pere, en una de les aparicions de la resurrecció de Jesús, va afirmar tres vegades el seu amor per Jesús, equilibrant la seva triple negació, i Jesús va confirmar la posició de Pere. L'església de la primacia de Sant Pere al mar de Galilea és vista com el lloc tradicional on Jesucrist va aparèixer als seus deixebles després de la seva resurrecció i, segons la tradició catòlica, va establir la jurisdicció suprema de Pere sobre l'església cristiana.

### Cap de l'Església primitiva

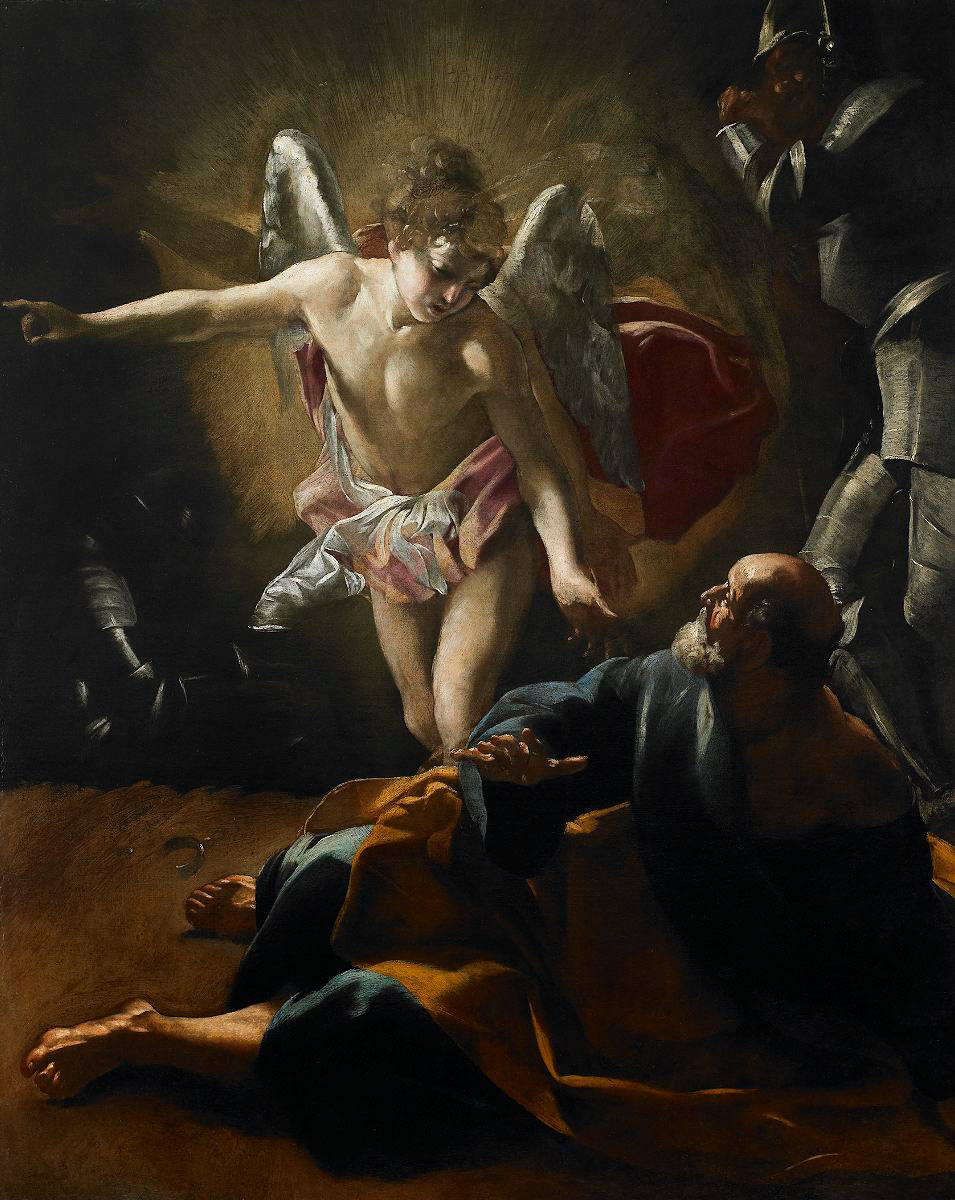
L'alliberament de Sant Pere de la presó per un àngel, de Giovanni Lanfranco, 1620–21

Pere va ser considerat juntament amb Jaume el Just i apòstol Joan com a pilars de l'Església. Legitimat per l'aparició de Jesús, Pere va assumir el lideratge del grup dels primers seguidors, formant l'ekklēsia de Jerusalem mencionada per Pau. Ben aviat fou eclipsat en aquest lideratge per Jaume el Just, «el Germà del Senyor». Segons Lüdemann, això es va deure a les discussions sobre l'estricta adhesió a la llei jueva, quan la facció més conservadora de Jaume el Just va prendre el control sobre la posició més liberal de Pere, que aviat va perdre la influència. Segons Dunn, no es tractava d'una «usurpació del poder», sinó d'una conseqüència de la participació de Pere en les activitats missioneres. L'historiador primitiu de l'Església Eusebi (c. 325 dC) registra Climent d'Alexandria (c. 190 dC) dient:
| « | Perquè diuen que Pere i Jaume (el Gran) i Joan després de l'ascensió del nostre Salvador, com també preferits pel nostre Senyor, no van lluitar per l'honor, sinó que van escollir Jaume el Just bisbe de Jerusalem. | » |

James D. G. Dunn proposa que Pere era un «home pont» entre les opinions oposades de Paul i James el Just [cursiva original]:
| « | Perquè Pere va ser probablement de fet i efectiu l'home pont (pontifex maximus!) Que va fer més que cap altre per mantenir unit la diversitat del cristianisme del primer segle. Jaume, germà de Jesús i Pau, els altres dos personatges més destacats del cristianisme del primer segle, estaven massa identificats amb les seves respectives "marques" del cristianisme, almenys als ulls dels cristians dels extrems oposats d'aquest espectre en particular. Dunn 2001, Ch. 32 | » |

Pau afirma que Pere tenia el càrrec especial de ser apòstol dels jueus, de la mateixa manera que ell, Pau, era apòstol dels gentils. Alguns argumenten que Jaume el Just era bisbe de Jerusalem, mentre que Pere era bisbe de Roma i que, de vegades, aquesta posició donava a Jaume el privilegi en algunes (però no totes) situacions.

### Diàleg de la pedra
En un diàleg entre Jesús i els seus deixebles Jesús es pregunta: «Qui diu la gent que és el Fill de l'Home?» Els deixebles donen diverses respostes. Quan li pregunta «Qui et diu que sóc jo?», Simó Pere respon: «Tu ets el Crist, el Fill de Déu viu.» Llavors Jesús declara:
| « | Feliç de tu, Simó, fill de Jonàs: això no t'ho han revelat els homes, sinó el meu Pare del cel! I jo et dic que tu ets Pere, i sobre aquesta pedra edificaré la meva Església, i les forces del reialme de la mort no la podran dominar. Et donaré les claus del Regne del cel; tot allò que lliguis a la terra quedarà lligat al cel, i tot allò que deslliguis a la terra quedarà deslligat al cel. | » |

El pare jesuïta Daniel J. Harrington proporciona una visió comuna de Pere, que suggereix que Peter era un símbol improbable d'estabilitat. Tot i que va ser un dels primers deixebles cridats i va ser el portaveu del grup, Pere també és l'exemple de la «poca fe». A Mt 14, Pere aviat farà que Jesús li digui: «Oh de poca fe, per què heu dubtat?», I finalment negarà Jesús tres vegades. Així, a la llum de l'esdeveniment de Pasqua, Pere es va convertir en un exemple del pecador perdonat. Fora de l'Església catòlica, les opinions varien quant a la interpretació d'aquest passatge respecte a quina autoritat i responsabilitat, si n'hi hagués, que Jesús donava a Pere.
A l'Església Ortodoxa aquest passatge s'interpreta com que no implica un protagonisme especial a la persona de Pere, sinó a la posició de Pere com a representant dels apòstols. La paraula utilitzada per a «roca» (petra) es refereix gramaticalment a «un petit destacament de la cornisa massiva», no a un roc massís. Així, la Sagrada Tradició ortodoxa entén les paraules de Jesús com a referents a la fe apostòlica.

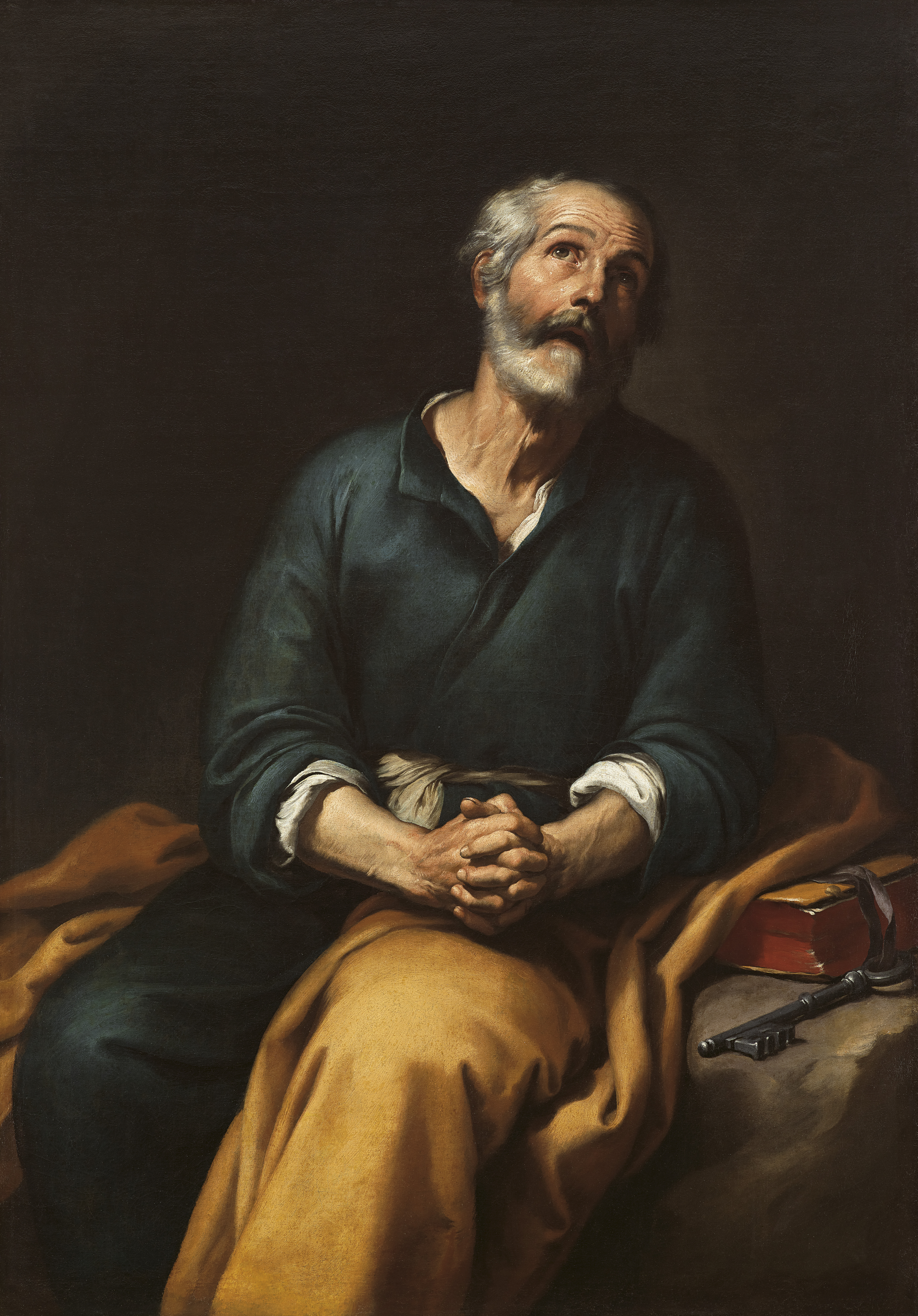
Sant Pere en llàgrimes de Bartolomé Esteban Murillo (1617–1682)

Petros no s'havia utilitzat prèviament com a nom, però en el món de parla grega es va convertir en un nom cristià popular, després d'haver-se establert la tradició del protagonisme de Pere a l'església cristiana primitiva.

### Successió apostòlica
El lideratge de Pere constitueix la base de la successió apostòlica i del poder institucional de l'ortodòxia, com a hereus de Pere, i es descriu com «la roca» sobre la qual es construirà l'església. Els catòlics es refereixen a ell com a cap dels apòstols, igual que els ortodoxos i els ortodoxos orientals. En la litúrgia de l'Església Ortodoxa Copta, una vegada se'l coneix com a «destacat» o «cap» entre els apòstols, títol compartit amb Pau en el text (La fracció del dejuni i la festa dels apòstols Pere i Pau a l'església ortodoxa copta d'Alexandria). Alguns, incloses les esglésies ortodoxes, creuen que això no és el mateix que dir que els altres apòstols estaven sota les ordres de Pere.

## Antioquia i Corint

### Antioquia
Segons la Carta als Gàlates Pere va anar a Antioquia on Pau el va retreure que seguís la línia conservadora respecte a la conversió dels gentils, tenint àpats separats dels gentils. La tradició posterior va afirmar que Pere havia estat el primer patriarca d'Antioquia. Segons els escrits d'Origen i Eusebi a la seva Història eclesiàstica (III, 36) Pere havia fundat l'església d'Antioquia.
Narracions posteriors amplien la breu menció bíblica de la seva visita aAntioquia. El Liber Pontificalis (segle ix) esmenta que Pere havia servit com a bisbe d'Antioquia durant set anys i que havia deixat la seva família a la ciutat grega abans del seu viatge a Roma. Les afirmacions sobre el llinatge de sang directa de Simó Pere entre la vella població d'Antioquia existien al segle i i continuen existint avui, sobretot per part de certes famílies semaanes de l'actual Síria i el Líban. Els historiadors han aportat altres proves de la estada de Pere a Antioquia.
La literatura clementina, un grup d'obres relacionades escrites al segle iv però que es creu que conté materials de segles anteriors, relaciona informació sobre Pere que pot provenir de tradicions anteriors. Una d'elles és que Peter tenia un grup de dotze a setze seguidors, a qui els escrits clementins nomenen. Una altra és que proporciona un itinerari de la ruta de Pere des de Cesarea Marítima fins a Antioquia, on va debatre el seu adversari Simó el Mag; durant aquest viatge va ordenar a Zaqueu com a primer bisbe de Cesarea i a Maro com a primer bisbe de Trípolis. Fred Lapham suggereix que la ruta registrada en els escrits de Climent pot haver estat extreta d'un document anterior esmentat per Epifani de Salamina en el seu Panarion anomenat «L'itinerari de Pere».

### Corint
És possible que Pere visités Corint, on potser hi va haver un partit de «Cefas». La Primera carta als Corintis suggereix que potser Pere va visitar la ciutat de Corint, situada a Grècia, durant les seves missions.
Dionís, bisbe de Corint, en la seva Epístola a l'Església romana dirigida pel papa Soter (165–174 dC), declara que Pere i Pau van fundar l'Església de Roma i l'Església de Corint, i que viuen a Corint des de fa un temps, i finalment a Itàlia, on van trobar la mort:
| « | Així, per tal amonestació, heu unit la plantació de Pere i Pau a Roma i Corint. Els dos van plantar i ens van ensenyar al nostre Corint. I van ensenyar junts de la mateixa manera a Itàlia i van patir martiris al mateix temps. | » |

## Connexió a Roma

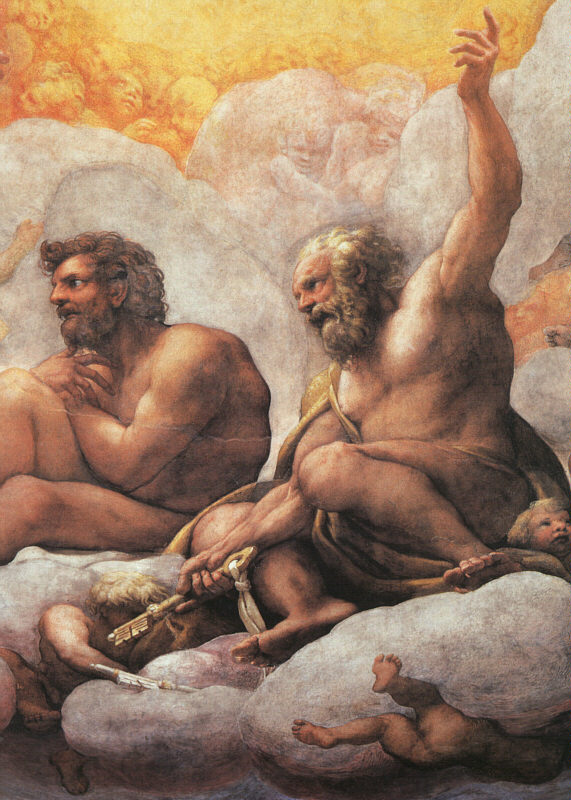
Els apòstols Pere i Pau, detall del fresc de la cúpula de Correggio (1520–1524)

Segons una tradició de l'Església primitiva, es diu que Pere va fundar l'Església a Roma amb Pau, va servir com a bisbe, va escriure dues epístoles i després va conèixer-hi el martiri juntament amb Pau.

### Papat

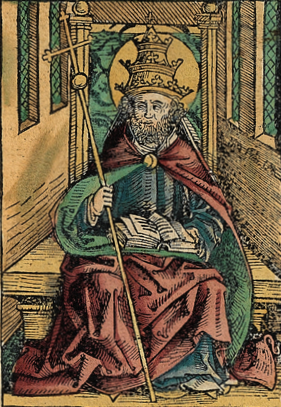
Sant Pere representat com un papa a la Crònica de Nuremberg

L'Església catòlica parla del papa, el bisbe de Roma, com el successor de sant Pere. Sovint, això s'interpreta per implicar que Pere va ser el primer bisbe de Roma. Tanmateix, també es diu que la institució del papat no depèn de la idea que Pere fos bisbe de Roma ni tan sols que hagués estat mai a Roma.
Sant Climent de Roma identifica Pere i Pau com els herois destacats de la fe.

### Viatge a Roma

#### Narracions del Nou Testament
No hi ha evidències bíbliques evidents que Pere estigués a Roma, però la primera epístola de Pere esmenta que «l'Església que està a Babilònia, elegida junt amb vosaltres, us saluda; així ho fa el meu fill Marc». No és segur si això es refereix a la Babilònia real o a Roma, per a la qual Babilònia era un sobrenom comú en aquell moment, o a la diàspora jueva en general, tal com ha proposat una teoria recent.
Mentre l'església de Roma ja estava florint quan Pau va escriure la seva epístola als romans cap al 57 dC, saluda una cinquantena de persones a Roma pel seu nom, però no a Pere, a qui coneixia. Tampoc no es fa esment de Pere a Roma després de la seva estada de dos anys de Pau a Ft 28, cap al 60–62 dC.

#### Pares de l'Església
Els escrits del Pare de l'Església del segle i Ignasi d'Antioquia (c. 35 – c. 107) fan referència a Pere i Pau que feien amonestacions als romans, indicant la presència de Pere a Roma.
Ireneu de Lió (c. 130 – c. 202) va escriure al segle ii que Pere i Pau havien estat els fundadors de l'Església a Roma i que havien nomenat Lli com a bisbe successor.
Climent d'Alexandria (c. 150 – c. 215) afirma que «Pere havia predicat la Paraula públicament a Roma (190 dC)»
Segons Orígenes (184–253) i Eusebi, Pere «després d'haver fundat l'església a Antioquia per primera vegada, va marxar a Roma predicant l'Evangeli, i ell també, després de [presidir] l'església d'Antioquia, va presidir el de Roma fins a la seva mort». Després de presidir l'Església d'Antioquia durant un temps, Pere hauria estat succeït per Evodi i, posteriorment, per Ignasi, que era alumne de l'apòstol Joan.
Lactanci, en el seu llibre anomenat De la manera en què van morir els perseguidors, escrit cap al 318, va assenyalar que «i mentre Neró regnava, l'apòstol Pere va venir a Roma i, a través del poder de Déu que li va ser confiat, va fer certs miracles, i, en convertir molts a la veritable religió, va construir un temple fidel i ferm al Senyor».

#### Simó el Mag
Eusebi de Cesarea (260/265 – 339/340) relata que quan Pere s'enfrontà a Simó el Mag a Judea (esmentat a Ft 8), Simó el Mag fuig a Roma, on els romans van començar a considerar-lo com un déu. Segons Eusebi, la seva sort va durar poc, ja que Déu va enviar Pere a Roma, i Simó va ser apagat i immediatament destruït.
Segons Jeroni d'Estridó (327–420): «Pere va anar a Roma el segon any de Claudi per derrocar Simó el Mag i hi va ocupar la cadira sacerdotal durant vint-i-cinc anys fins a l'últim, és a dir, el catorzè any de Neró»
Una obra apòcrifa, l'Actus Vercellenses (segle vii), un text llatí conservat en només un exemplar manuscrit publicat àmpliament en traducció sota el títol Actes de Pere, estableix l'enfrontament de Pere amb Simó el Mag a Roma.

### Mort i enterrament

#### Crucifixió a Roma

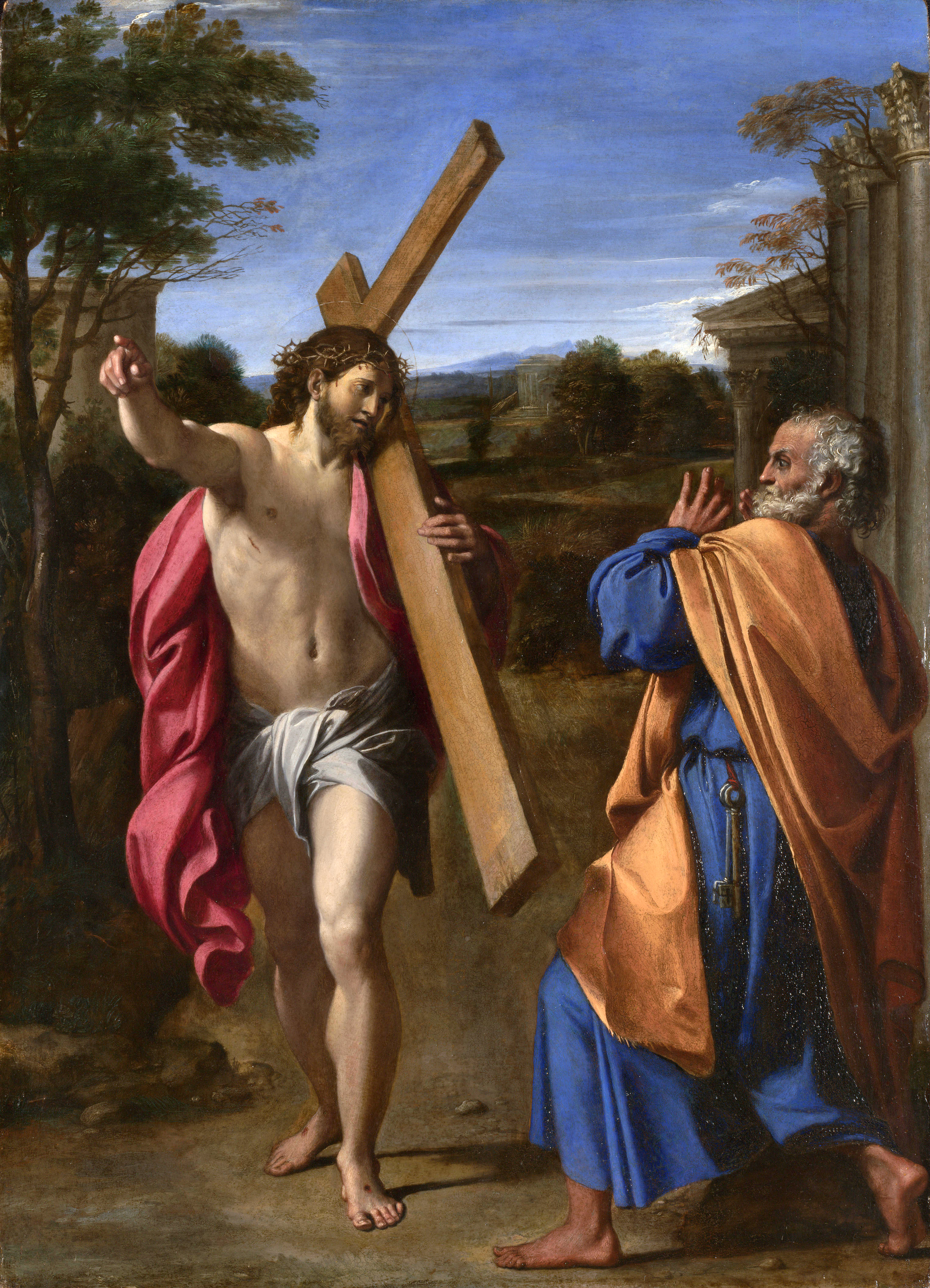
Domine quo vadis? (1602) per Annibale Carracci

A l'epíleg de l'Evangeli de Joan, Jesús deixa entreveure la mort per la qual Pere glorificaria Déu, dient: «quan siguis vell, estendràs les mans, i un altre et vestirà i et portarà allà on no voldràs anar.» Alguns interpreten això com una referència a la crucifixió de Pere. Els teòlegs Donald Fay Robinson i Warren † Smaltz han suggerit que l'incident de Ft 12:1-17, on Pere és «alliberat per un àngel» i va a «un altre lloc», representa realment un relat idealitzat de la seva mort, que pot haver-se produït en una presó de Jerusalem ja al 44 dC.
El fragment muratorià, datat al segle ii, assenyala que el principal testimoni ocular d'Actes, Lluc, no va estar present a la mort de Pere.
La tradició primitiva de l'Església diu que Pere probablement va morir per crucifixió (amb els braços estesos) en el moment del gran incendi de Roma l'any 64. Això va tenir lloc tres mesos després del desastrós incendi que va destruir Roma pel qual l'emperador Neró desitjava culpar els cristians. Aquest «dies imperii» (aniversari del dia regnal) va ser important, exactament deu anys després que Neró ascendís al tron, i va ser «com sempre» acompanyat de molt vessament de sang. Tradicionalment, les autoritats romanes el van condemnar a mort per crucifixió al turó del Vaticà. D'acord amb l'apòcrif Fets de Pere, va ser crucificat cap cap avall. La tradició també situa el seu lloc d'enterrament on més tard es va construir la basílica de Sant Pere, directament sota l'altar major de la basílica.

La crucifixió de Sant Pere (1601) de Caravaggio

El papa Climent I († 99), a la seva Carta als Corintis (capítol 5), escrita cap al c. 80–98, parla del martiri de Pere en els termes següents: «Prenguem els nobles exemples de la nostra pròpia generació. Mitjançant la gelosia i l'enveja, els pilars més grans i justos de l'Església van ser perseguits i van arribar fins a la mort […] Pere, per una injusta enveja, va suportar no una o dues, sinó moltes feines, i finalment, després de donar el seu testimoni, va marxar al lloc de glòria que li corresponia».
Els fets apòcrifs de Pere (segle ii) (Fets de Vercelli XXXV) són la font de la tradició sobre la famosa frase llatina «Quo vadis, Domine?» (en grec: Κύριε, ποῦ ὑπάγεις «Kyrie, pou hypageis?»), que significa «On vas, Senyor?». Segons la història, Pere, fugint de Roma per evitar l'execució es troba amb Jesús ressuscitat. En la traducció llatina, Pere pregunta a Jesús: «Quo vadis?» Ell respon: «Romam eo iterum crucifigi» («vaig a Roma a ser crucificat de nou»). Llavors, Pere guanya el coratge de continuar el seu ministeri i torna a la ciutat, on és martiritzat. Aquesta història es commemora en un quadre d'Annibale Carracci, a prop de les catacumbes de sant Calixt, conté una pedra on suposadament es conserven les petjades de Jesús d'aquest esdeveniment, tot i que aparentment era un exvot d'un pelegrí i, de fet, una còpia de l'original allotjat a la basílica de Sant Sebastià.
Tertul·lià (c. 155 – c. 240) atesta la mort de Pere a finals del segle ii a la seva Prescripció contra heretges, assenyalant que Pere va suportar una passió com la del seu Senyor. A la seva obra Scorpiace 15, també parla de la crucifixió de Pere: «La fe incipient Neró es va fer sagnant per primera vegada a Roma. Allà Pere va ser cenyit per un altre, ja que estava lligat a la creu».
Orígenes (184–253) en el seu Comentari al llibre del Gènesi III, citat per Eusebi de Cesarea a la seva Història eclesiàstica (III, 1), va dir: «Pere va ser crucificat a Roma amb el cap cap avall, com ell mateix havia desitjat patir». La creu de Sant Pere inverteix la creu llatina basant-se en aquesta negativa i en la seva afirmació de ser indigne de morir de la mateixa manera que el seu Salvador.
Pere d'Alexandria († 311), que va ser bisbe d'Alexandria i va morir cap al 311 dC, va escriure una epístola Sobre la Penitència, en què diu: «Pere, el primer dels apòstols, havent estat sovint detingut i llançat a la presó, i tractat amb ignomínia, va ser crucificat a Roma per última vegada».
Jeroni d'Estridó (327–420) va escriure que «a mans de Neró, Pere va rebre la corona del martiri clavada a la creu amb el cap cap a terra i els peus alçats, afirmant que era indigne de ser crucificat de la mateixa manera que el seu Senyor».

#### Enterrament

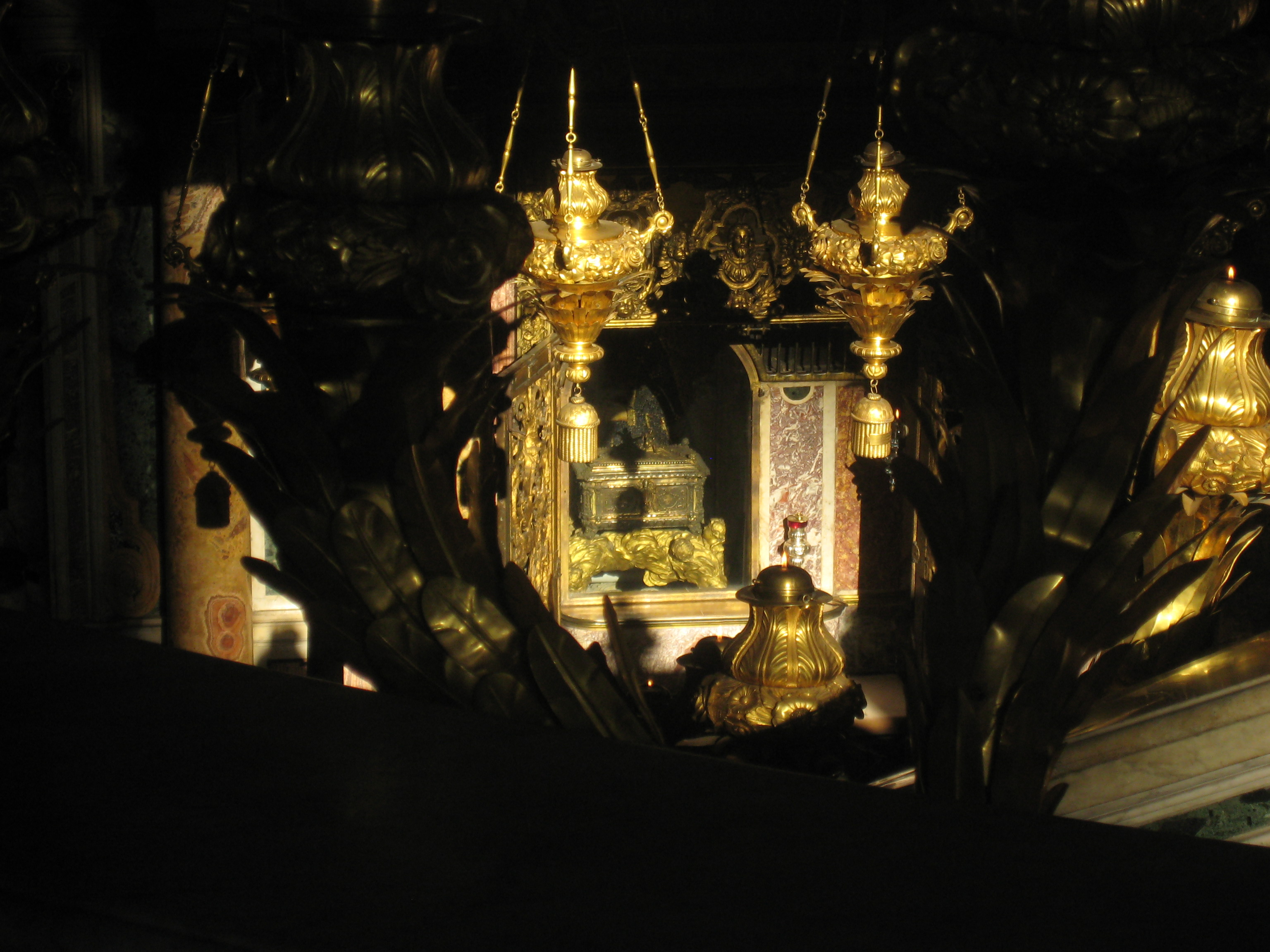
Mirant cap avall cap a la cripta prop de la tomba de l'apòstol Pere, basílica de Sant Pere del Vaticà

La tradició catòlica sosté que la crucifixió invertida de Pere es va produir als jardins de Neró, amb la inhumació a la tomba de Sant Pere a prop.
Gai en la seva Disputa contra Procle (198 dC), conservat en part per Eusebi, relata això dels llocs on es van dipositar les restes dels apòstols Pere i Pau: «Puc assenyalar els trofeus dels apòstols. Perquè si ho sou disposats a anar al Vaticà o a la Via Ostiana, trobareu els trofeus dels qui van fundar aquesta Església».
Segons Jeroni d'Estridó, a la seva obra De Viris Illustribus (392 dC), «Pere va ser enterrat a Roma, al Vaticà, a prop de la via triomfal on és venerat per tot el món».
A principis del segle iv, l'emperador Constantí I va decidir honorar Pere amb una gran basílica. Com que la ubicació exacta de l'enterrament de Pere estava tan fermament fixada en la creença dels cristians de Roma, l'església per allotjar la basílica va haver de ser erigida en un lloc que no fos convenient per a la construcció. El vessant del turó del Vaticà es va haver d'excavar, tot i que l'església es podria haver construït molt més fàcilment en un terreny pla, lleugerament cap al sud. També hi va haver qüestions morals i legals, com l'enderroc d'un cementiri per deixar lloc a l'edifici. El punt focal de la basílica, tant en la seva forma original com en la seva posterior reconstrucció completa, és l'altar situat sobre el que es diu que va ser el punt de l'enterrament de Pere.

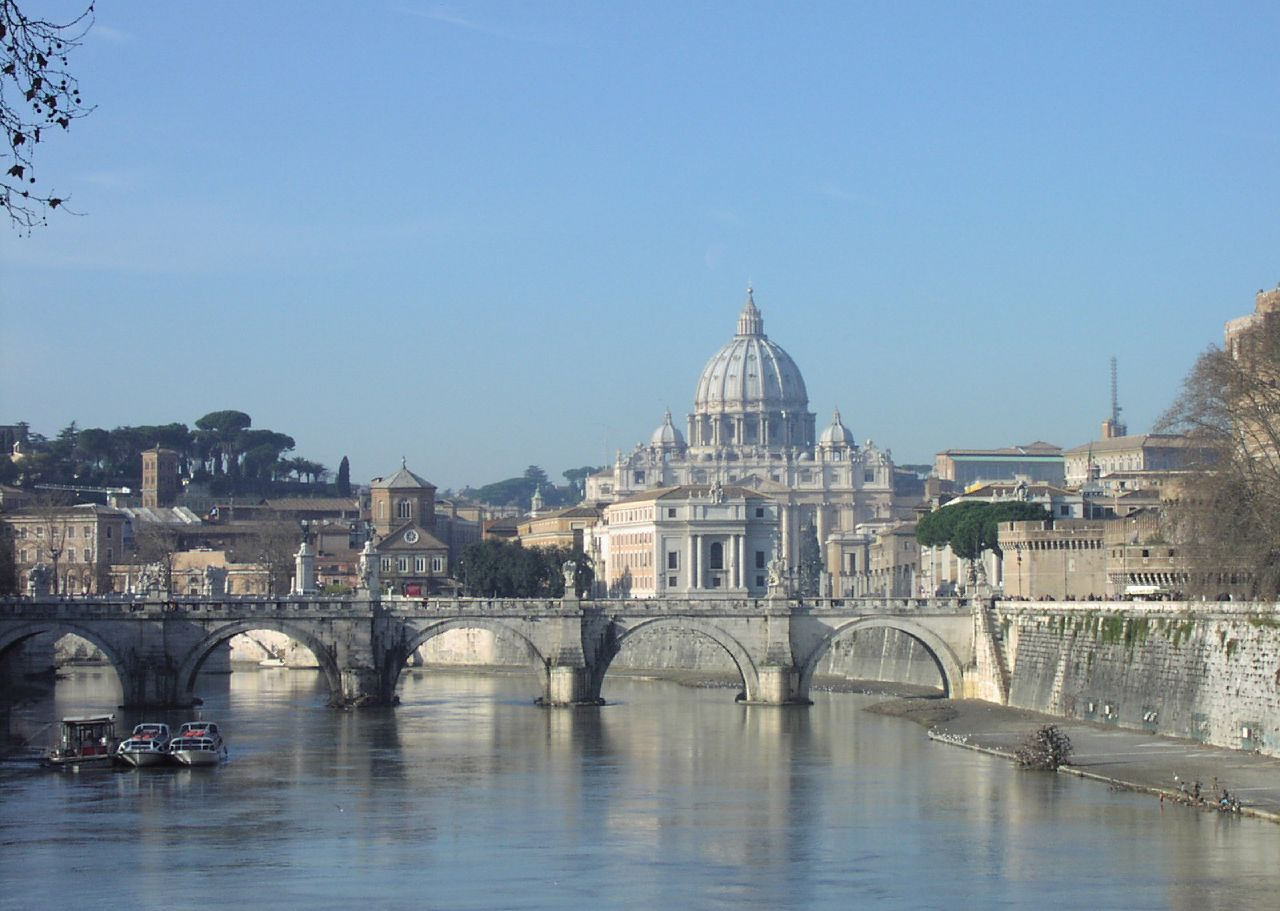
La basílica de Sant Pere, que es creu que era el lloc d'enterrament de Sant Pere, vista des del riu Tíber

#### Relíquies
Segons una carta citada per Beda, el papa Vitalià va enviar una creu que contenia llimadures de les cadenes de Pere a la reina d'Oswiu, rei anglosaxó de Northumbria el 665, així com relíquies no especificades del sant al rei.
El 1950 es van trobar ossos humans enterrats sota l'altar de la basílica de Sant Pere. Molts han afirmat que els ossos eren els de Pere. El 1953 es va intentar contradir aquestes afirmacions mitjançant l'excavació del que alguns creuen que és la tomba de Sant Pere a Jerusalem. No obstant això, juntament amb aquesta suposada tomba a Jerusalem que portava el seu nom anterior Simó (però no Pere), també es van trobar tombes amb els noms de Jesús, Maria, Jaume, Joan i la resta dels apòstols a la mateixa excavació, tot i que tots aquests noms eren molt comuns entre els jueus de l'època.
Als anys seixanta, es van tornar a examinar elements de les excavacions sota la basílica de Sant Pere i es van identificar els ossos d'una persona masculina. Un examen forense va demostrar que eren un home d'uns 61 anys des del segle i. Això va provocar que el papa Pau VI el 1968 anunciés que possiblement es tractaven de les relíquies de l'apòstol Pere. El 24 de novembre de 2013, el papa Francesc va presentar part de les relíquies, compostes de fragments ossis, per primera vegada en públic durant una missa celebrada a la plaça de Sant Pere. El 2 de juliol de 2019, es va anunciar que el papa Francesc havia transferit nou d'aquests fragments d'ossos dins d'un reliquiari de bronze al patriarca ecumènic ortodox Bartolomeu de Constantinoble. Bartomeu, que exerceix el cap de l'església cristiana ortodoxa oriental, va descriure el gest com a «valent i audaç». El papa Francesc ha dit que la seva decisió va néixer «per la pregària» i que es pretenia ser un signe del treball en curs cap a la comunió entre les esglésies ortodoxa i catòlica. La majoria de les restes de Sant Pere, però, encara es conserven a Roma, sota l'altar major de la basílica de Sant Pere.

### Epístoles de Pere – Roma com Babilònia

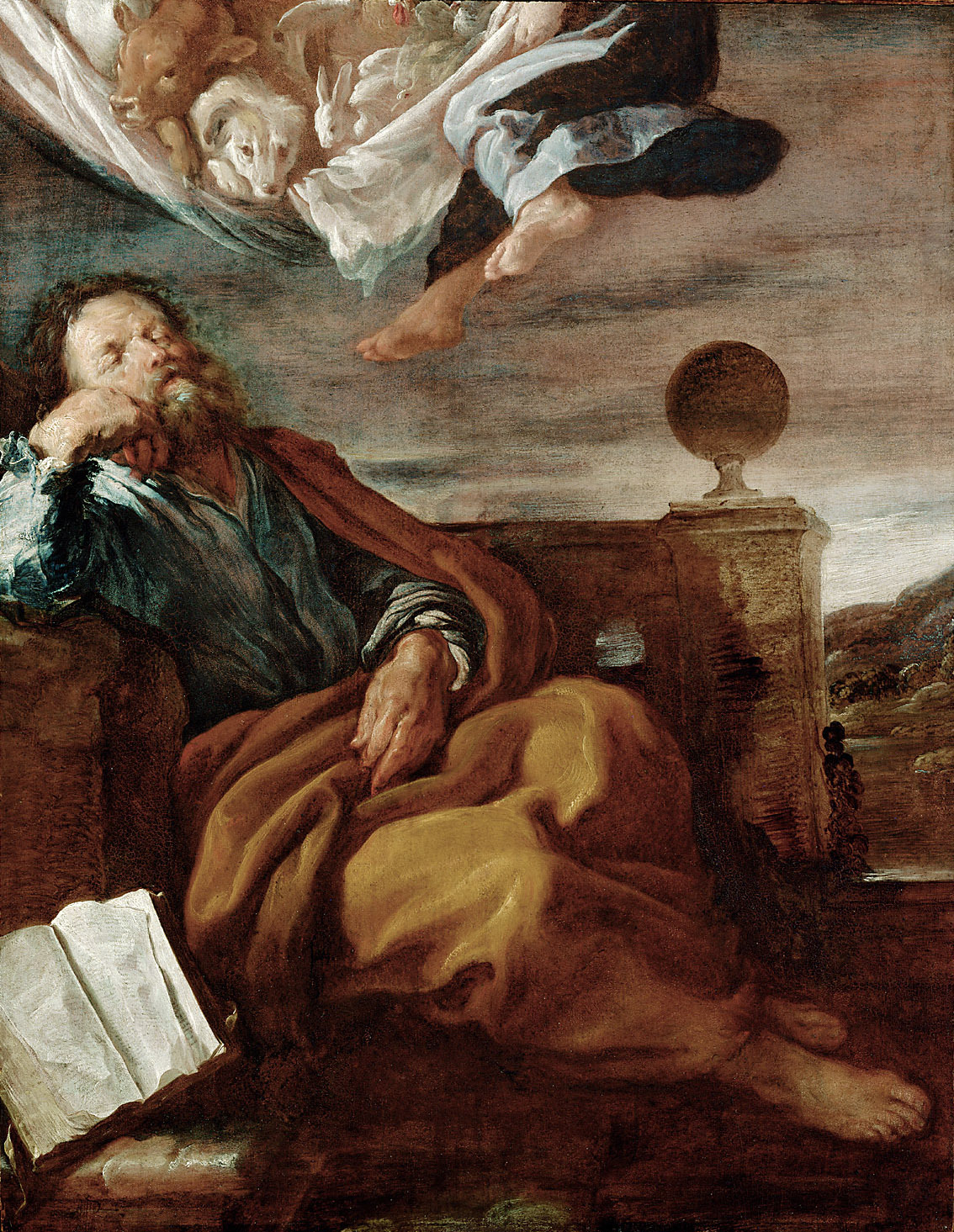
Visió de Peter d'un llençol amb animals, Domenico Fetti, 1619

La tradició eclesiàstica atribueix les epístoles Primera i Segona de Pere a l'apòstol Pere, igual que el text del segon Pere, atribució rebutjada per l'erudició. La Primera de Pere (1Pe 5:13) implica que l'autor es troba a «Babilònia», que s'ha considerat una referència codificada a Roma. Si la referència és a Roma, és l'única referència bíblica a que Pere hi és. Molts erudits consideren que tant la Primera com la Segona de Pere no han estat creades per ell, en part perquè altres parts dels Fets dels Apòstols semblen descriure Pere com un pescador analfabet.
La majoria dels estudiosos bíblics creuen que «Babilònia» és una metàfora de l'Imperi romà pagà en el moment en què perseguia els cristians, abans de l'Edicte de Milàel 313: potser referint-se específicament a algun aspecte del govern de Roma (brutalitat, avarícia, paganisme). Tot i que alguns estudiosos reconeixen que Babilònia és una metàfora de Roma, també afirmen que Babilònia representa més que la ciutat romana del primer segle. Craig Koester diu rotundament que «la puta [de Babilònia] és Roma, però més que Roma». «És el món imperial romà, que al seu torn representa el món alienat de Déu».
Al 4 Esdres, 2 Baruc i els oracles sibil·lins, «Babilònia» és un nom críptic per a Roma.Reinhard Feldmeier especula que s'utilitza «Babilònia» per referir-se a Roma a 1Pe 5:13. A Ap 17:9 es diu que està asseguda a «set muntanyes», normalment enteses com els set turons de Roma.Una moneda romana encunyada sota l'emperador Vespasià (c. 70 dC) representa Roma com una dona asseguda a set turons.
Segons la International Standard Bible Encyclopedia, «Les característiques atribuïdes a aquesta Babilònia s'apliquen a Roma en lloc de qualsevol altra ciutat d'aquesta època: 
(a) com a governant dels reis de la terra (Ap 17:18);
(b) com assegut a set muntanyes (Ap 17:9);
(c) com a centre de la mercaderia mundial (Ap 18:3,11-13);
(d) com a corruptor de les nacions (Ap 17:2;18:3;19:2);
(e) com a perseguidor dels sants (Ap 17:6).»
En aquell moment de la història, l'antiga ciutat de Babilònia ja no tenia cap importància. Per exemple, Estrabó va escriure: «La major part de Babilònia està tan deserta que no es dubtaria a dir […] la Gran Ciutat és un gran desert».
Una altra teoria és que «Babilònia» es refereix a la Babilònia d'Egipte, que era una important ciutat fortalesa d'Egipte, just al nord del Caire actual, i això, combinat amb les «salutacions de Marc» (1Pe 5:13), que pot ser Marc l'Evangelista, considerat com el fundador de l'Església d'Alexandria (Egipte), ha portat alguns estudiosos a considerar que la primera epístola de Pere s'havia escrit a Egipte.
Pàpies de Hieràpolis (c. 60–163) va informar que l'Evangeli de Marc es basava en les memòries de Pere. La tradició de l'Església primitiva informa que Pere va escriure des de Roma. Eusebi de Cesarea afirma:
| « | Climent d'Alexandria al sisè [llibre] de la Hipotiposi cita la història, i el bisbe de Hierapolis anomenat Pàpies s'uneix a ell per declarar que Pere esmenta Marc a la primera epístola, que diuen que va compondre a Roma mateixa, i que ho indica, anomenant la ciutat més figurativament Babilònia per aquests: "La que està a Babilònia, escollida junt amb vosaltres, us envia salutacions i també el meu fill Marc." (1Pe 5:13) | » |

### Opinions acadèmiques
Alguns historiadors de les esglésies consideren que Pere i Pau van ser martiritzats sota el regnat de Neró, cap al 65 dC després del gran incendi de Roma. Actualment, la majoria dels erudits catòlics, i molts erudits en general, consideren que Pere va ser martiritzat a Roma sota Neró.
Tot i acceptar que Pere va anar a Roma i hi va ser martiritzat, no hi ha proves històriques que hi ocupés un càrrec episcopal. Segons dos amplis estudis publicats pel filòleg alemany Otto Zwierlein el 2009 i el 2013 respectivament, «no hi ha una sola prova literària fiable (i tampoc cap prova arqueològica) que Pere hagués estat mai a Roma».
La primera carta de Climent de Roma, un document que s'ha datat dels anys 90 a 120, és una de les primeres fonts adduïdes en suport de l'estada de Pere a Roma, però Zwierlein qüestiona l'autenticitat del text i si té coneixement sobre la vida de Pere més enllà allò que es recull als Fets dels Apòstols del Nou Testament. La carta tampoc no menciona cap lloc concret, només diu: «Pere, per enveja injusta, va suportar no un o dos, sinó nombrosos treballs i, quan va haver de sofrir el martiri, va marxar al lloc de glòria que li era degut» (cap. 5).
Una carta als romans atribuïda a Ignasi d'Antioquia podria implicar que Pere i Pau tenien una autoritat especial sobre l'església romana, dient als cristians romans: «No us mano, com feien Pere i Pau» (cap. 4), tot i que Zwierlein diu que es podria referir simplement a les epístoles dels apòstols o al seu treball de missió a la ciutat, no a una autoritat especial concedida o atorgada. Zwierlein qüestiona l'autenticitat d'aquest document i la seva datació tradicional al c. 105–110, dient que pot datar de les darreres dècades del segle ii en lloc del començament.
L'antic historiador Josep descriu com els soldats romans es divertirien crucificant criminals en diferents posicions, i és probable que això ho hagués sabut l'autor dels Fets de Pere. La posició atribuïda a la crucifixió de Pere és, per tant, plausible, ja sigui per haver passat històricament o per ser una invenció de l'autor dels Fets de Pere. La mort, després de la crucifixió cap avall, és poc probable que sigui causada per asfíxia, la «causa de mort habitual en la crucifixió ordinària».

## Dies festius
El Martirologi romà assigna el 29 de juny com el dia de la festa de Pere i Pau, sense declarar així que sigui el dia de la seva mort. Agustí d'Hipona diu en el seu Sermó 295: «Un dia està assignat per a la celebració del martiri dels dos apòstols. Però aquests dos eren un. Tot i que el seu martiri es va produir en dies diferents, van ser un».
Aquesta és també la festa dels dos apòstols al calendari de l'Església Ortodoxa Oriental.
En el ritu romà, la festa de la Càtedra de Sant Pere se celebra el 22 de febrer i l'aniversari de la dedicació de les dues basíliques papals de Sant Pere i Sant Pau Extramurs se celebra el 18 de novembre.
Abans de la revisió del papa Joan XXIII el 1960, el calendari romà també incloïa el 18 de gener una altra festa de la Càtedra de Sant Pere (denominada la Càtedra de Sant Pere a Roma, mentre que la festa de febrer es deia llavors la de la Càtedra de Sant Pere a Antioquia), i l'1 d'agost la festa de Sant Pere a les Cadenes.
A l'Ofici de Diari Ortodox tots els dijous de tot l'any es dedica als Sants Apòstols, inclòs Sant Pere. També hi ha dos dies de festa a l'any dedicats a ell:
- 29 de juny, festa dels sants Pere i Pau —Aquest és un dia de festa major i va precedit d'un període de dejuni quaresmal conegut com el dejuni dels apòstols.
- 16 de gener, Veneració de les precioses cadenes del sant i gloriós apòstol Pere, commemorant tant les cadenes que diu que miraculosament li van caure,[147] com les cadenes en què va ser detingut abans del seu martiri.

Pere és recordat (amb Pau) a l'Església d'Anglaterra amb un festival el 29 de juny; l'apòstol Pere es pot celebrar sol, sense Pau, el 29 de juny.

## Primacia de Pere
Els cristians de diferents orígens teològics estan en desacord quant a la importància exacta del ministeri de Pere. Per exemple:
- Els catòlics consideren Pere com el primer papa. L'Església catòlica afirma que el ministeri de Pere, conferit per Jesús de Natzaret en els evangelis, estableix les bases teològiques per a l'exercici pel papa de l'autoritat pastoral sobre l'Església.
- Els ortodoxos orientals també creuen que el ministeri de Pere apunta a una teologia subjacent en què s'hauria de concedir una primacia especial als successors de Pere per sobre d'altres líders de l'Església, però veuen això com només una «primacia d'honor», en lloc del dret a exercir l'autoritat pastoral.
- Les denominacions protestants afirmen que l'obra apostòlica de Pere a Roma no implica una connexió entre ell i el papat.

De la mateixa manera, historiadors de diverses procedències també ofereixen diferents interpretacions de la presència de l'apòstol a Roma.

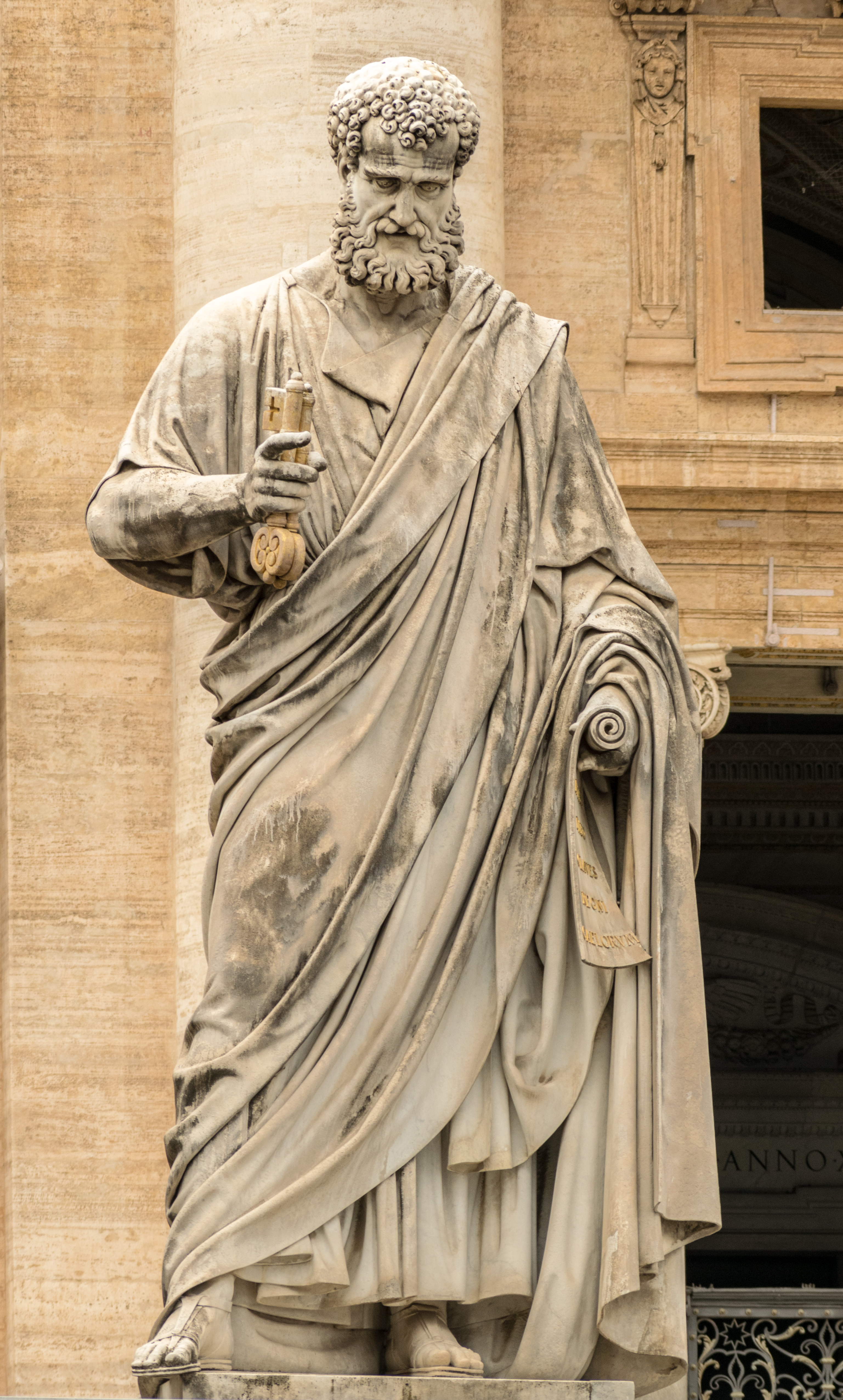
Estàtua de Sant Pere a la Plaça de Sant Pere (Ciutat del Vaticà)

Segons la creença catòlica, Simó Pere va ser distingit per Jesús per ocupar el primer lloc d'honor i autoritat. També en la creença catòlica, Pere va ser, com a primer bisbe de Roma, el primer papa. A més, consideren que cada Papa és el successor de Pere i el legítim superior de tots els altres bisbes. No obstant això, Pere mai no va portar el títol de «Papa» o «Vicari de Crist» en el sentit que l'Església Catòlica considera Pere el primer Papa.
El reconeixement de l'Església catòlica de Pere com a cap de la seva església a la terra (amb Crist com a cap celestial) es basa en la interpretació de dos passatges dels evangelis canònics del Nou Testament, així com de la tradició sagrada.

### Joan 21: 15-17
El primer passatge és Jn 21:15–17 que és: «Alimenta els meus anyells […] Cuida les meves ovelles […] alimenta les meves ovelles» (en grec és Ποίμαινε és a dir, alimentar i governar [com Pastor] v. 16, mentre que Βόσκε és a dir, alimentar-se per v. 15 i v. 17) —que els catòlics veuen com Crist promet la supremacia espiritual a Pere. L'Enciclopèdia Catòlica del 1913 veu en aquest passatge a Jesús «carregar [a Pere] la superintendència de totes les seves ovelles, sense excepció; i, en conseqüència, de tot el seu ramat, és a dir, de la seva pròpia Església».

### Mateu 16:18
El segon passatge és Mt 16:18: Et dic que tu ets Pere, i sobre aquesta roca construiré la meva església, i les portes de l'Infern no la superaran. Et donaré les claus del regne del cel; tot el que lliguis a la terra serà lligat al cel, i tot allò que deixis anar a la terra es deixarà anar al cel.

#### Etimologia
En la història de la vocació dels deixebles, Jesús s'adreça a Simó Pere amb el terme grec Κηφᾶς (Cefes), una forma hel·lenitzada de l'arameu ܟ݁ܺܐܦ݂ܳܐ (keepa), que significa «roca», un terme que abans no es va utilitzar com un nom propi:
| «           | ἐμβλέψας αὐτῷ ὁ Ἰησοῦς εἶπεν Σὺ εἶ Σίμων ὁ υἱὸς Ἰωάννου, σὺ κληθήσῃ Κηφᾶς ὃ ἑρμηνεύεται Πέτρος. Després de mirar-lo, Jesús va dir: «Ets Simó, fill de Joan; et diràs Cefes», que significa Petros («roca»). | » |
| — Joan 1:42 | |   |

Més tard, Jesús fa al·lusió a aquest sobrenom després que Pere declarés que Jesús era el Messies:
| «             | κἀγὼ δέ σοι λέγω ὅτι σὺ εἶ Πέτρος [Petros] καὶ ἐπὶ ταύτῃ τῇ πέτρᾳ [petra] οἰκοδομήσω μου τὴν ἐκκλησίαν, καὶ πύλαι ᾅδου οὐ κατισχύσουσιν αὐτῆς. També et dic ara que ets Pere, i sobre aquesta pedra construiré la meva Església, i les portes de l'Hades no s'imposaran contra ella. | » |
| — Mateu 16:18 | |   |

La versió siriana Peshitta tradueix les paraules de Jesús en arameu de la següent manera:
| «              | :ܐܳܦ݂ ܐܶܢܳܐ ܐܳܡܰܪ ܐ݈ܢܳܐ ܠܳܟ݂ ܕ݁ܰܐܢ݈ܬ݁ ܗ݈ܽܘ ܟ݁ܺܐܦ݂ܳܐ ܘܥܰܠ ܗܳܕ݂ܶܐ ܟ݁ܺܐܦ݂ܳܐ ܐܶܒ݂ܢܶܝܗ ܠܥܺܕ݈݁ܬ݁ܝ ܘܬ݂ܰܪܥܶܐ ܕ݁ܰܫܝܽܘܠ ܠܳܐ ܢܶܚܣܢܽܘܢܳܗ܂ També et dic que tu ets Keepa, i en aquesta fortalesa construiré la meva Església, i les portes de Sheol no la sotmetran. | » |
| — Mateu 16: 18 | |   |

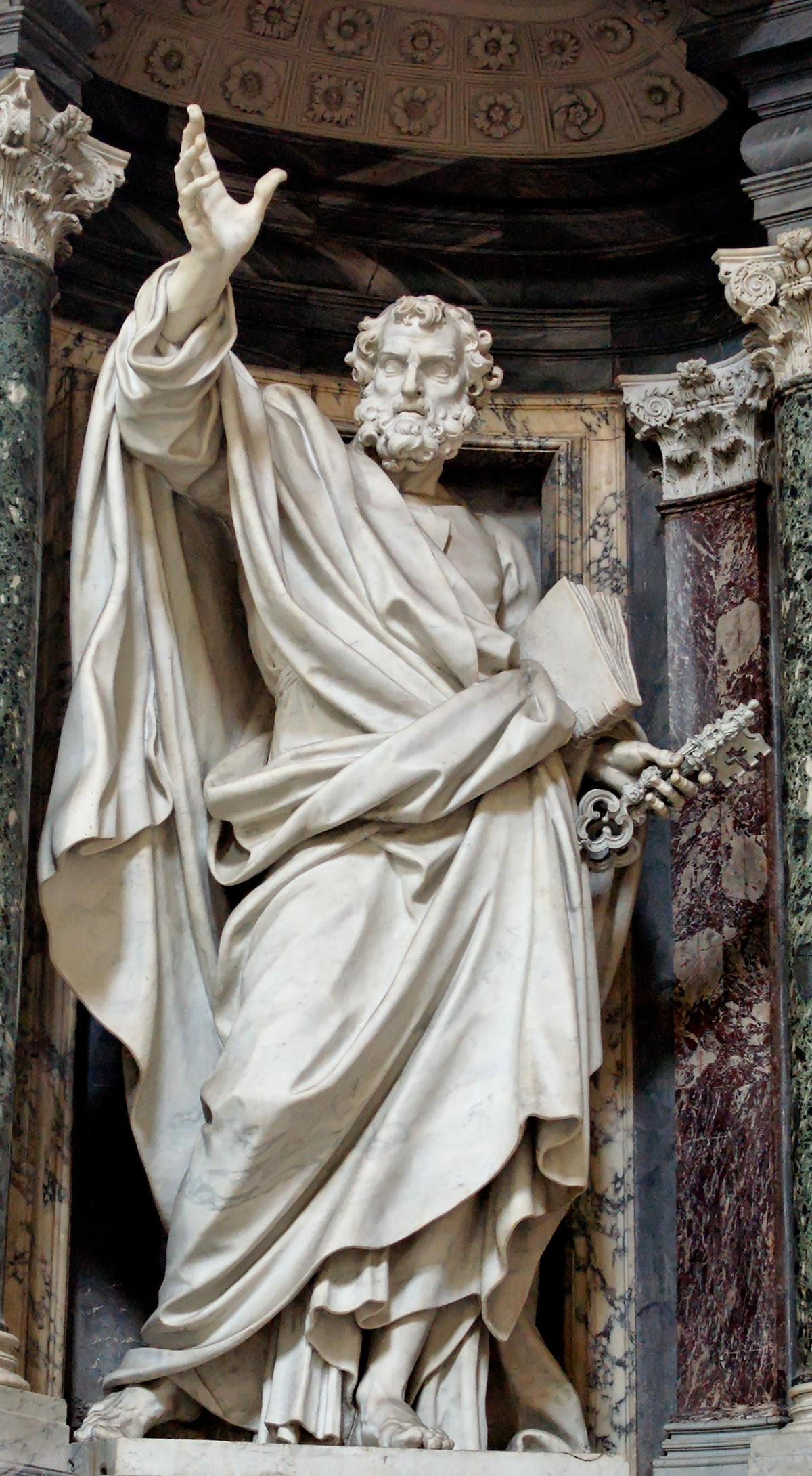
Estàtua de Sant Pere a l'Arxibasílica de Sant Joan del Laterà de Pierre-Étienne Monnot

Pau de Tars utilitza més tard l'apel·latiu Cefàs en referència a Pere.

#### Interpretació de Mateu 16:18
Per entendre millor què volia dir Crist, sant Basili elabora:
| «                                      | Tot i que Pere és una roca, no és una roca com ho és Crist. Perquè Crist és la veritable roca inamovible de si mateix, Pere és inamovible per Crist la roca. Perquè Jesús comunica i imparteix les seves dignitats, no anul·lant-les, sinó mantenint-les a si mateix, les atorga també als altres. Ell és la llum, i, tanmateix, vosaltres sou la llum: ell és el sacerdot i, tot i això, en fa sacerdots: ell és la roca i va fer una roca. | » |
| — Basili. De poenit. Mt 5:14; Lc 22:19 | |   |

En referència a l'ocupació de Pere abans de convertir-se en apòstol, els papes porten l'Anell del Pescador, que porta una imatge del sant llançant les xarxes des d'un pesquer. Les claus utilitzades com a símbol de l'autoritat del papa fan referència a les «claus del regne del cel» promeses a Pere. La terminologia d'aquesta «comissió» de Pere és, de forma inequívoca, paral·lela a l'encàrrec d'Eliakim ben Hilkiah a Is 22:15-23. Sovint se'l representa a l'art cristià occidental i oriental amb una clau o un conjunt de claus.
En el grec original, la paraula traduïda per «Pere» és Πέτρος (Petros) i la que es tradueix per «roca» és πέτρα (petra), dues paraules que, tot i que no són idèntiques, donen la impressió d'una de les moltes vegades que Jesús va utilitzar un joc de paraules. A més, com que presumptament Jesús va parlar amb Pere en la seva llengua aramea natal, hauria utilitzat el kepha en ambdós casos. El text Peshitta i el text siríac antic utilitzen la paraula «kepha» tant per a «Pere» com per a «roca» a Mt 16:18. Jn 1:42 diu que Jesús va anomenar Simó «Cefàs», com Pau el crida en algunes cartes. Crist va rebre instruccions per enfortir els seus germans, és a dir, els apòstols. Pere també va tenir un paper de lideratge a l'església paleocristiana de Jerusalem segons els capítols 1–2, 10 i 11 i 15 dels Fets dels Apòstols.
Els primers escriptors catòlics llatins i grecs (com Sant Joan Crisòstom) consideraven que la «roca fonamental» s'aplicava tant a Pere personalment com a la seva confessió de fe (o la fe de la seva confessió) simbòlicament, a més de veure la promesa de Crist d'aplicar més generalment als seus dotze apòstols i a l'Església en general. Aquesta interpretació de «doble significat» està present en l'actual Catecisme de l'Església Catòlica.
Els arguments protestants contra la interpretació catòlica es basen en gran manera en la diferència entre les paraules gregues traduïdes per «Roca» al passatge de Mateu. Sovint afirmen que en el grec àtic clàssic, petros (masculí) significava generalment «còdol», mentre que petra (femení) significava «pedrís» o «penya-segat» i, en conseqüència, prenent el nom de Pere com a «còdol», argumenten que la «roca» «en qüestió no pot haver estat Pere, sinó una altra cosa, ja sigui el mateix Jesús, o la fe en Jesús que Pere acabava de professar. Aquests escrits de nivell popular es disputen en escrits catòlics similars de nivell popular.
El Nou Testament es va escriure en grec koiné, no en grec àtic, i algunes autoritats diuen que no existia cap diferència significativa entre els significats de petros i petra. Fins a lluny de significar un còdol hi havia la paraula petros que Apol·loni Rodi, un escriptor del grec koiné del segle iii aC, la va utilitzar per referir-se a «una enorme roca rodona, un terrible quito d'Ares Enyalius; quatre joves robustos no podrien haver criat des de terra fins i tot una mica».

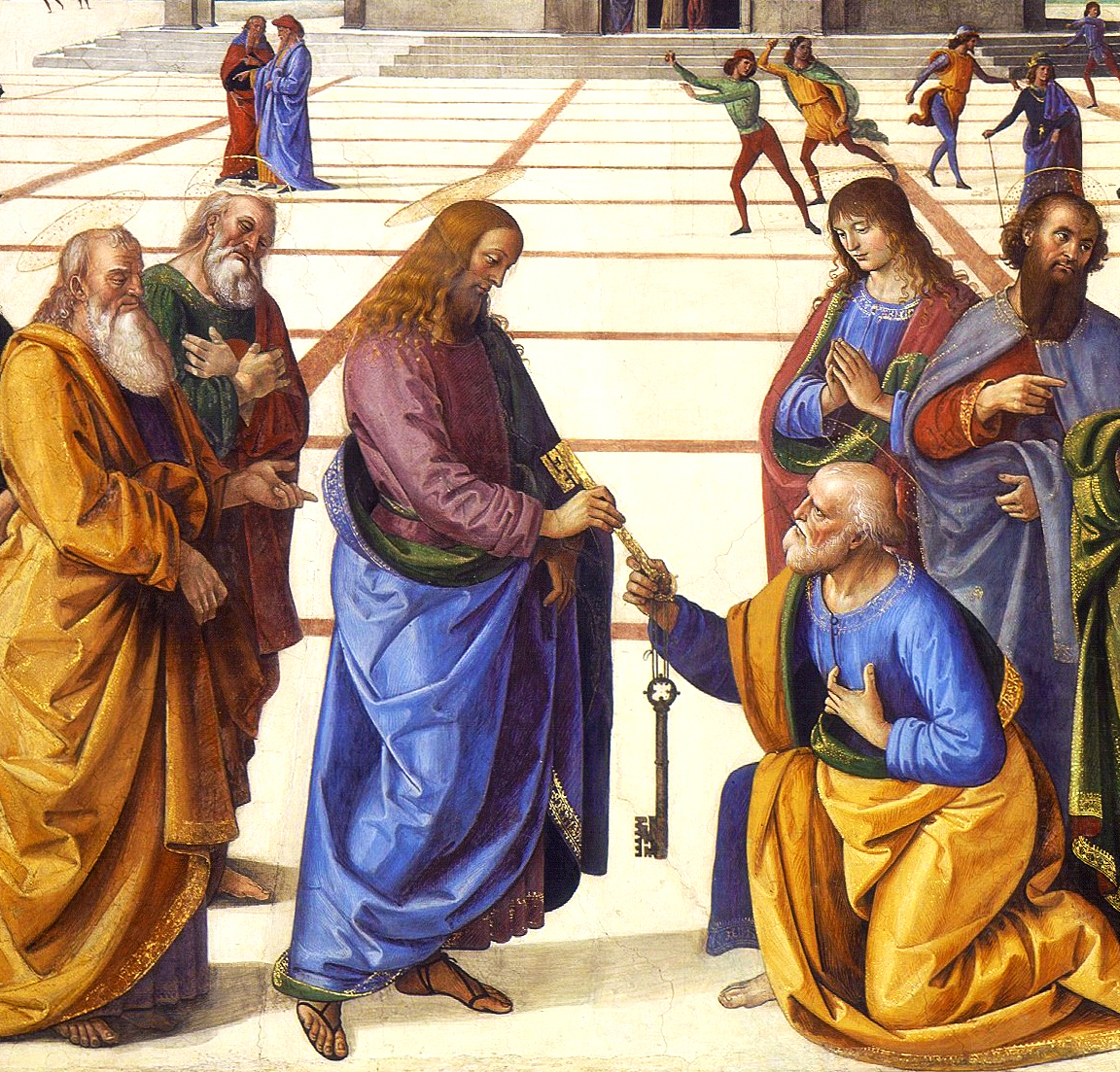
Crist lliurant les claus a sant Pere, de Pietro Perugino (1481–82)

El substantiu femení petra (πέτρα en grec), traduït com a roca en la frase «sobre aquesta roca construiré la meva església», també s'utilitza a 1Cor 10:4 en la descripció de Jesucrist, que diu: «Tots van menjar el mateix menjar espiritual i van beure la mateixa beguda espiritual; perquè van beure de la roca espiritual que els acompanyava, i aquesta roca era Crist».
Tot i que Mt 16 s'utilitza com a prova de text principal per a la doctrina catòlica de la supremacia papal, alguns estudiosos protestants diuen que abans de la Reforma del segle xvi, Mateu 16 era molt rarament utilitzat per donar suport a les afirmacions papals, malgrat això. essent ben documentat com a utilitzat al segle iii per Esteve de Roma contra Ciprià of Cartago en un «desacord apassionat» sobre el baptisme i al segle iv pel papa Damas com a reclamació de la primacia com a lliçó de la controvèrsia arriana per a una disciplina més estricta i control centralitzat. La seva posició és que la majoria de l'Església primitiva i medieval interpretaven la «roca» com una referència a Crist o a la fe de Pere, no pas al mateix Pere. Entenen que l'observació de Jesús va ser la seva afirmació del testimoni de Pere que Jesús era el Fill de Déu.
Malgrat aquesta afirmació, molts pares van veure una connexió entre Mt 16:18 i la primacia de Pere i el seu càrrec, com Tertul·lià, escrivint: «El Senyor va dir a Pere: "Sobre aquesta roca construiré la meva Església, us he donat les claus del regne del cel [i] tot allò que haureu lligat o deslligat a la terra quedaran lligades o deslligades al cel" [Mt 16:18-19] […] Sobre vosaltres, diu, edificaré el meu Església; i jo us donaré les claus, no a l'Església».

### Epístoles de Pau
L'església de Roma ja estava florint quan Pau va escriure la seva epístola als romans sobre el 57 dC Saluda una cinquantena de persones a Roma pel seu nom, però no Pere, a qui coneixia. Tampoc no es fa esment de Pere a Roma després de la seva estada de dos anys de Pau a Ft, cap al 60–62 dC. Alguns historiadors de l'Església consideren que Pere i Pau van ser martiritzats sota el regnat de Neró,cap al 64 o 68 dC.

### Rebuig protestant de les reivindicacions catòliques
Altres cristians teològicament conservadors, inclosos els luterans confessionals, també rebutgen els comentaris de Karl Keating i DA Carson que afirmen que no hi ha distinció entre les paraules petros i petra en grec koiné. Els teòlegs luterans afirmen que els diccionaris del grec Koiné / NT, incloent l'autoritat Bauer-Danker-Arndt-Gingrich Lexicon, enumeren de fet paraules i passatges que donen significats diferents per a cadascun. Els teòlegs luterans assenyalen a més que:
| « | Honorem Pere i, de fet, algunes de les nostres esglésies porten el seu nom, però no va ser el primer papa ni va ser catòlic. Si llegiu la seva primera carta, veureu que no va ensenyar una jerarquia romana, sinó que tots els cristians són sacerdots reials. Les mateixes claus donades a Pere a Mateu 16 es donen a tota l'Església de creients a Mateu 18. | » |

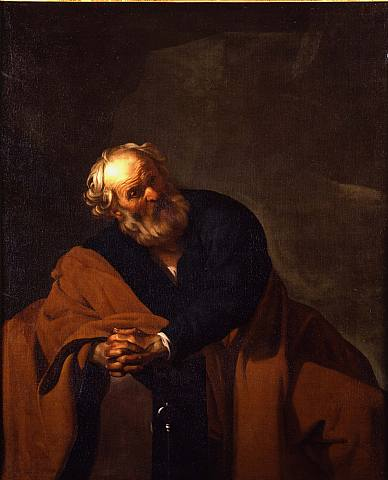
Sant Pere de Dirck van Baburen (c. 1615–1620)

Oscar Cullmann, teòleg luterà i distingit historiador de l'Església, no està d'acord amb Luter i els reformadors protestants que sostenien que per «roca» Crist no significava Pere, sinó que volia dir ell mateix o la fe dels seus seguidors. Creu que el significat de l'arameu original és molt clar: que «Kepha» era la paraula arameu per a «roca», i que també era el nom amb què Crist anomenava Pere.
Tot i això, Cullmann rebutja bruscament l'afirmació catòlica segons la qual Pere va començar la successió papal. Escriu: «En la vida de Pere no hi ha cap punt de partida per a una cadena de successió al lideratge de l'església en general». Tot i que creu que el text de Mateu és completament vàlid i que en cap cas és espuri, afirma que no es pot utilitzar com a «justificació de la successió papal». Cullmann conclou que, mentre Pere era el cap original dels apòstols, Pere no va ser el fundador de cap successió visible d'església.
Hi ha altres erudits protestants que també defensen parcialment la posició històrica catòlica sobre «Pedra». Prenent un enfocament una mica diferent de Cullman, assenyalen que l'Evangeli de Mateu no es va escriure en la forma àtica clàssica del grec, sinó en el dialecte helinístic koinès en què no hi ha distinció en el significat entre petros i petra. A més, fins i tot en el grec àtic, en què el significat regular de petros era una petita «pedra», hi ha casos del seu ús per referir-se a roques més grans, com a Èdip a Colonus de Sòfocles, v. 1595, on petroses refereix a un pedrís utilitzat com a fita, òbviament quelcom més que un còdol. En qualsevol cas, la distinció petros / petra és irrellevant tenint en compte el llenguatge arameu en què es podria haver parlat la frase. En grec, de qualsevol època, el nom femení petra no es podia utilitzar com a nom donat d'un mascle, cosa que podria explicar l'ús de Petros com a paraula grega amb la qual traduir arameu Kepha.
No obstant això, encara altres erudits protestants creuen que Jesús de fet va significar assenyalar Pere com la roca sobre la qual es basarà, però que el passatge no fa res per indicar una successió continuada de la posició implícita de Pere. Afirmen que Mateu utilitza el pronom demostratiu taute, que suposadament significa «això mateix» o «aquest mateix», quan es refereix a la roca sobre la qual es construirà l'església de Jesús. També utilitza la paraula grega per a «i», kai. S'afirma que quan s'utilitza un pronom demostratiu amb kai, el pronom fa referència al substantiu precedent. La segona roca a què es refereix Jesús ha de ser la mateixa roca que la primera; i si Peter és la primera roca, també ha de ser la segona.
A diferència d'Oscar Cullmann, els luterans confessionals i molts altres apòlegs protestants coincideixen que no té sentit elaborar el significat de «Roca» mirant el llenguatge arameu. Mentre que els jueus parlaven sobretot arameu a casa, en públic solien parlar grec. Les poques paraules en arameu pronunciades per Jesús en públic eren inusuals, motiu pel qual s'assenyalen com a tals. I el més important és que el Nou Testament es va revelar en grec koiné, no en arameu.
Els historiadors luterans fins i tot informen que la mateixa església catòlica no va considerar, almenys per unanimitat, a Pere com la roca fins a la dècada de 1870:
| « | La regla de Roma per explicar les Escriptures i determinar la doctrina és el Credo de Pius IV. Aquest credo lliga Roma a explicar les Escriptures només segons el consentiment unànime dels pares. L'any 1870, quan es van reunir els pares i el papa va declarar la seva infal·libilitat, els cardenals no estaven d'acord en Mateu 16, 18. Tenien cinc interpretacions diferents. Disset van insistir, Pere és la roca. Setze sostenien que Crist és la roca. Vuit van afirmar que tot el col·legi apostòlic és la roca. Quaranta-quatre van dir: “La fe de Pere és la roca; la resta mirava tot el cos dels creients com la roca. I, tanmateix, Roma va ensenyar i encara ensenya que Pere és la roca. | » |

### Ortodoxos

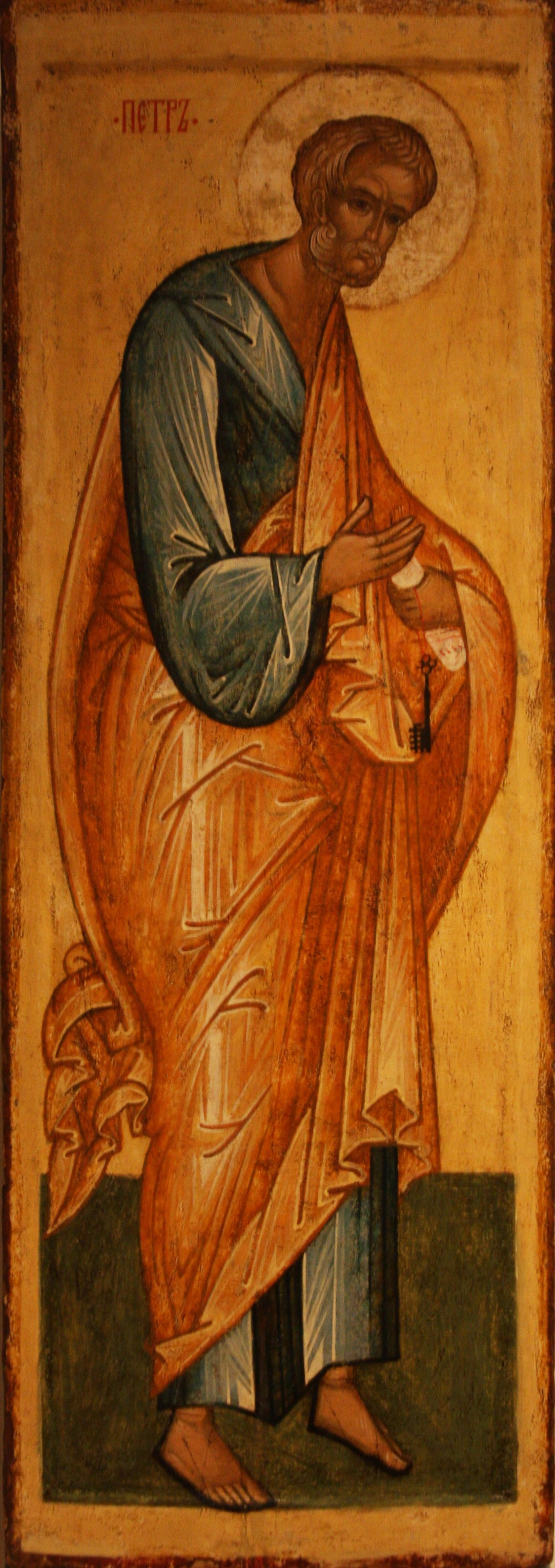
Icona de Sant Pere, c. 1500

L'Església Ortodoxa considera l'apòstol Pere, juntament amb l'apòstol Pau, com a «apòstols preeminents». Un altre títol utilitzat per Peter és Coryphaeus, que es podria traduir com a «director de cor» o cantant. L'Església reconeix el paper de lideratge de l'apòstol Pere a l'Església primitiva, especialment als primers dies de Jerusalem, però no considera que hagi tingut cap paper «príncep» sobre els seus companys apòstols.
Els ortodoxos no veuen el Nou Testament com a suport a cap autoritat extraordinària per a Pere quant a la fe o la moral. Els ortodoxos també sostenen que Pere no va actuar com a líder al Concili de Jerusalem, sinó com un dels que va parlar. La decisió final sobre la no necessitat de la circumcisió (i certes prohibicions) va ser explicada per Jaume, el Germà del Senyor (tot i que els catòlics sostenen que Jaume només va reiterar i concretar el que havia dit Pere, sobre la revelació divina anterior d'aquest últim sobre la inclusió de gentils).
Els ortodoxos orientals i orientals no reconeixen el bisbe de Roma com el successor de Sant Pere, però el patriarca ecumènic de Constantinoble envia una delegació cada any a Roma per participar en la celebració de la festa de St. Pere i Pau. En el Document de Ravenna del 13 d'octubre de 2007, els representants de l'Església Ortodoxa Oriental van acordar que «Roma, com a Església que»presideix en l'amor «segons la frase de Sant Ignasi d'Antioquia ("Als romans", pròleg), ocupava el primer lloc en els taxis, i que el bisbe de Roma era per tant el protos entre els patriarques, si el papat s'uneix a l'Església ortodoxa. No estan d'acord, però, en la interpretació de les proves històriques d'aquesta època sobre les prerrogatives del bisbe de Roma com a protos, una qüestió que ja es va entendre de diferents maneres durant el primer mil·lenni».
Pel que fa a les paraules de Jesús a Pere: «Tu ets Pere i sobre aquesta roca edificaré la meva església», els ortodoxos consideren que Crist es refereix a la confessió de fe, no a la persona de Pere com a la que construirà l'Església. Això es demostra suposadament pel fet que el grec original utilitza el pronom demostratiu femení quan diu «sobre aquesta roca» (ταύτῃ τῇ πέτρᾳ); mentre que, gramaticalment, si s'hagués referit a Pere, hauria presumptament utilitzat el masculí. Alguns protestants també sostenen aquest argument de la «distinció de gènere».

### Església ortodoxa siríaca

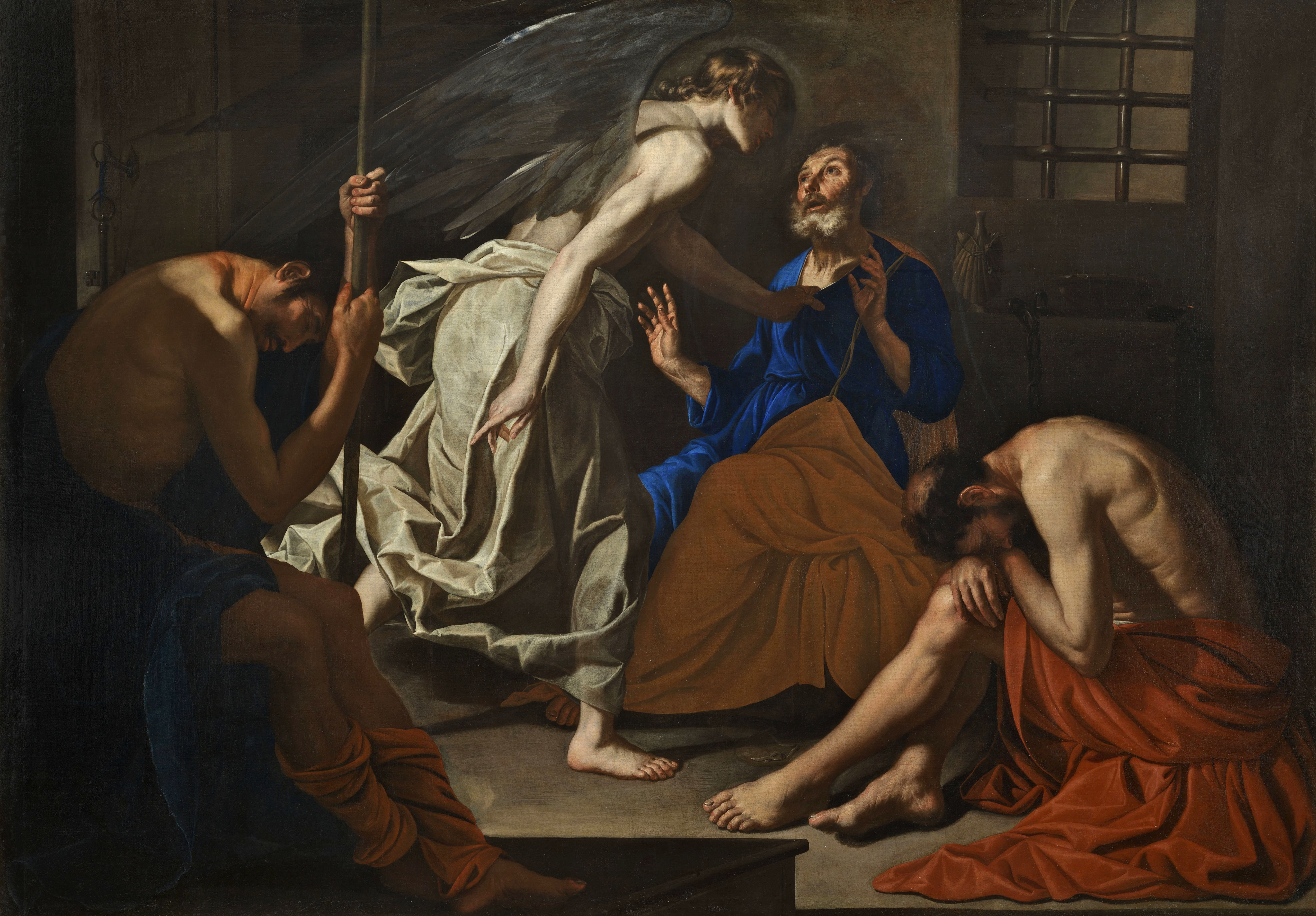
Sant Pere i l'àngel, d'Antonio de Bellis

Els pares de l'Església ortodoxa siríaca van intentar donar una interpretació teològica a la primacia de l'apòstol Pere. Estaven plenament convençuts de l'únic càrrec de Pere en la primitiva comunitat cristiana. Efraïm, Aphrahat i Maruthas, que suposadament havien estat els millors exponents de la tradició siríaca primitiva, reconeixen inequívocament el càrrec de Pere.
Els pares siríacs, seguint la tradició rabínica, anomenen Jesús «Kepha» perquè veuen «roca» a l'Antic Testament com a símbol messiànic (tot i així, els sirians maronites antics del Líban encara es refereixen a Sant Pere com «Sant Simó el Generós» o «Simó Karam»). Quan Crist va donar el seu propi nom «Kepha» a Simó, li donava la participació en la persona i el càrrec de Crist. Crist que és el Kepha i el pastor va fer de Simó el principal pastor al seu lloc i li va donar el mateix nom de Kepha i va dir que en Kepha que construiria l'Església. Afraates compartia la tradició siríaca comuna. Per a ell, Kepha és de fet un altre nom de Jesús, i a Simó se li va donar el dret de compartir-lo. La persona que rep el nom d'una altra persona també obté els drets de la persona que dona el no† Aphrahat fa de la pedra presa de Jordània un tipus de Pere. Va escriure: «Jesús, fill de Nun, va posar les pedres com a testimoni a Israel; Jesús, el nostre Salvador, va cridar Simó Kepha Sarirto i el va posar com a testimoni fidel entre les nacions».
De nou va escriure en el seu comentari sobre Deuteronomi que Moisès va treure aigua de la «roca» (Kepha) per al poble i Jesús va enviar Simó Kepha per portar els seus ensenyaments entre les nacions. Déu el va acceptar i el va convertir en el fonament de l'Església i el va anomenar Kepha. Quan parla de la transfiguració de Crist, l'anomena Simó Pere, el fonament de l'Església. Efraïm també compartia la mateixa visió. La versió armènia de De Virginitate registra que Pere la roca va defugir l'honor. Un mimro d'Efrem trobat a la litúrgia de la Setmana Santa apunta a la importància de Pere.
Tant Aphrahat com Efraïm representen l'autèntica tradició de l'Església siriana. Els diferents ordres de litúrgies utilitzats per a la santificació dels edificis de l'Església, el matrimoni, l'ordenació, etc., revelen que la primacia de Pere forma part de la fe viva de l'Església.

### Església Nova Apostòlica
L'Església Nova Apostòlica, que creu en el ministeri restablert de l'apòstol, veu Pere com el primer apòstol principal.

### L'Església de Jesucrist dels Sants dels Darrers Dies

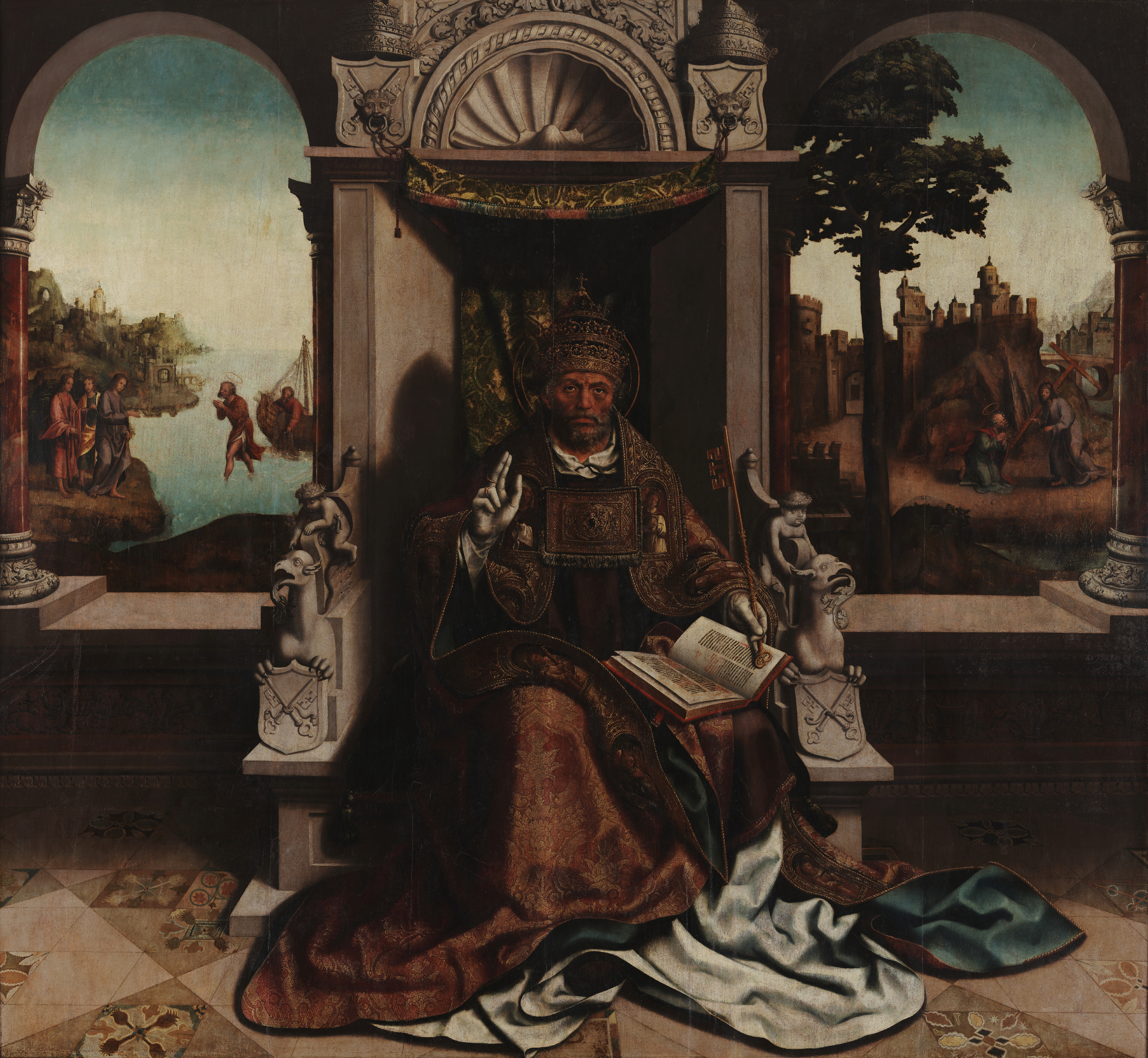
Sant Pere de Vasco Fernandes, 1506

L'Església de Jesucrist dels Sants dels Darrers Dies ensenya que Pere va ser el primer líder de l'Església cristiana primitiva després de la mort i la resurrecció de Jesucrist. Tot i que l'Església accepta la successió apostòlica de Pere, rebutja els successors papals com a il·legítims. Joseph Smith, el fundador del mormonisme, va registrar en múltiples revelacions que el Pere ressuscitat li va aparèixer a ell i a Oliver Cowdery el 1829, prop de Harmony Township (Comtat de Susquehanna), a Pennsilvània, per tal d'atorgar l'apostolat i les claus del regne com a part d'una restauració d'autoritat del sacerdoci.
En interpretar Mt 16:13–19, el líder dels Sants dels Darrers Dies, Bruce R. McConkie, va afirmar: «Les coses de Déu només són conegudes pel poder del seu Esperit» i «allò que el món anomena "Mormonisme" es basa en la roca de la revelació». En la seva conferència general d'abril de 1981, McConkie va identificar la roca de la qual Jesús va parlar com la roca de la revelació: «No hi ha cap altre fonament sobre el qual el Senyor pogués construir la seva Església i el seu regne […] Revelació: pur, perfecte, revelació personal: aquesta és la roca!»

## Visions no cristianes

### Judaisme
Segons una vella tradició jueva, Simó Pere es va unir als primers cristians per decisió dels rabins. Preocupats que la similitud del primer cristianisme amb el judaisme portés a la gent a confondre-la amb una branca del judaisme, va ser escollit per unir-s'hi. A mesura que ascendia en rang, seria capaç de conduir-los a formar el seu propi sistema de creences diferent. Malgrat això, es deia que seguia sent un jueu practicant, i se li atribueix l'autoria de l'oració de Nishmas.

### Islam
L'Alcorà esmenta els deixebles de Jesús, a qui l'islam considera exclusivament un profeta de Déu, però no en menciona els noms, sinó que s'hi refereix com «els ajudants del profeta de Déu».[Alcorà 3:49–53] L'exegesi musulmana i els comentaris de l'Alcorà, tanmateix, sí que els dona nom i inclou Pere entre els deixebles. Una vella tradició, que inclou la llegenda de Habib el Fuster, esmenta que Pere era un dels tres deixebles enviats a Antioquia per predicar a la seva gent.
Els dotze imans xiïtes veuen un paral·lelisme entre la figura de Pere i la d'Alí ibn Abi-Tàlib en època de Mahoma. Consideren que Alí és el vicegerent de Mahoma, que és el profeta; de la mateixa manera com veuen Pere com un virrei després de Jesús, profeta i massih. El paper de Pere com a primer líder just de l'Església també és vist pels xiïtes com un paral·lel a la seva creença en Alí com el primer califa després de Mahoma.

## Escrits
Tradicionalment, s'han atribuït a Pere dues epístoles canòniques (1a i 2a de Pere) i diverses obres apòcrifes.

### Nou Testament

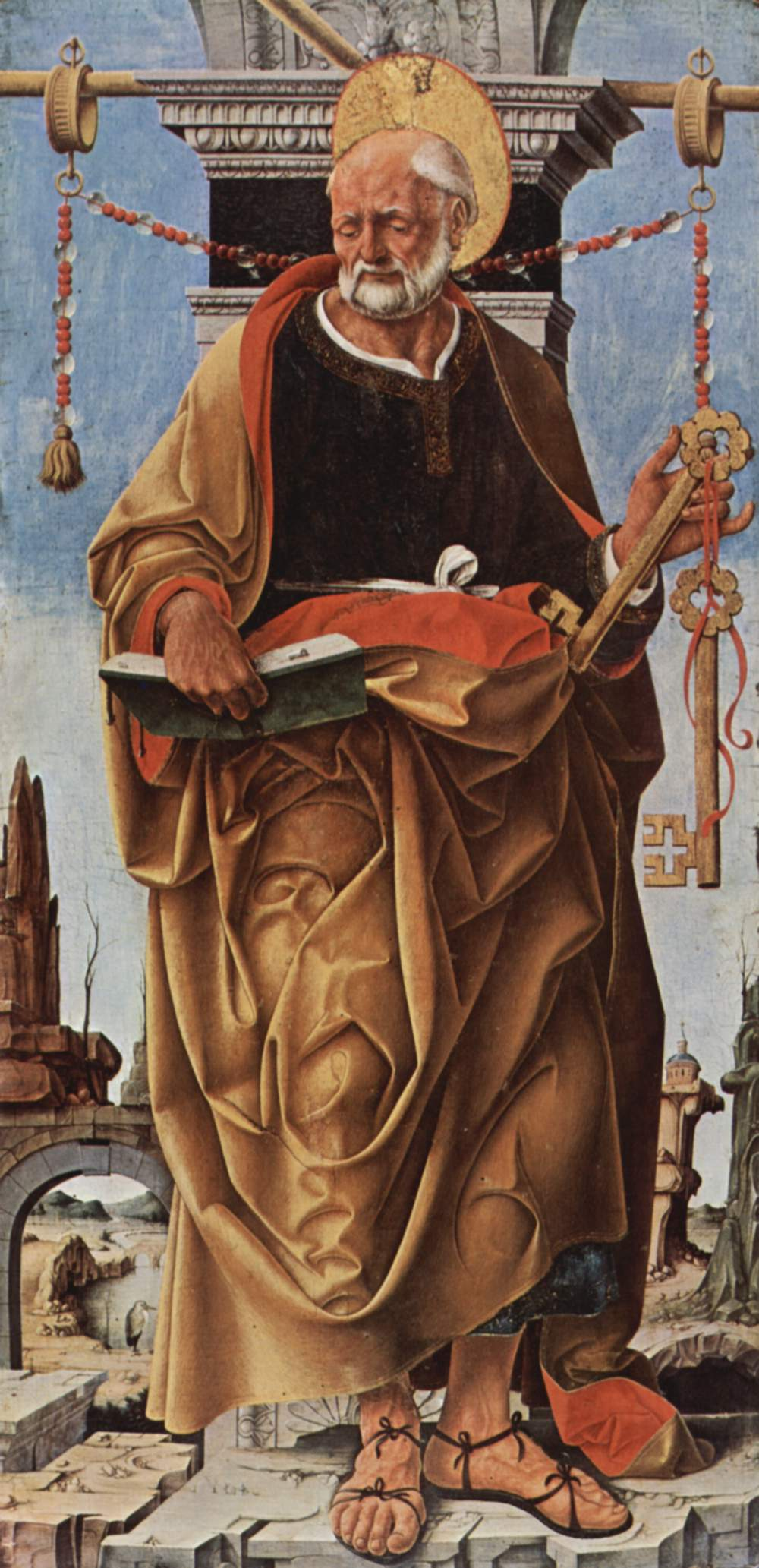
Sant Pere de Francesco del Cossa, 1473

#### Epístoles
El Nou Testament inclou dues cartes (epístoles) atribuïdes a Pere. Tots dos demostren una alta qualitat de grec culte i urbà, en desacord amb l'habilitat lingüística que normalment es podria esperar d'un pescador parlant d'arameu, que hauria après el grec com a segona o tercera llengua. Les característiques textuals d'aquestes dues epístoles són tals que la majoria d'erudits dubten que fossin escrites per la mateixa mà. Alguns estudiosos argumenten que les diferències teològiques impliquen fonts diferents i apunten a la manca de referències a la 2a de Pere entre els primers pares de l'Església.
Daniel Wallace (que sosté que Pere en va ser l'autor) escriu que, per a molts estudiosos, «la qüestió de l'autoria ja està resolta, almenys negativament: l'apòstol Pere no va escriure aquesta carta» i que «la gran part del Nou Testament els erudits adopten aquesta perspectiva sense molta discussió». Tanmateix, afirma més tard: «Tot i que s'ha presentat un cas molt fort contra l'autoria petrina de la 2a de Pere, creiem que és deficient. […] En conjunt, aquests arguments interns i externs suggereixen fermament la visió tradicional, és a dir, que Pere de fet va ser l'autor de la segona epístola que porta el seu nom».
De les dues epístoles, la primera epístola es considera l'anterior. Diversos estudiosos han argumentat que les discrepàncies textuals amb el que s'esperaria del bíblic Pere es deuen haver escrit amb l'ajut d'un secretari o com a amanuense.
Jeroni d'Estridó escrigué:
| «                            | Les dues epístoles atribuïdes a Sant Pere difereixen en estil, caràcter i en la construcció de les paraules, cosa que demostra que segons les exigències del moment Sant Pere va fer ús de diferents intèrprets. | » |
| — (Epístola 120 - A Hedibia) | |   |

Alguns han vist una referència a l'ús d'un secretari en la frase: «Per a Silvà, un germà fidel per a vosaltres, com suposo, he escrit breument, exhortant i testificant que aquesta és la veritable gràcia de Déu en la qual esteu».1Pe 5:12 Tanmateix, l'erudit del Nou Testament, Bart D. Ehrman, al seu llibre Forged del 2011, afirma que «els estudiosos ara reconeixen àmpliament que quan l'autor indica que va escriure el llibre "a través de Silvanus", no indica el nom del seu secretari, sinó la persona que portava la seva carta als destinataris». La carta fa referència a la persecució romana dels cristians, aparentment de caràcter oficial. L'historiador romà Tàcit i el biògraf Suetoni registren que Neró va perseguir els cristians i Tàcit ho va fer immediatament després de l'incendi que va cremar Roma el 64. La tradició cristiana, per exemple Eusebi de Cesarea (Llibre d'història 2, 24.1), ha afirmat que Pere va ser mort en la persecució de Neró, i, per tant, va haver de suposar que la persecució romana al·ludida a Primer Pere havia de ser aquesta persecució neroniana. D'altra banda, molts erudits moderns argumenten que Primer Pere es refereix a la persecució dels cristians a l'Àsia Menor durant el regnat de l'emperador Domicià (81–96), ja que la carta s'adreça explícitament als cristians jueus d'aquesta regió:
| « | Pere, apòstol de Jesucrist, als escollits de Déu, desconeguts al món, dispersos pel Pont, Galàcia, Capadòcia, Àsia i Bitínia, que han estat escollits segons el coneixement previ de Déu Pare, mitjançant l'obra santificadora de l'Esperit, per obediència a Jesucrist i espolvorear per la seva sang: Gràcia i pau sigueu abundants.1Pe 1:1–2 | » |

Aquells erudits que creuen que l'epístola data de l'època de Domicià argumenten que la persecució de Neró contra els cristians es limitava a la mateixa ciutat de Roma i no s'estenia a les províncies asiàtiques esmentades a 1Pe 1:1-2.
La segona epístola de Pere, en canvi, sembla haver estat copiada, en part, de l'Epístola de Judes, i alguns estudiosos moderns daten la seva composició fins al c. 150. Alguns estudiosos argumenten el contrari, que l'Epístola de Judes va copiar la segona de Pere, mentre que d'altres sostenen una data primerenca per a Judes i, per tant, observen que una data primerenca no és incompatible amb el text. Molts estudiosos han assenyalat les similituds entre l'apòcrifa segona epístola de Climent (segle ii) i la segona de Pere. El segon Pere pot ser anterior a 150; hi ha algunes referències possibles que es remunten al segle i o principis del segle ii, per exemple, 1 Climent escrit al c.96 dC, i l'historiador de l'Església posterior Eusebi va escriure que Orígenes havia fet referència a l'epístola abans del 250.
Jeroni diu que Pere «va escriure dues epístoles anomenades catòliques, la segona de les quals, a causa de la seva diferència amb la primera en estil, és considerada per molts com no per ell» (De Viris Illustribus 1). Però ell mateix va rebre l'epístola i va explicar la diferència en l'estil, el caràcter i l'estructura de les paraules per la suposició que Peter feia servir intèrprets diferents en la composició de les dues epístoles; i des de la seva època en endavant, l'epístola va ser considerada generalment com una part del Nou Testament.
Fins i tot en els primers temps hi va haver controvèrsia sobre la seva autoria, i la Segona de Pere sovint no estava inclòs en el cànon bíblic; va ser només al segle iv que va guanyar una ferma implantació al Nou Testament, en una sèrie de sínodes. A l'Orient, l'Església Ortodoxa Siríaca no la va admetre al cànon fins al segle vi.

#### Marc
Tradicionalment, es diu que l'Evangeli de Marc l'ha escrit una persona que es deia Joan Marc i que aquesta persona era ajudant de Pere; per tant, el seu contingut es veia tradicionalment com el més proper al punt de vista de Pere. Segons la Història eclesiàstica d'Eusebi, Sant Pàpies va registrar aquesta creença de Joan el Presbíter:
| « | Marc, convertit en intèrpret de Pere, va escriure amb precisió tot el que recordava. No va ser, però, en l'ordre exacte que va relacionar les dites o els fets de Crist. Perquè ni va escoltar el Senyor ni el va acompanyar. Però després, com he dit, va acompanyar Pere, que va acomodar les seves instruccions a les necessitats [dels seus oients], però sense intenció de donar una narració normal o cronològica de les paraules del Senyor. Per tant, Marc no es va equivocar en escriure així algunes coses mentre les recordava. Per una cosa, va tenir especial cura de no ometre res que havia escoltat i de no posar res de ficció a les declaracions. | » |

Climent d'Alexandria en els fragments de la seva obra Hipotips (190 dC) conservats i citats per l'historiador Eusebi a la seva Història de l'Església (VI, 14: 6) escriu que:
| « | Com Pere havia predicat la Paraula públicament a Roma i havia anunciat l'Evangeli per l'Esperit, molts dels presents van demanar que Marc, que l'havia seguit durant molt de temps i recordés les seves paraules, els escrivís. I després d'haver compost l'Evangeli, el va donar a aquells que l'havien sol·licitat. | » |

També Ireneu va escriure sobre aquesta tradició:
| « | Després del seu pas (de Pere i Pau), Marc també, deixeble i intèrpret de Pere, ens va transmetre per escrit les coses predicades per Pere. | » |

Basant-se en aquestes citacions i en la tradició cristiana, la informació de l'evangeli de Marc sobre Pere es basaria en material de testimonis presencials. L'evangeli en si és anònim i els passatges anteriors són el testimoni escrit més antic que es conserva de la seva autoria.

### Pseudoepigragia i apòcrifs

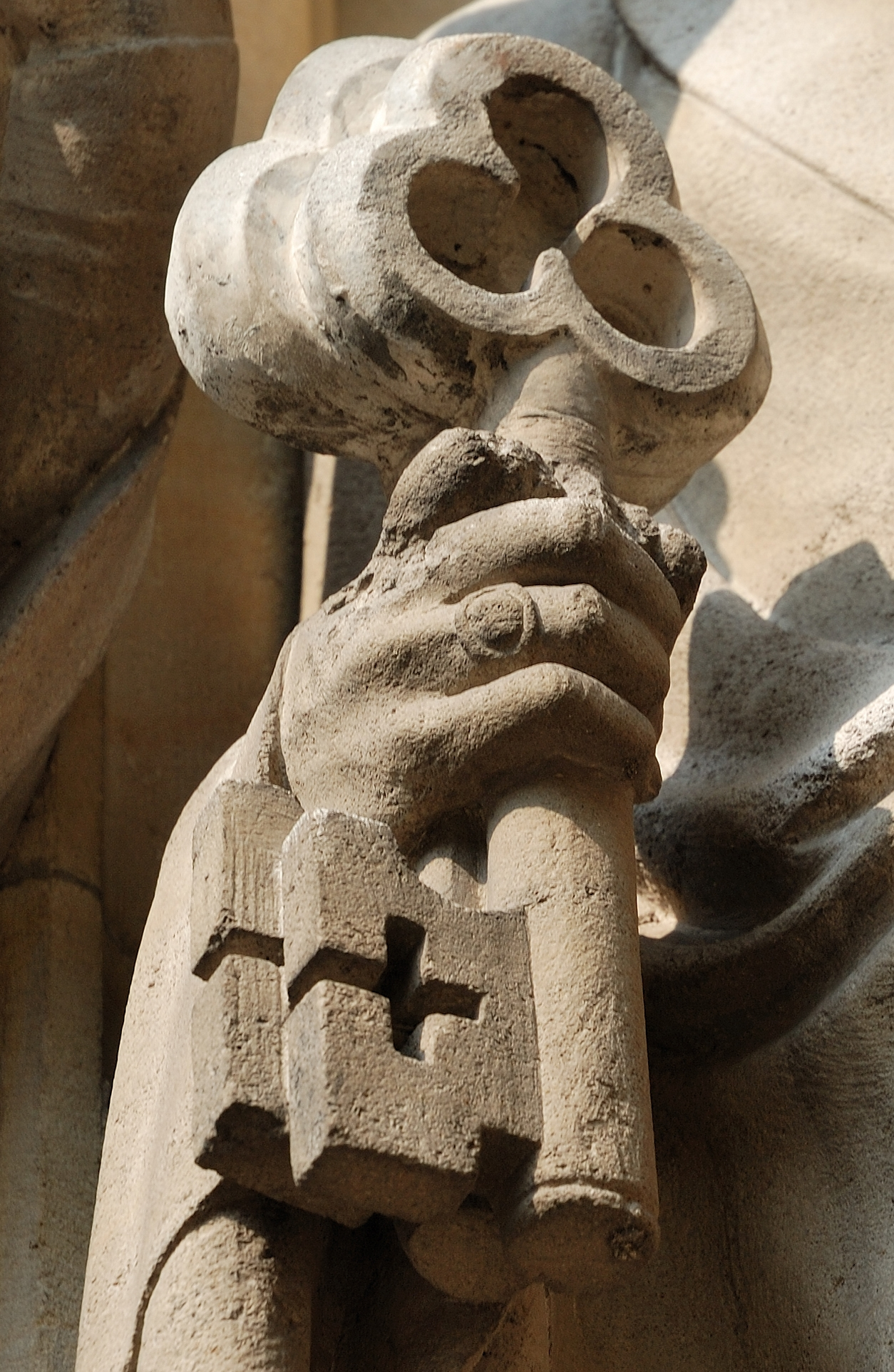
La clau com a símbol de Sant Pere

També hi ha una sèrie d'altres escrits apòcrifs que s'han atribuït o escrit sobre Pere. Això inclou:
- Evangeli de Pere, una narració parcialment docètica que ha sobreviscut en part
- Fets de Pere
- Fets de Pere i Andreu
- Fets de Pere i Pau
- Actes de Pere i els dotze Apòstols
- Apocalipsi Gnòstic de Pere
- Una carta de Pere a Felip, que es va conservar als Manuscrits de Nag Hammadi
- Apocalipsi de Pere, que molts cristians consideraven genuí fins al segle iv
- L'Epístula Petri, la carta introductòria adscrita a l'apòstol Pere que apareix al començament d'almenys una versió de la literatura clementina

### Dites no canòniques de Pere

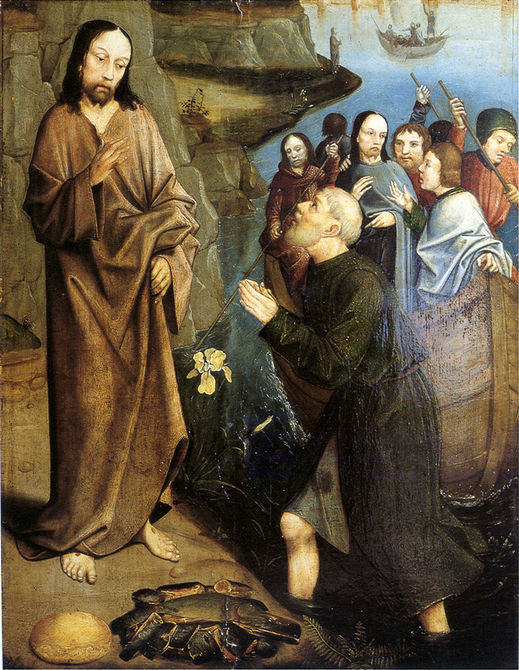
Captura miraculosa de peixos, d'Aelbrecht Bouts

A l'Evangeli gnòstic de Tomàs s'atribueixen dues dites a Pere. En el primer, Pere compara Jesús amb un «missatger just». En el segon, Pere demana a Jesús que «Que Maria s'allunyi de nosaltres!, ja que les dones no són dignes de la vida». A l'Apocalipsi de Pere, Pere manté un diàleg amb Jesús sobre la paràbola de la figuera i el destí dels pecadors. A l'Evangeli de Maria, el text del qual està fragmentat en gran part, Pere sembla estar gelós de «Maria» (probablement Maria Magdalena). Ell diu als altres deixebles: «Ha parlat amb una dona sense que ho sapiguem, i no manifestament, de manera que tots ens haguem de girar i escoltar-la? És que l'ha preferida abans que nosaltres?» En resposta a això, Levi diu: «Pere, sempre has estat impulsiu.» Altres textos no canònics que atribueixen refranys a Pere inclouen el Llibre secret de Jaume i els Fets de Pere.
Al fragment Fayyum, que data de finals del segle iii, Jesús prediu que Pere el negarà tres vegades abans que canti un gall l'endemà al matí. El relat és similar al dels evangelis canònics, especialment de l'Evangeli de Marc. No és clar si el fragment és una versió abreujada dels relats dels evangelis sinòptics, o un text font en què es basaven, potser l'evangeli apòcrif de Pere.
El fragmentari evangeli de Pere conté un relat de la mort de Jesús que difereix significativament dels evangelis canònics. Conté poca informació sobre el propi Pere, excepte que després del descobriment de la tomba buida, «jo, Simó Pere i el meu germà Andreu, vam agafar les nostres xarxes i vam anar al mar».

## Iconografia

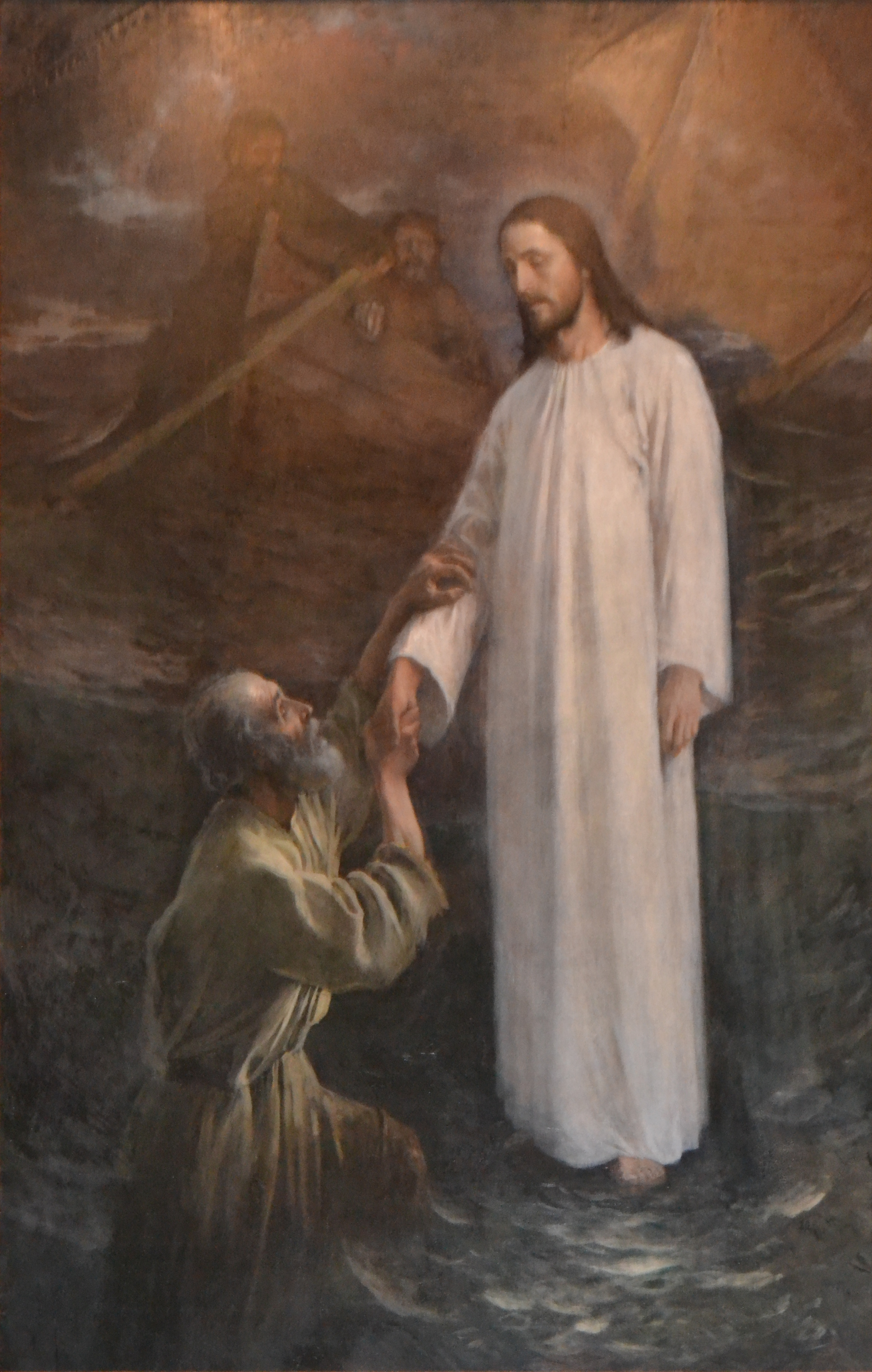
Sant Pere enfonsant-se a l'aigua per Eero Järnefelt (1892)

El primer retrat de Pere es remunta al segle iv i es va localitzar el 2010. En la iconografia tradicional, Pere s'ha mostrat de manera molt consistent des de l'art paleocristià com un home vell i gruixut amb un rostre «lleugerament combatiu» i una barba curta i, normalment, els cabells blancs, de vegades calb. Contrasta, doncs, amb l'apòstol Pau, que és calb excepte als costats, amb una barba més llarga i sovint els cabells negres i una cara més prima. Una excepció a això és l'art anglosaxó, on normalment no té barba. Tant Pere com Pau es mostren així a les catacumbes de Marcel·lí i Pere del segle iv a Roma. Més endavant, a l'edat mitjana, el seu atribut és una o dues grans claus a la mà o penjades del cinturó, que es van veure per primera vegada a principis del segle viii. Més que molts atributs medievals, això es va continuar representant al Renaixement i després. Al segle xv, és més probable que Pere sigui calb a la part superior del cap a l'Església occidental, però continua tenint pèl a les icones ortodoxes.
La representació de Sant Pere com a literalment el guardià de les portes del cel, popular entre els dibuixants moderns, no es troba en l'art religiós tradicional, però Pere sol dirigir grups de sants que flanquegen Déu al cel, a la part dreta (esquerra de l'espectador) de Déu. Les imatges narratives de Pere inclouen diverses escenes de la Vida de Crist on s'esmenta en els evangelis, i sovint s'identifica en escenes on no s'esmenta específicament la seva presència. Normalment es troba més a prop de Crist. En particular, les representacions de la detenció de Crist solen incloure a Pere tallant l'orella d'un dels soldats. Les escenes sense Jesús inclouen el seu distintiu martiri, el seu rescat de la presó i, de vegades, el seu judici. A la Contrareforma es van popularitzar escenes de Pere sentint el gall cantar per tercera vegada, com a representació del penediment i, per tant, del sagrament catòlic de la Confessió o la Reconciliació.

## Patronatge
| Oficis | Oficis | Oficis |
| --- | --- | --- |
| - Forners - Constructors de ponts - Carnissers - Pescadors | - Segadors - Horòlegs - Serrallers - Sabaters | - Fabricants de xarxes - Armadors - Paperers |
| Se li demana ajuda per | | |
| - El frenesí - Problemes amb els peus | - Febre | - Longevitat |
| Institutions | | |

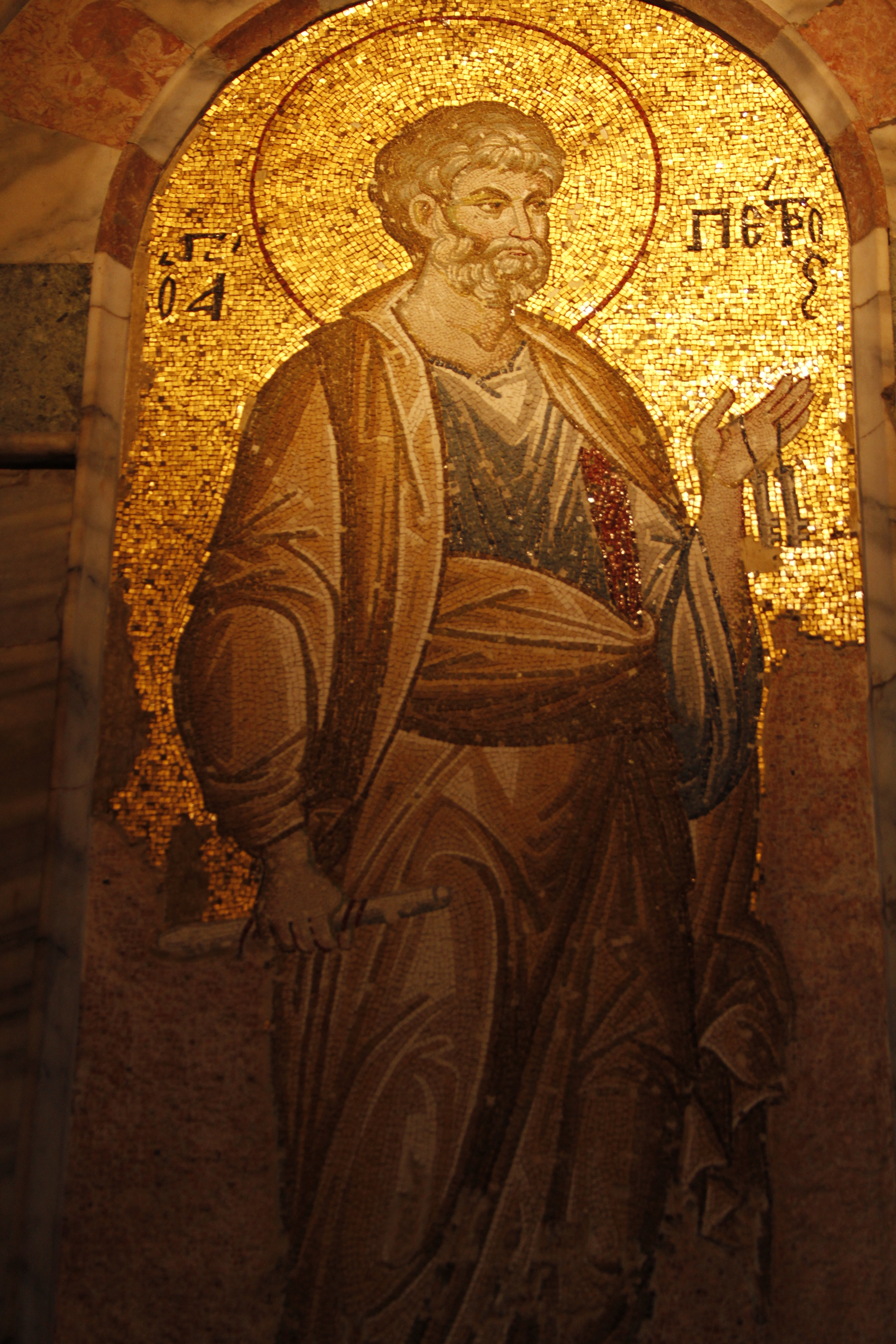
Mosaic medieval de Sant Pere a l'església de Chora, Istanbul

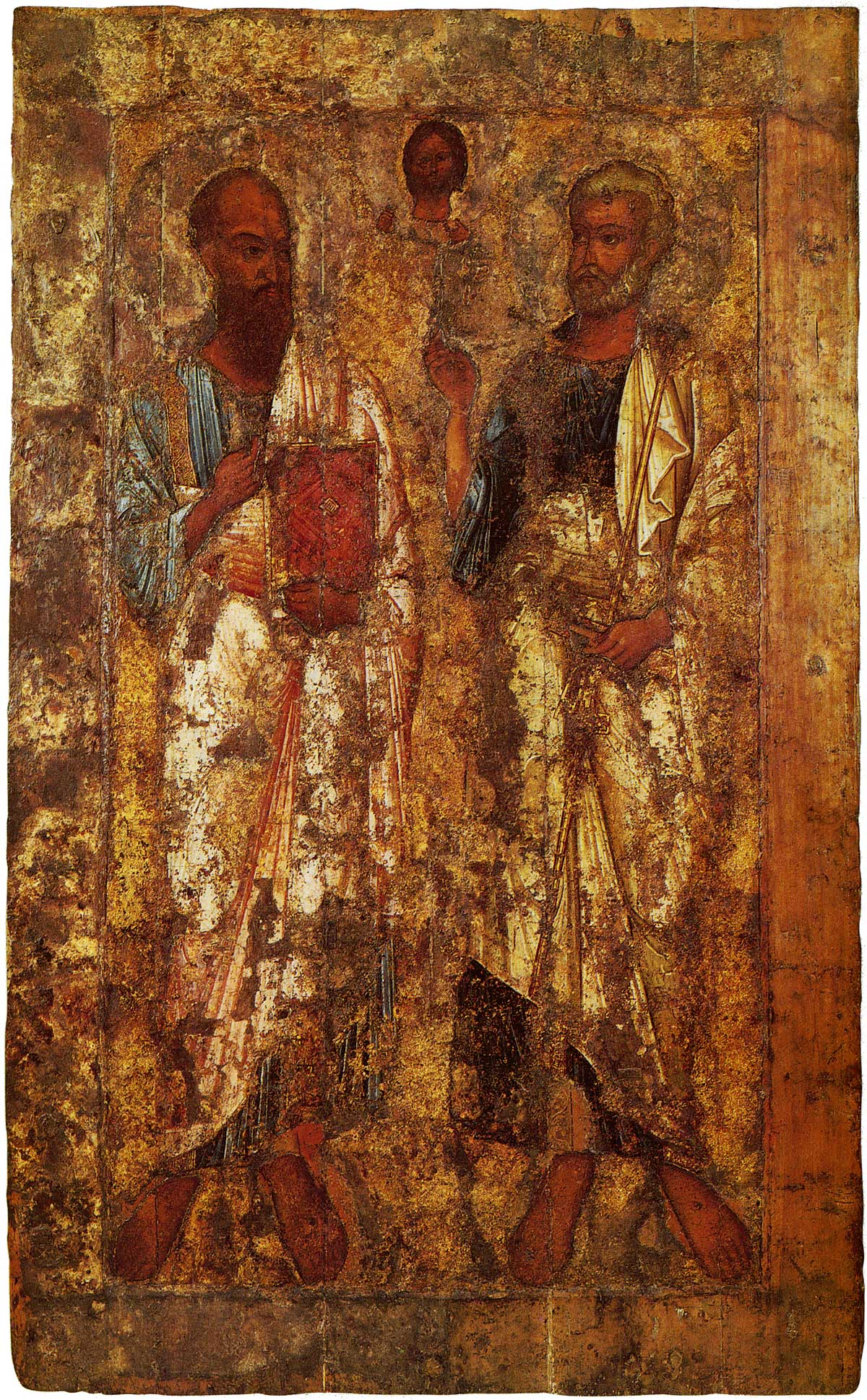

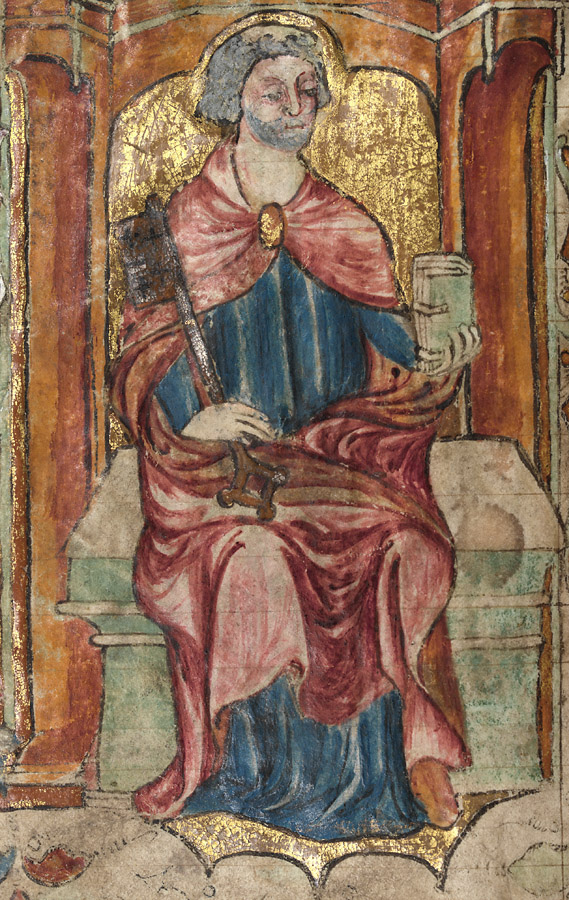
Sant Pere, amb una clau i un llibre, representat en un manuscrit medieval gal·lès, 1390-1400

| - El Papat - El patriarcat d'Antioquia - Prebostat de Berchtesgaden - Bishop Cotton Boys' School, Bangalore | - Exeter College, Oxford - Universalisme cristià | - Peterhouse, Cambridge, Regne Unit - St Peter's College, Oxford, Regne Unit - St Peter's College, Auckland, Nova Zelanda - St Peter's College, Radley, Regne Unit - St Peter's School, York, Regne Unit - Saint Peter's University, New Jersey, Estats Units d'Amèrica      |
| Esglésies i catedrals | | |
| - La Basílica Papal de Sant Pere, Ciutat del Vaticà - Bath Abbey - York Minster - Esglésies dedicades a Sant Pere | | |
| Ubicacions | | |
| - Apalit - Birżebbuġa - Bremen - Calatrava, Negros Occidental - Calauag - Calbayog City - Chartres - Chimbote - Cantó de Colonha - Davao - Dunajská Streda - Évora - Hinton on the Green - Ilovik i Sveti Petar - Jackson - Köpenick | - Las Vegas - Leuven - Leiden - Lessines - Loboc, Bohol - Maralal - Marquette, Michigan - Moissac - Naumburg - Obermarsberg - Peterborough - Filadèlfia - Poznań - Providence - Pubnico | - Ratisbona - Rio Grande do Sul - Roma - Poboleda - Póvoa de Varzim - Sant Petersburg - Saint-Pierre i Miquelon - San Pedro La Laguna - San Pedro Soloma - Scranton - Seixal - Sunderland - Sintra - Sint-Pieters-Rode - Siuntio - Tielt - Toa Baja - Trier - Úmbria - Worms |

## Visualitzacions revisionistes
L. Michael White suggereix que hi havia una greu divisió entre el partit cristià jueu de Pere i el partit hel·lenitzant de Pau, vist, per exemple, en l'Incident d'Antioquia, que els relats cristians posteriors han restat importància.
Una altra visió revisionista va ser desenvolupada pels partidaris de la teoria del mite de Crist, que sosté que la figura de Pere és en gran manera un desenvolupament a partir d'algunes figures mitològiques de porters. Segons Arthur Drews i George Albert Wells, si hi havia un Peter històric, tot el que se sap sobre ell són les breus mencions en Gàlates.

## Imatges

### Sant Pere a l'art

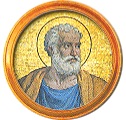
Mosaic de Pere a la basílica de Sant Pau Extramurs
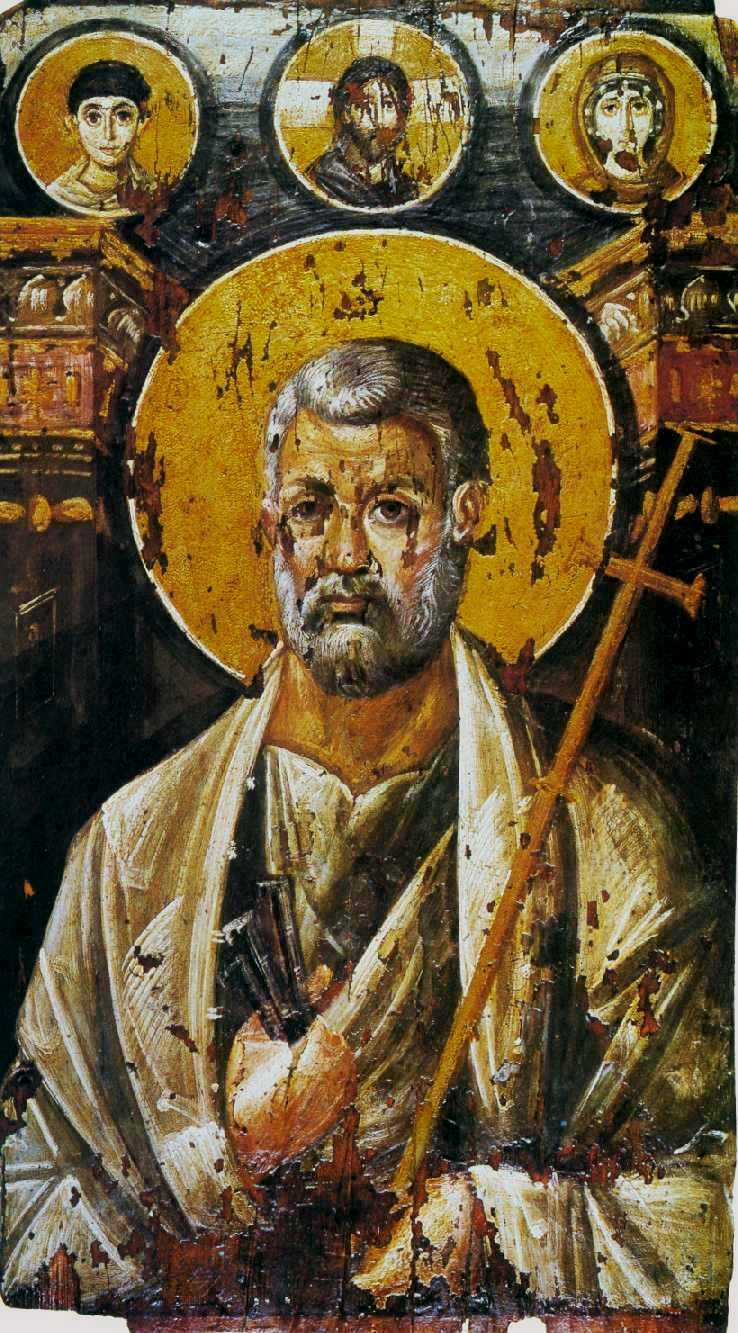
Icona del segle vi, encàustic (Santa Caterina del Sinaí)
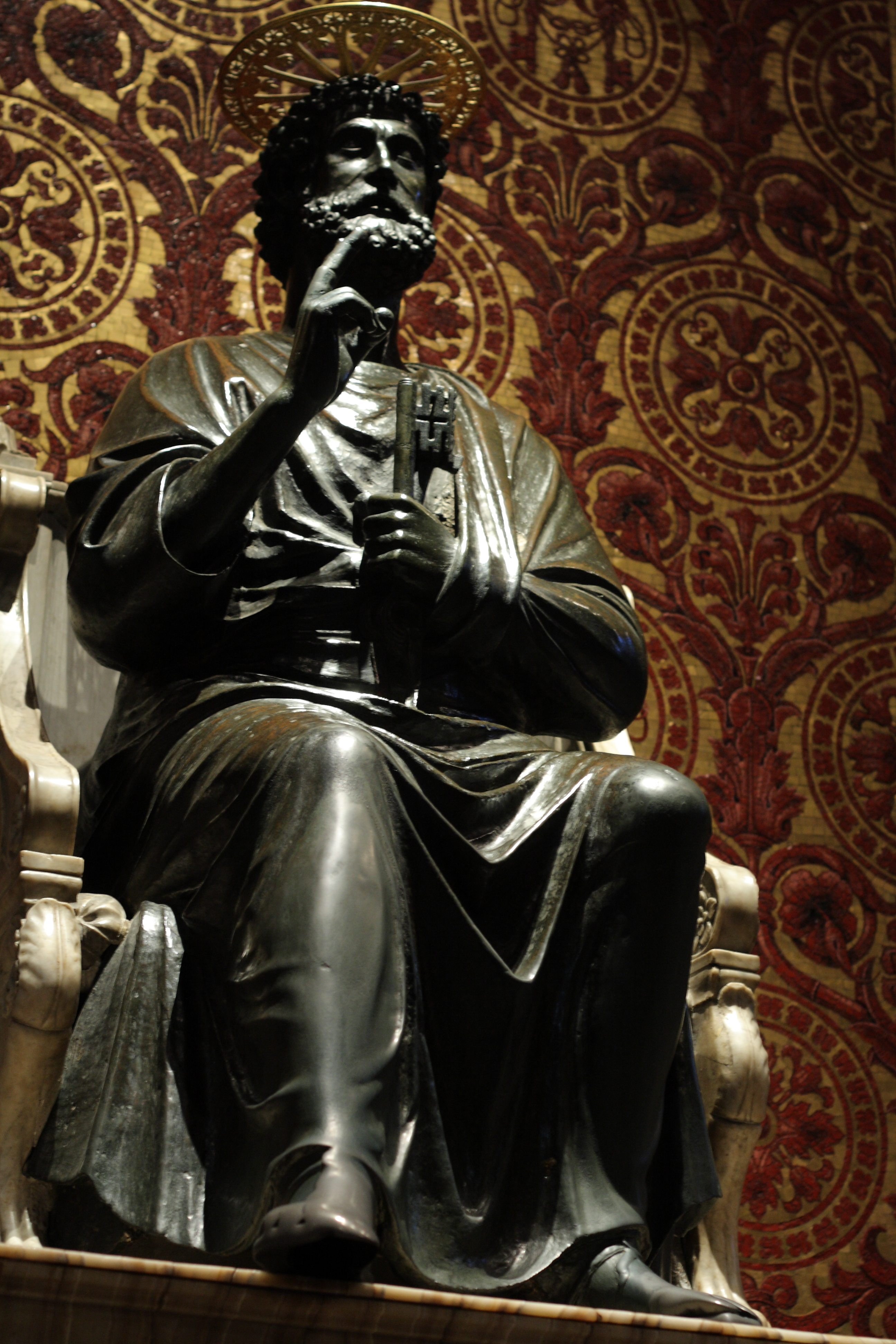
Estàtua de bronze d'Arnolfo di Cambio, segle xiii (Basílica de Sant Pere, Vaticà)
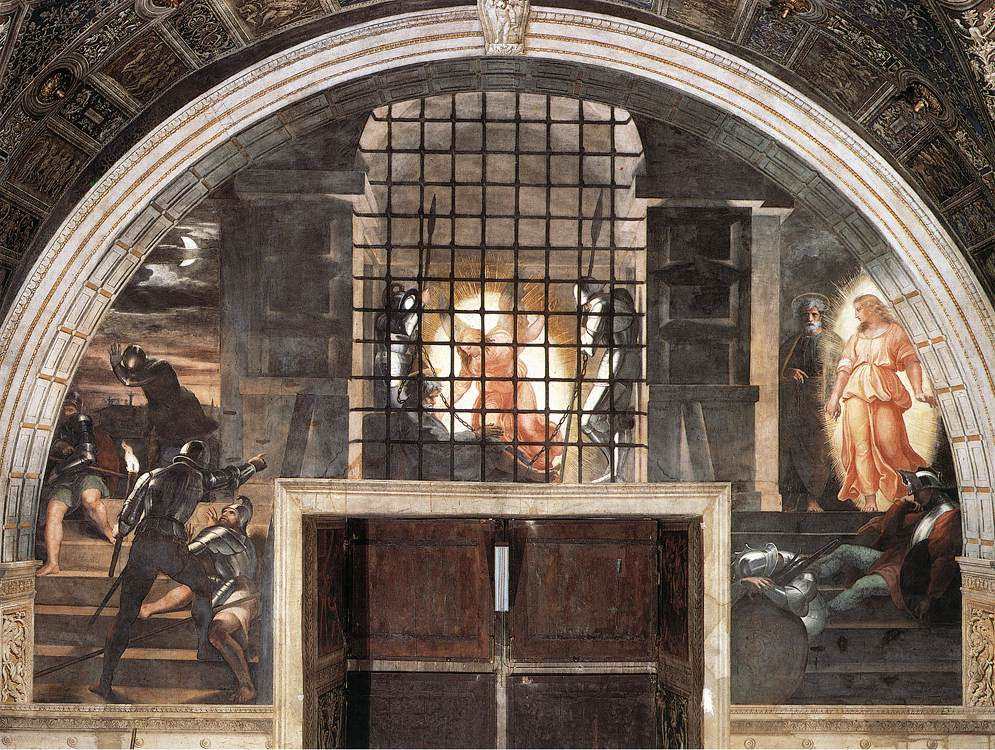
Alliberament de Sant Pere de Rafael; fresc a les Estances Vaticanes
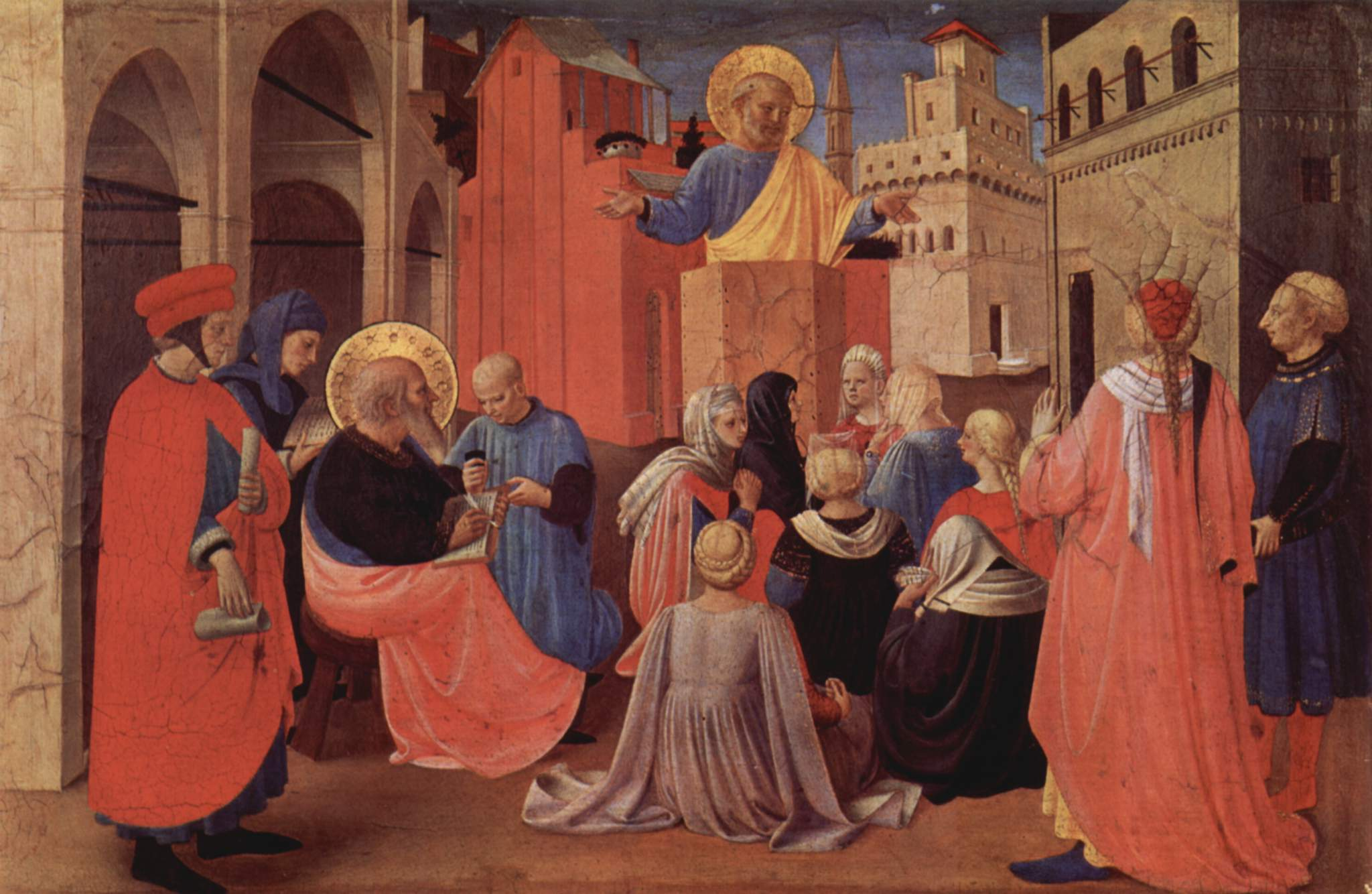
Sant Pere predicant de Fra Angelico, 1433 (Florència, San Marco)
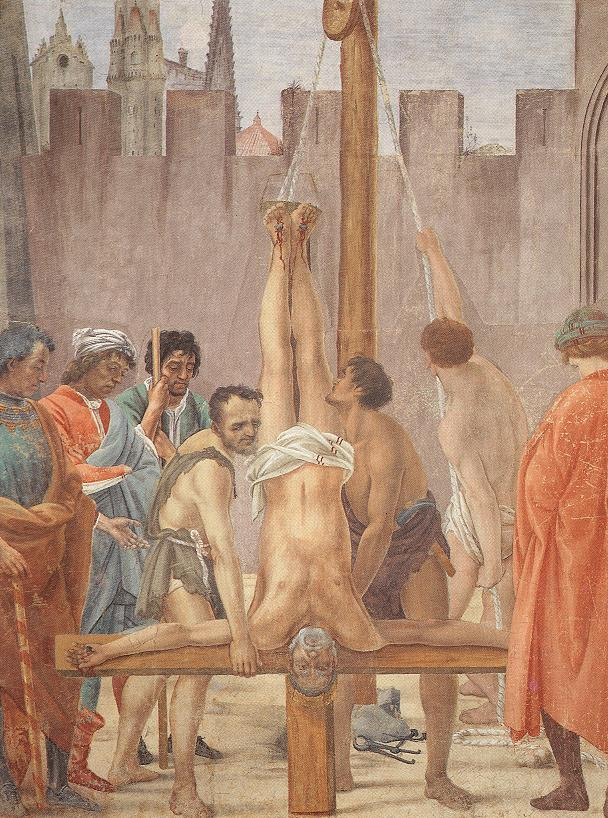
Crucifixió de Sant Pere de Filippino Lippi (Florència, Església del Carmine)
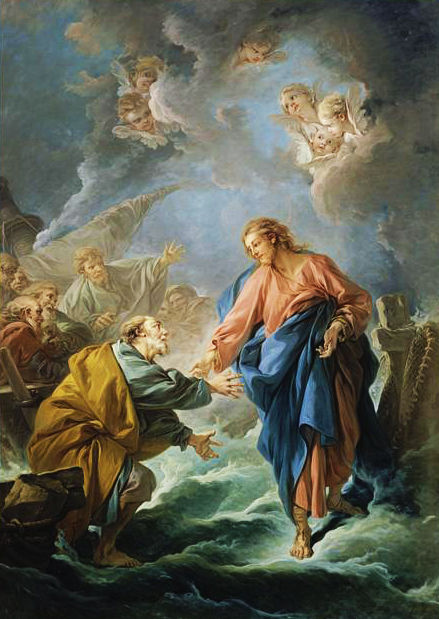
Sant Pere intentant caminar sobre les aigües de François Boucher, 1766
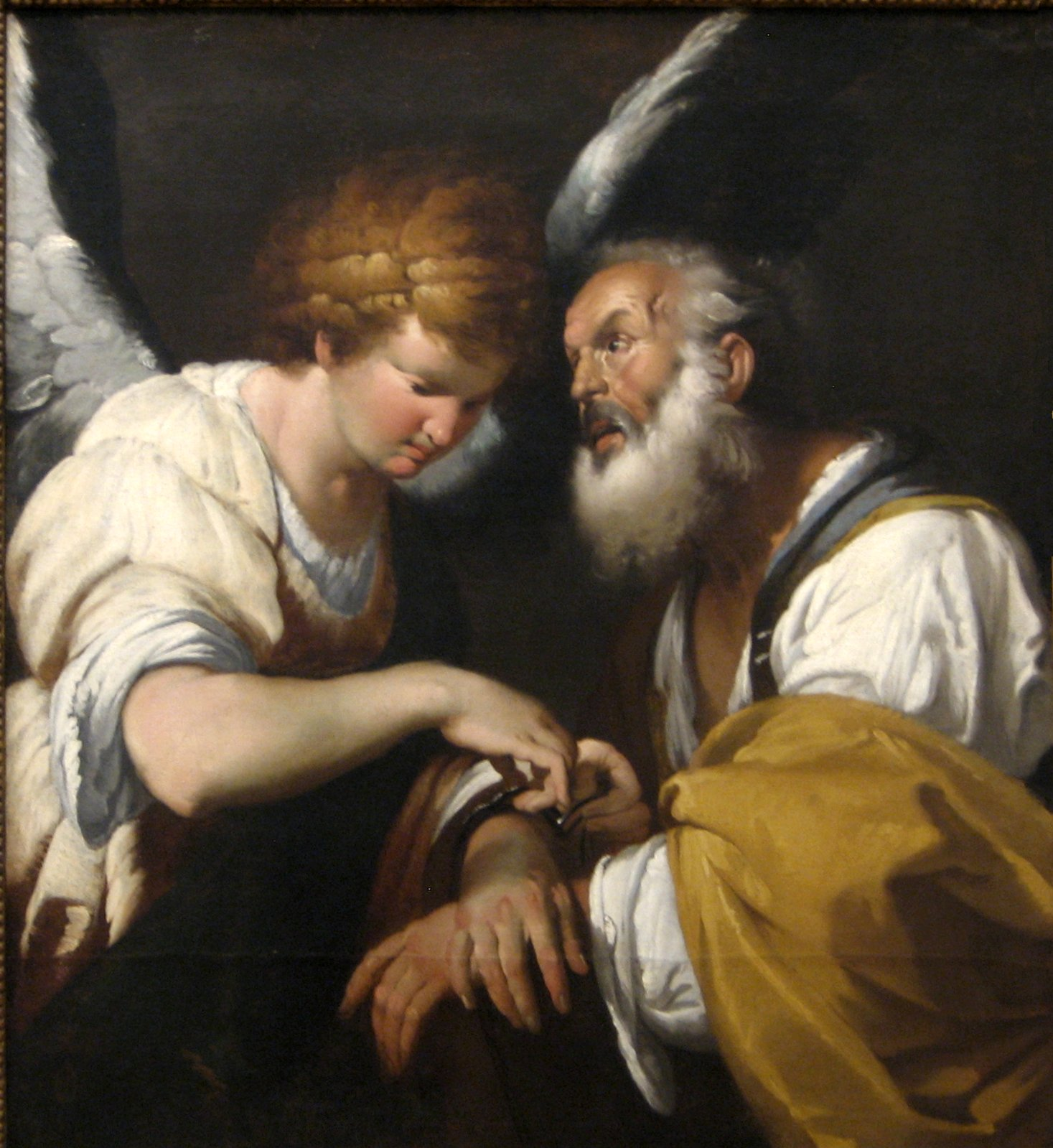
L'alliberament de Pere de Bernardo Strozzi, 1635
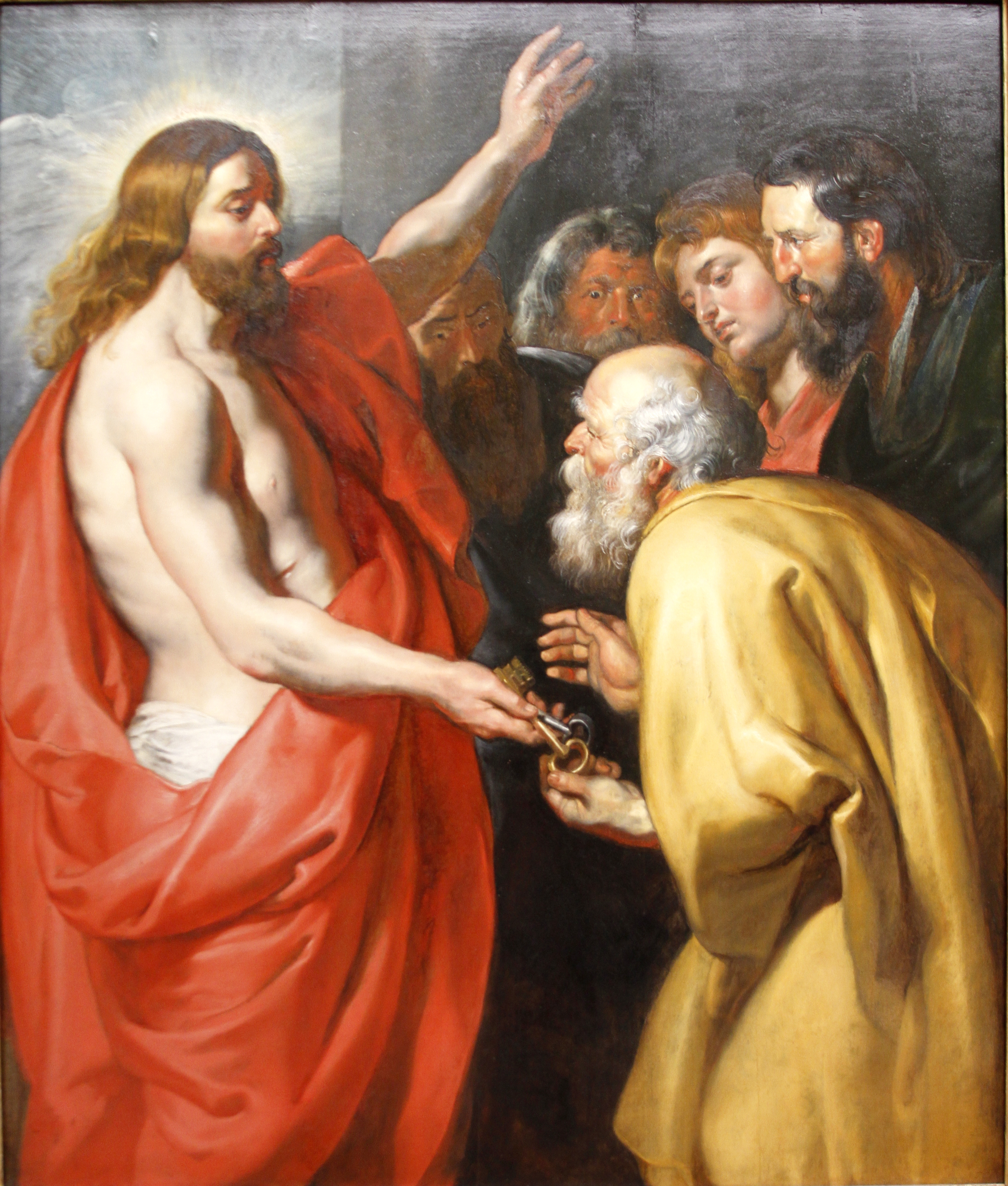
Jesus dona a Pere les claus del Cel de Pieter Paul Rubens, 1614
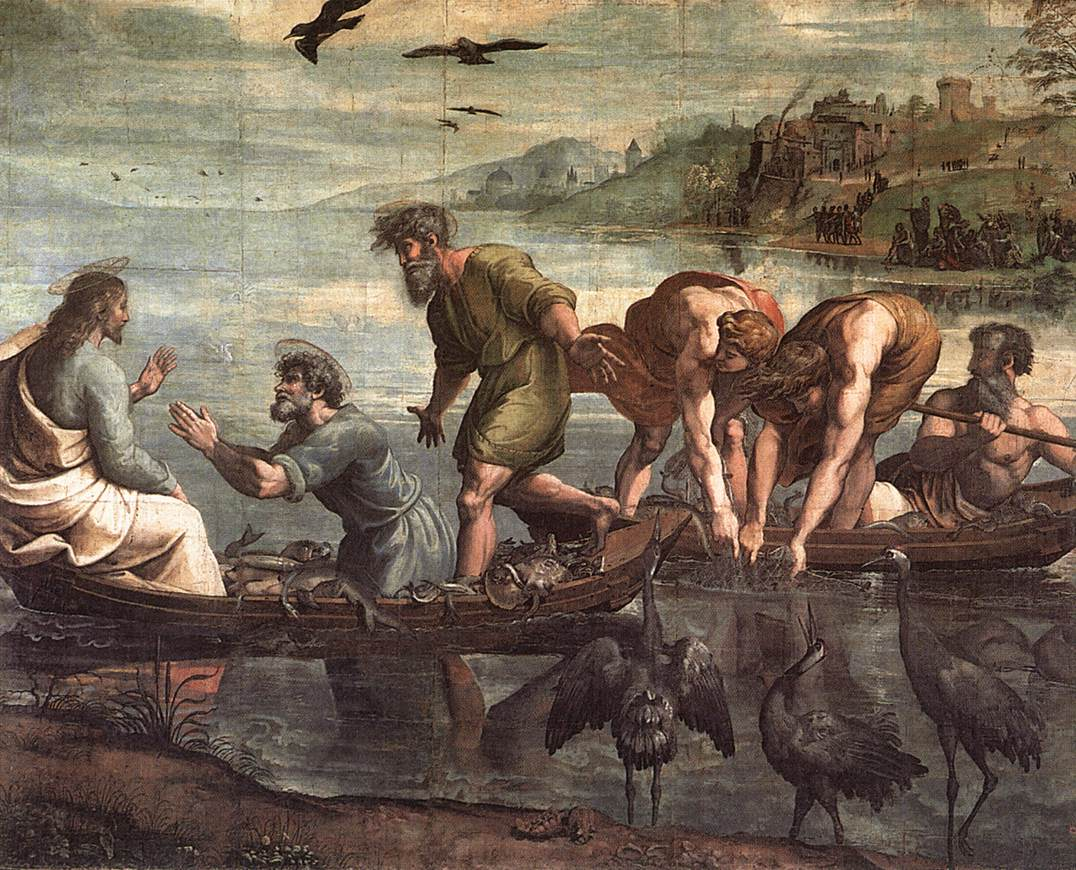
La pesca miraculosa de Raphael, 1515
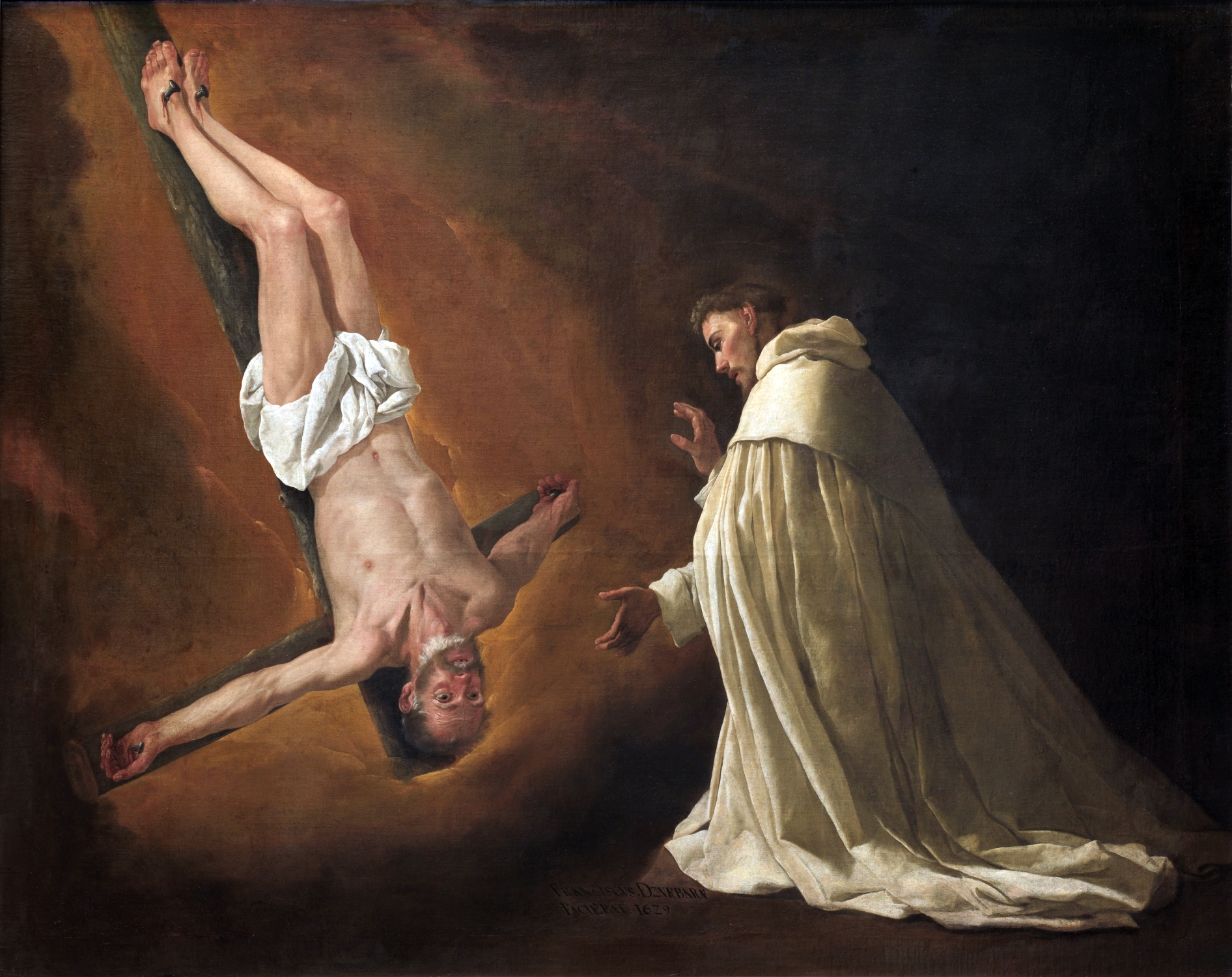
Aparició de l'apòstol Pere a Sant Pere Nolasc de Francisco Zurbarán, 1629
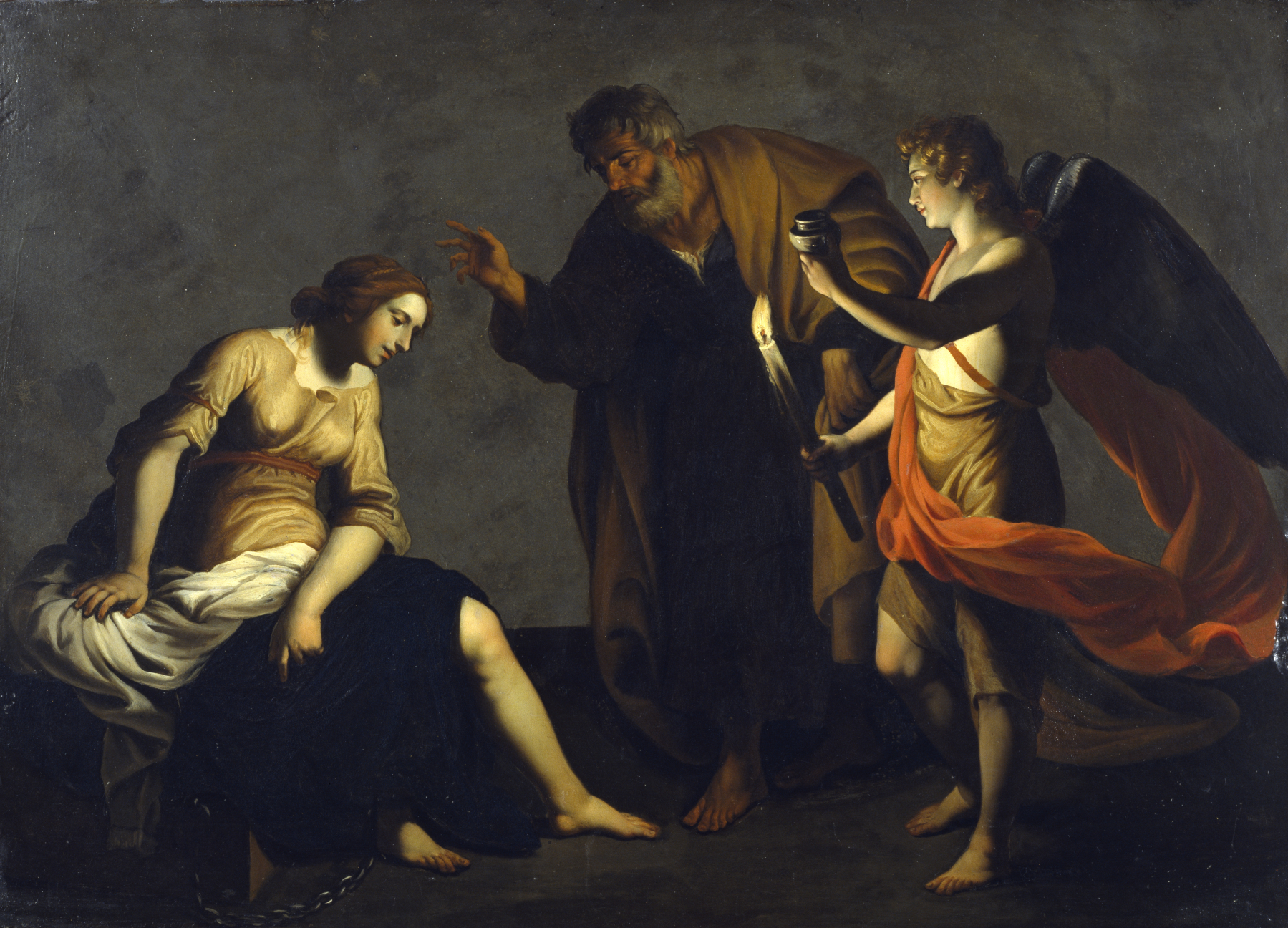
Santa Àgata assistida per Sant Pere i un àngel a la presó d'Alessandro Turchi, 1640–1645
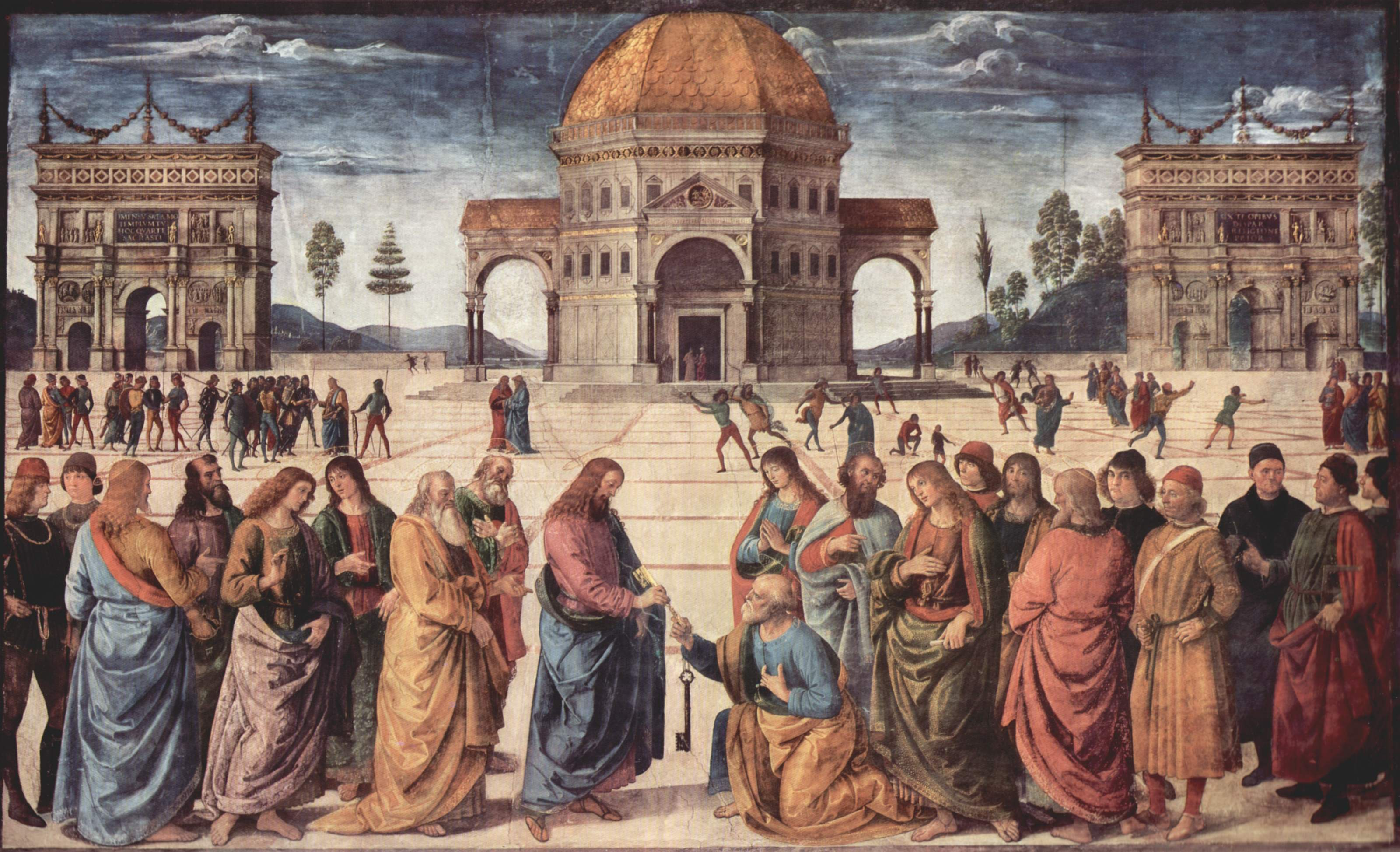
Fresc de Pietro Perugino a la Capella Sixtina, 1480–82
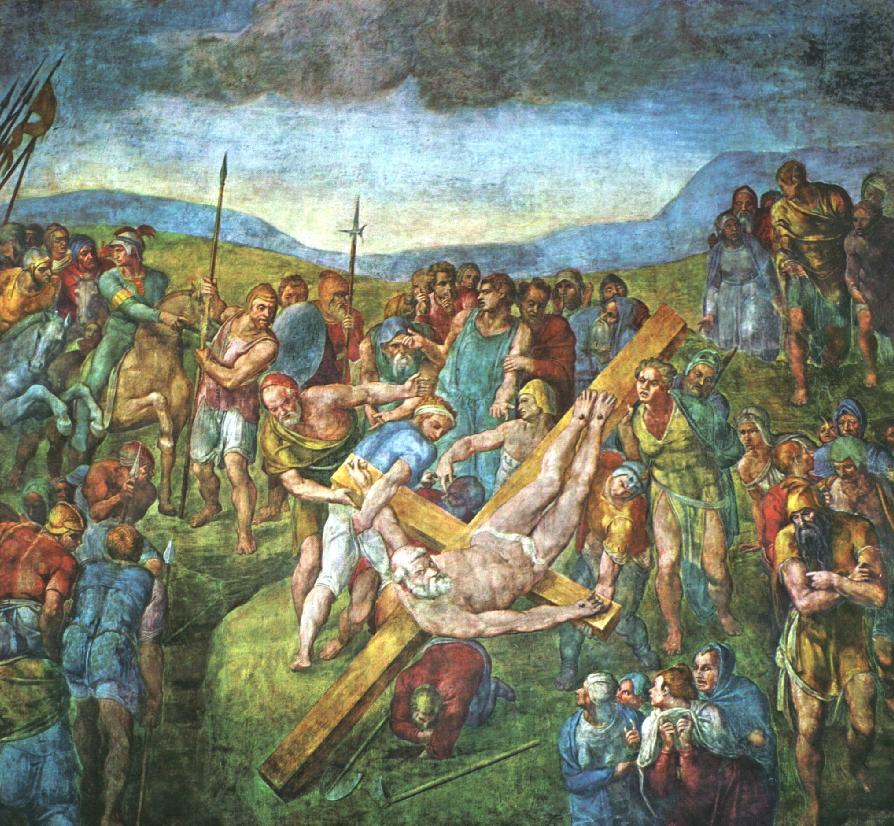
Martiri de sant Pere de Miquel Àngel, (Capella Paolina)
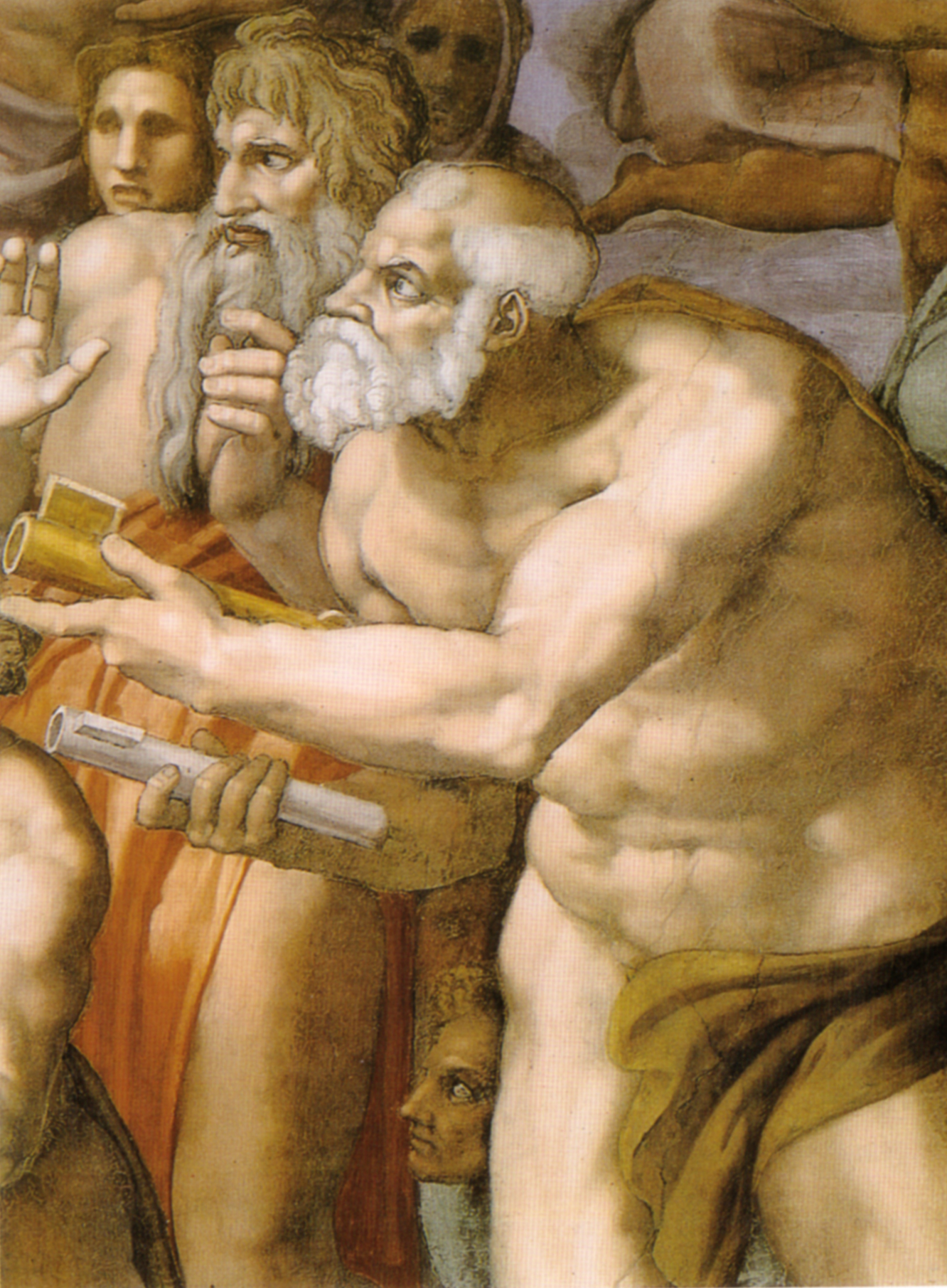
Sant Pere al Judici Final de Miquel Àngel (Capella Sixtina)
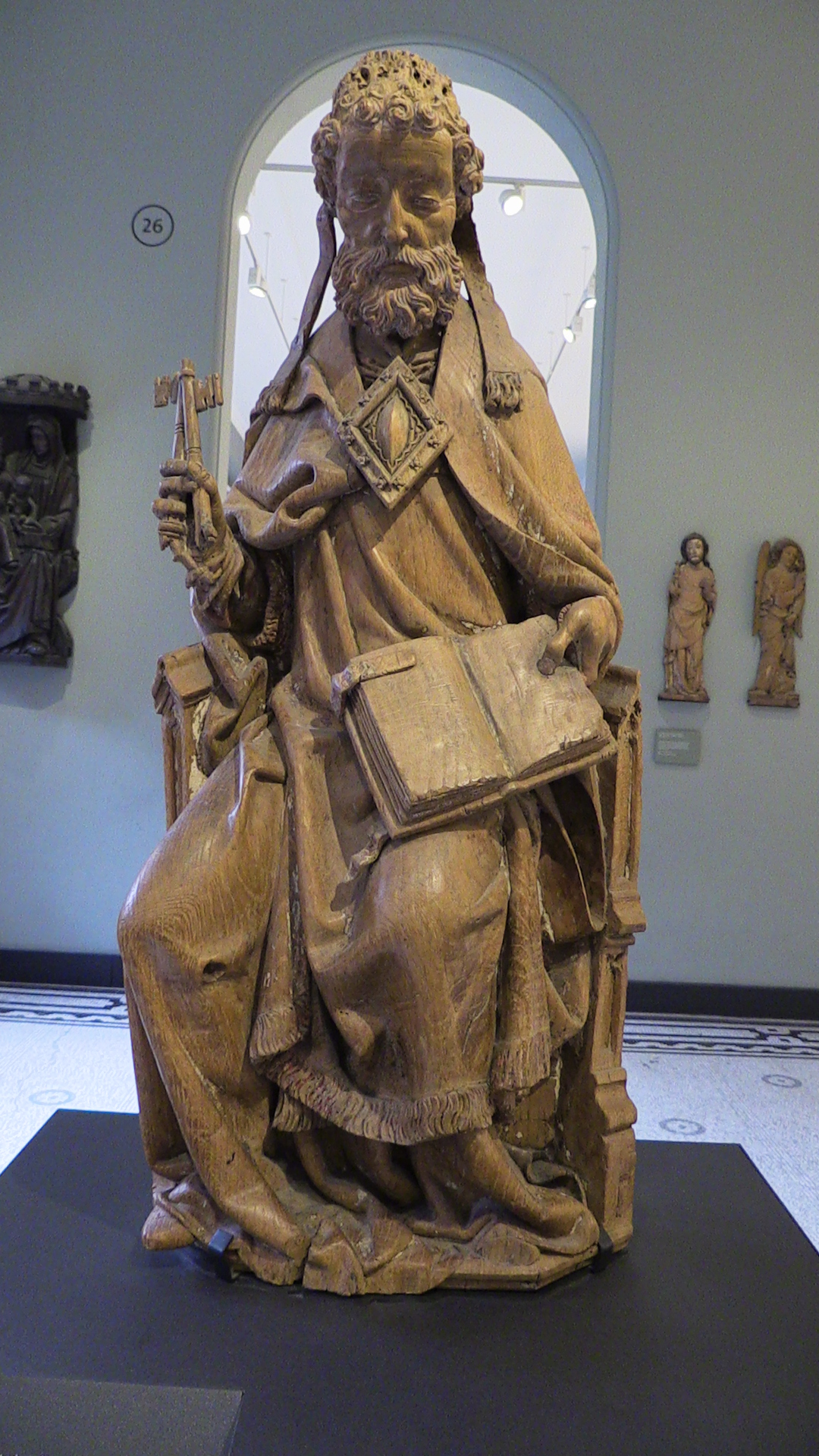
Estàtua de St. Pere (c. 1510–1520) al Victoria and Albert Museum
Sant Pere a l'escut d'armes de Lieto

### Llocs relacionats amb Sant Pere

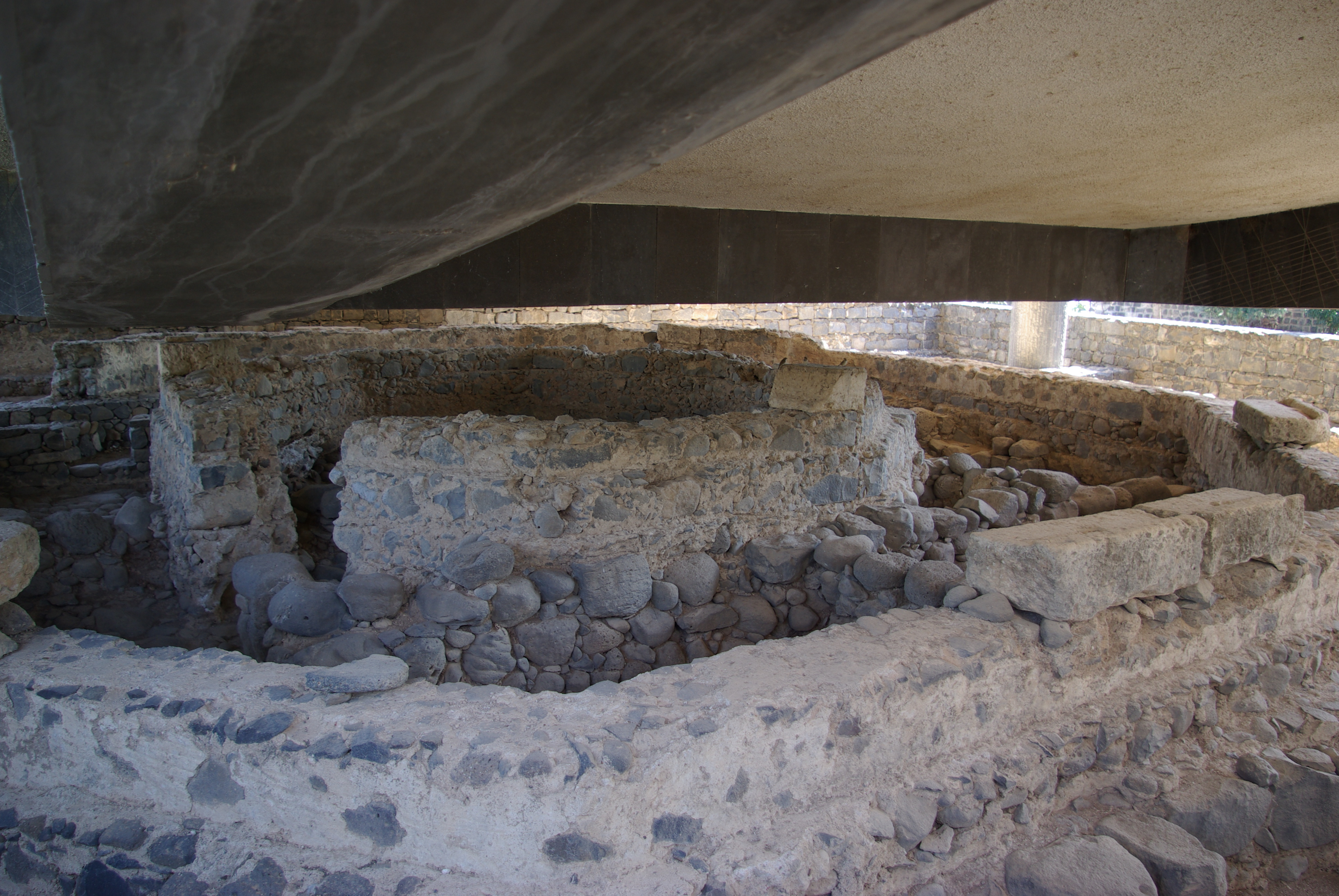
Ruines de la casa de Pere a Cafarnaüm, sota l'actual església ortodoxa de Sant Pere
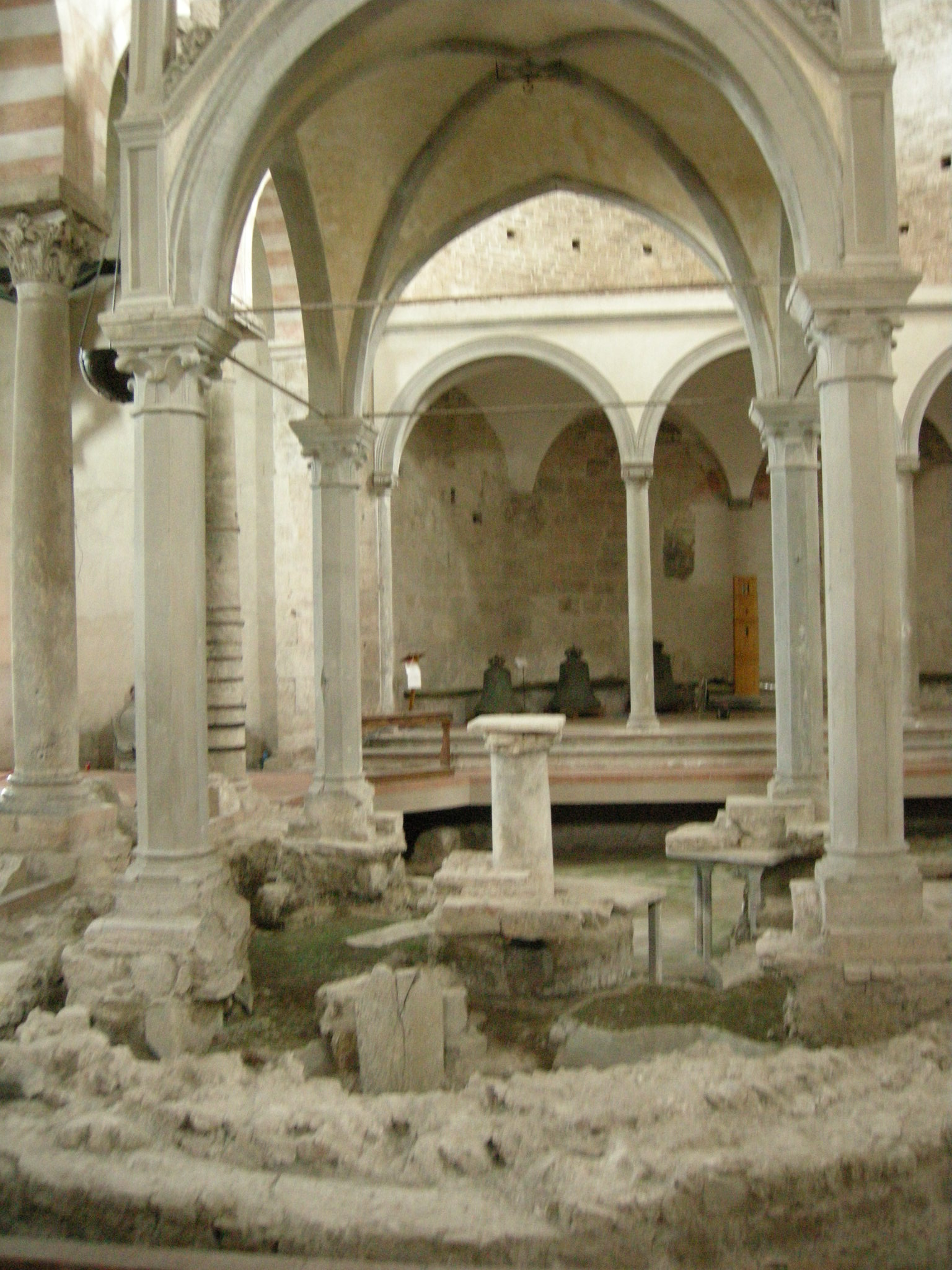
Columna de Sant Pere, a San Piero in Grado, Pisa, lloc on el sant va fer la primera missa en arribar a Itàlia
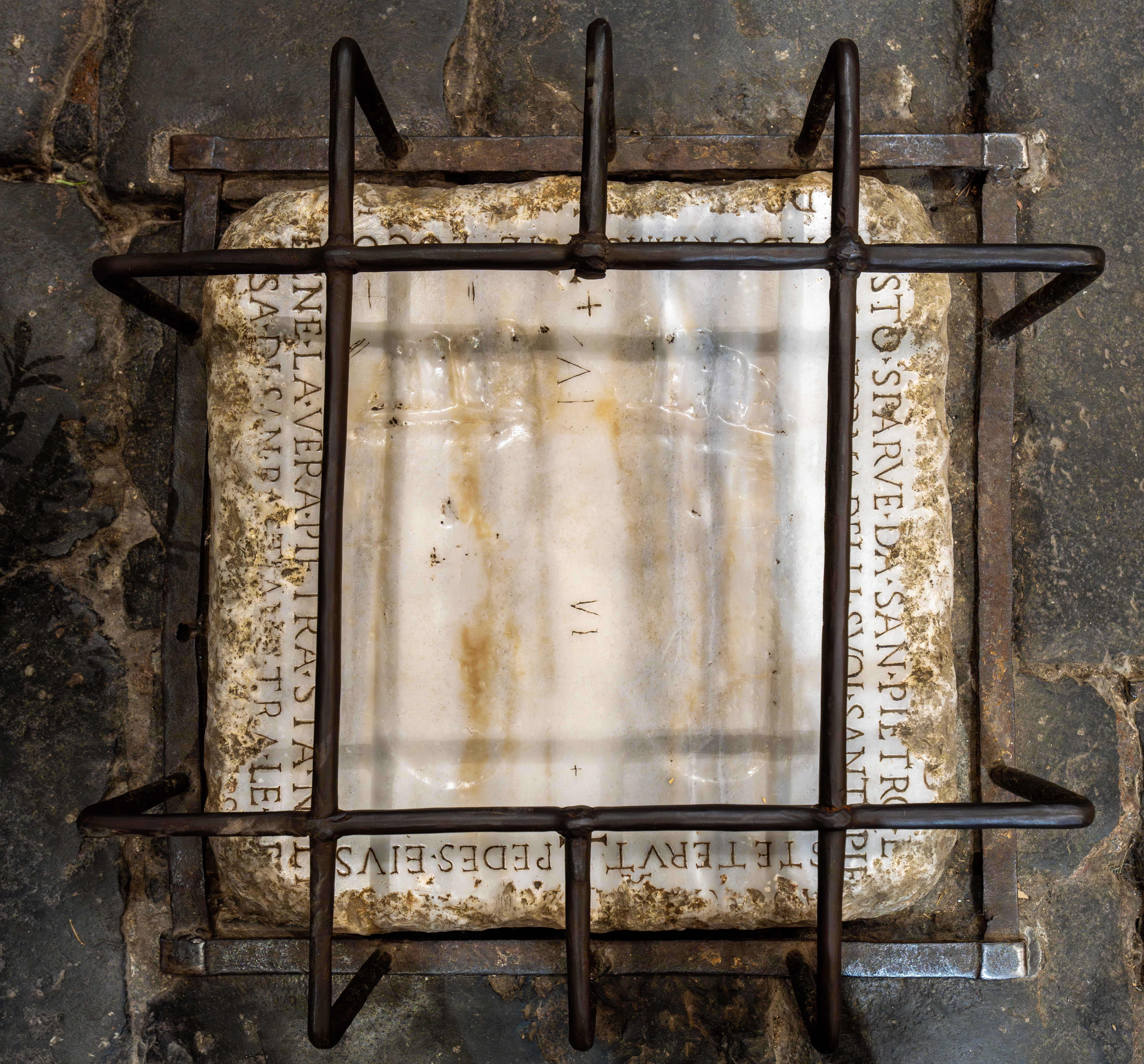
Peus de Sant Pere, a l'església del Quo Vadis (Roma, Via Àpia)
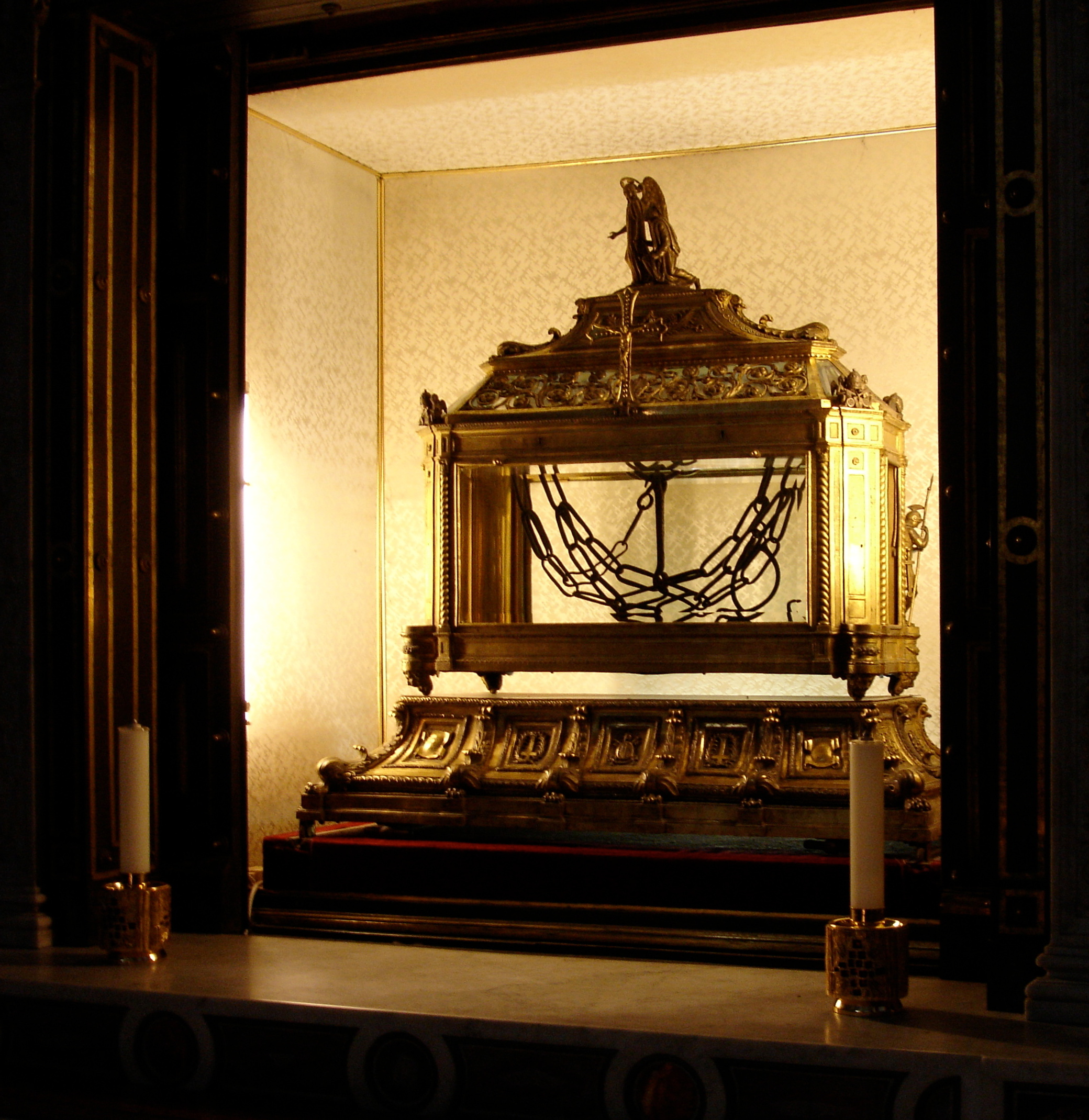
Cadenes de Sant Pere a San Pietro in Vincoli (Roma)
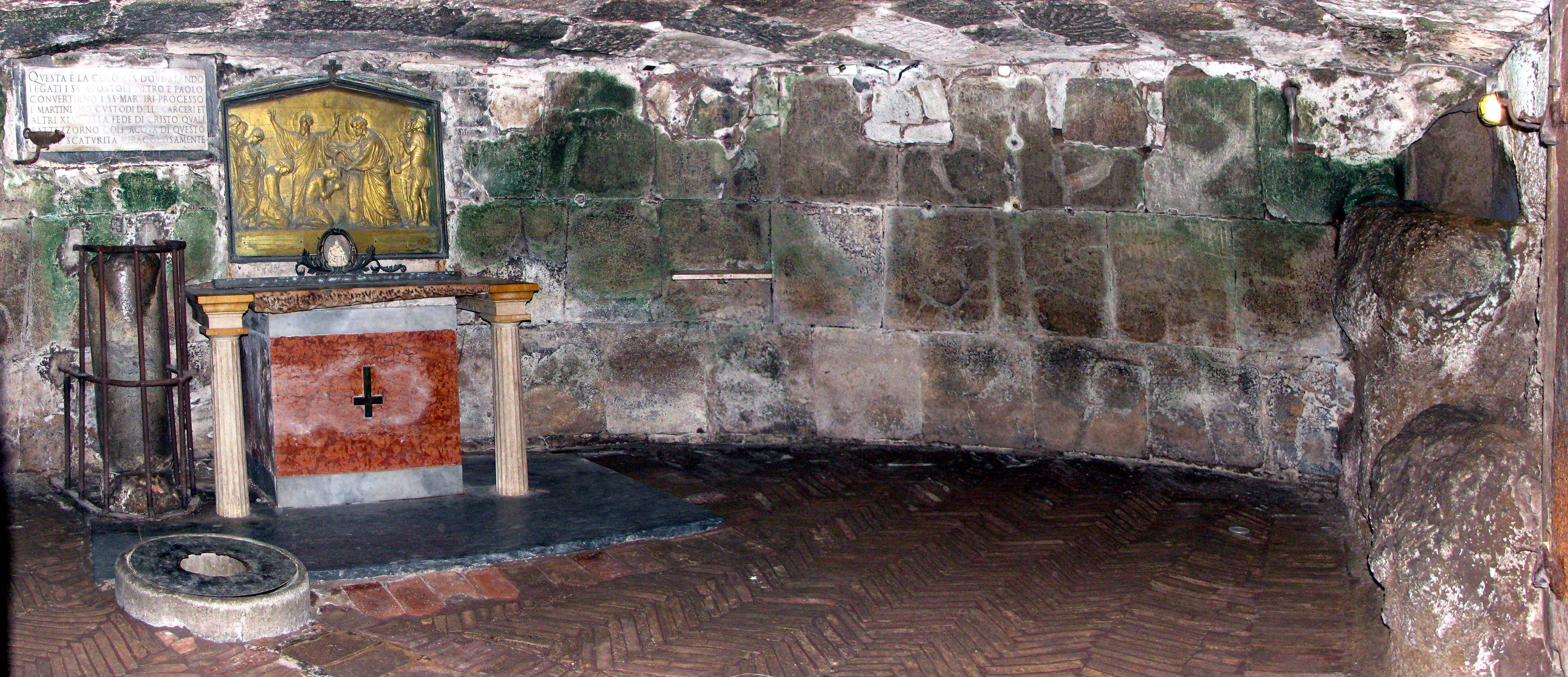
Presó Mamertina al Fòrum Romà
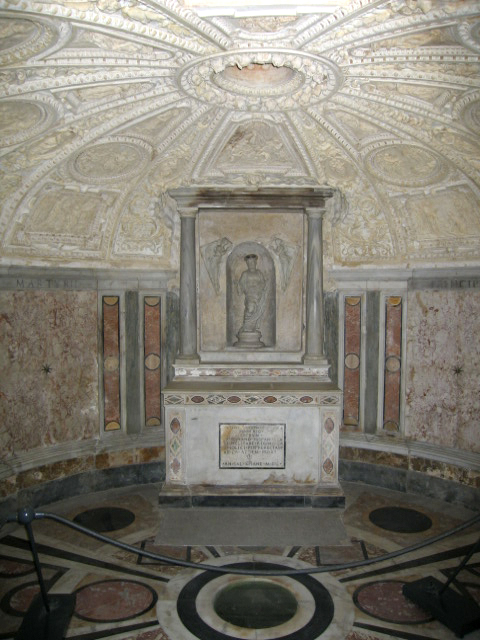
Cripta del templet de San Pietro in Montorio, lloc tradicional del martiri
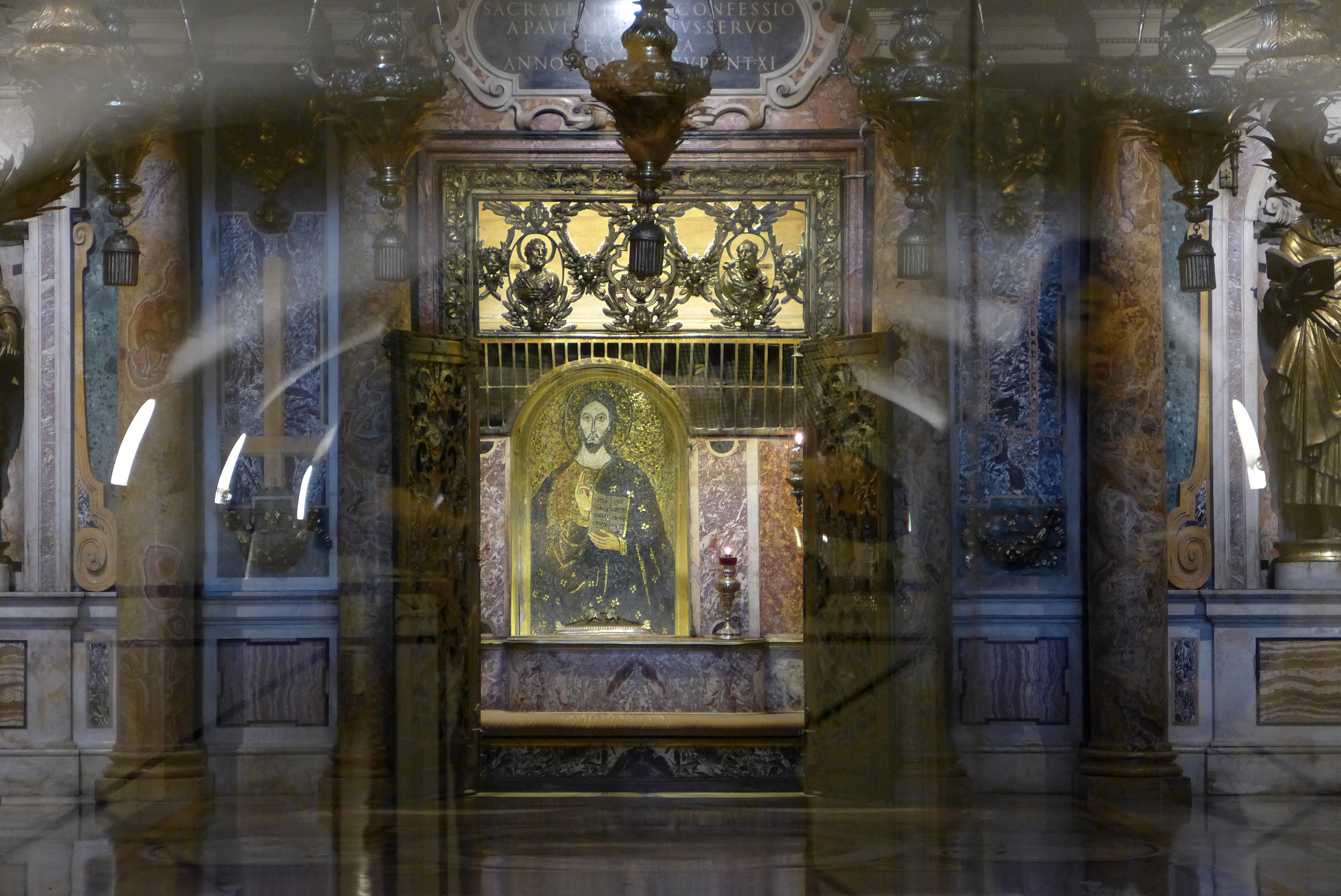
Tomba de Sant Pere, a la cripta de Sant Pere del Vaticà
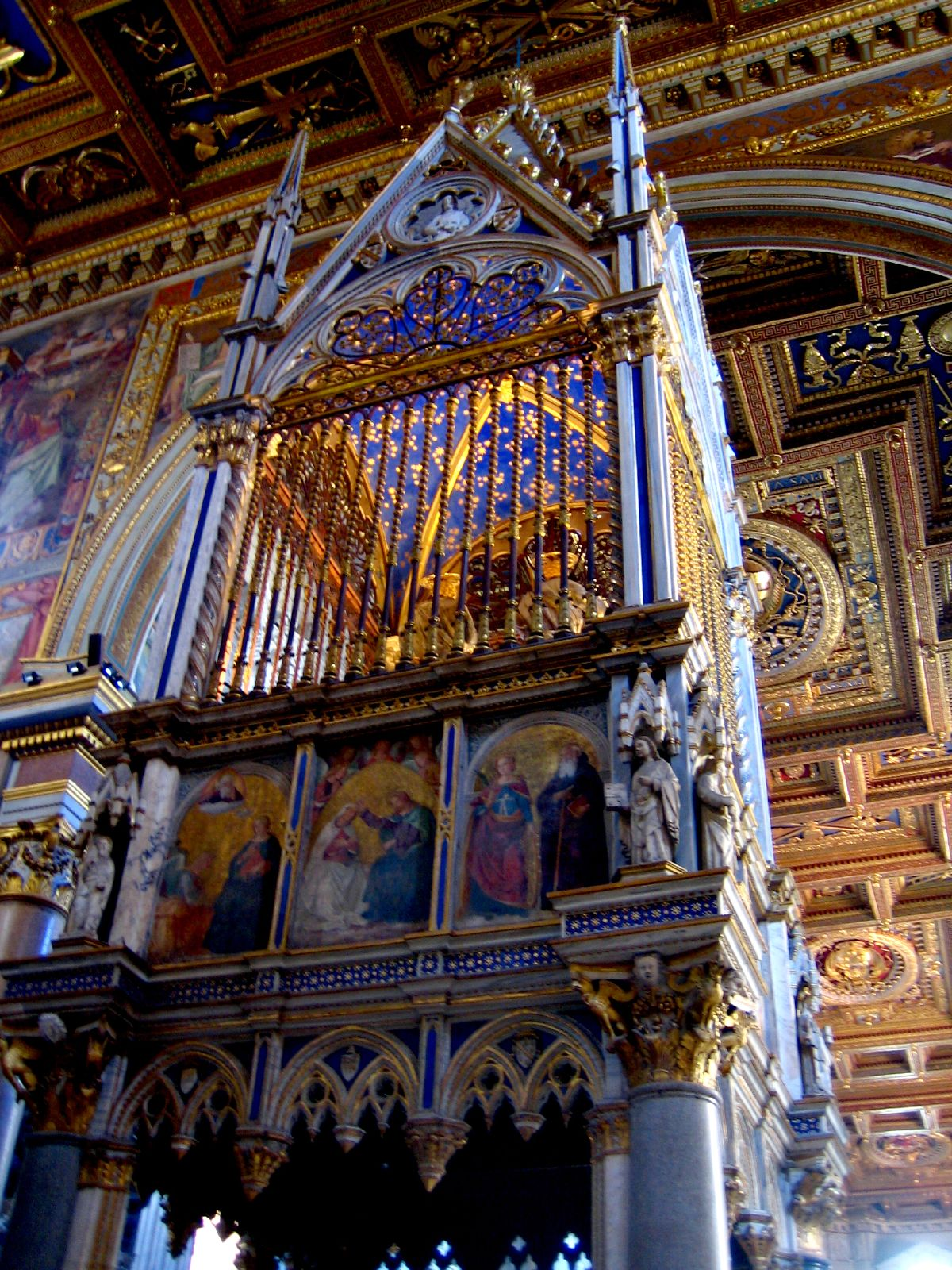
Baldaquí a Sant Joan del Laterà (Roma), amb el reliquiari dels caps dels sants Pere i Pau, obra de Giovanni di Stefano (segle xiii)